# 足助町 (豊田市)
足助町（あすけちょう）は、愛知県豊田市の町名。

## 地理
豊田市のほぼ中央部に位置し、足助地区（旧東加茂郡足助町の町域にほぼ相当する）に属する。東は桑田和町、西は大塚町・塩ノ沢町・近岡町、南は室口町・山谷町・有洞町・東川端町・岩神町、北は足助白山町・富岡町、北西は栃ノ沢町、南東は漆畑町に接する。
下山方面より北進してきた矢作川支流である巴川が大きな迂曲を経て西に進路を変える付近、及び寧比曽岳から複雑に蛇行しつつ西進してきた足助川の下流域から巴川に合流する付近にかけて位置する。
北部
城山（標高353メートル）をはじめとし、稲荷神社が鎮座する足助山、中世に古城が立地したといわれる観音山、御嶽教天王教会の境内をなす池田山といった深い山野が広がっている。足助川支流であるおせん川に沿った急坂で狭い市道が唯一北部方面との直通の連絡路となっており、他は国道153号の足助バイパスが山林の南麓沿いを東に向かって、足助トンネル・観音山トンネルを経ながら突っ切っている。
中央部
西から東へと国道153号・旧国道153号・愛知県道33号瀬戸設楽線が貫通しており（旧国道153号部分は2015年（平成27年）4月に国土交通省から愛知県に管理移管され、国道420号・愛知県道366号小渡明川足助線となっている。）、沿道のほぼ全域を通じて足助市街地が形成されている。豊田市陣中町の起点から国道153号との重複区間であった国道420号が字狭石（せまいし）の足助大橋西交差点で右に分岐、字飯盛（いいもり）で国道420号が南に分岐したところで愛知県道366号小渡明川足助線となり、字八万（はちまん）の今朝平交差点で主要地方道である愛知県道33号瀬戸設楽線との重複区間に入る。また、今朝平橋付近で西に入り旧市街地を抜けていく豊田市道足助旧小渡明川足助2号線は旧国道153号管理移管前の愛知県道366号小渡明川足助線で、旧伊那街道のルートをほぼ踏襲したものである。
旧国道153号は西部では巴川右岸に、字宮ノ後（みやのあと）の巴橋以東の町域中央部では足助川下流域左岸に、今朝平交差点以東では足助川支流である今朝平川右岸にほぼ沿って走っている。足助川下流域付近から巴川合流部にかけては谷地形であり、河岸段丘がとりわけ右岸で比較的広範囲に形成されている。
南部
足助川最下流部と屈曲した巴川に堀のごとく取り囲まれた独立丘陵の飯盛山（標高254メートル）がそびえ、飯盛山以南から真弓山（標高307メートル）を経て室口川流域に至る地域が、おおむね町域南部となる。南西部には飯盛山を含めて愛知高原国定公園の一角をなす香嵐渓（こうらんけい）と呼ばれる渓谷地があり、香嵐渓の東隣では国道420号が巴川に沿ってひたすら南進してゆく。さらにこの国道420号の東側には真弓山があり、以東の深い山野に連続している。なお、室口川に沿って南進する市道は綾渡町の名刹曹洞宗平勝寺へと続く古来からの道筋でもあり、長い参道の随所に33体の観音像が祀られている。

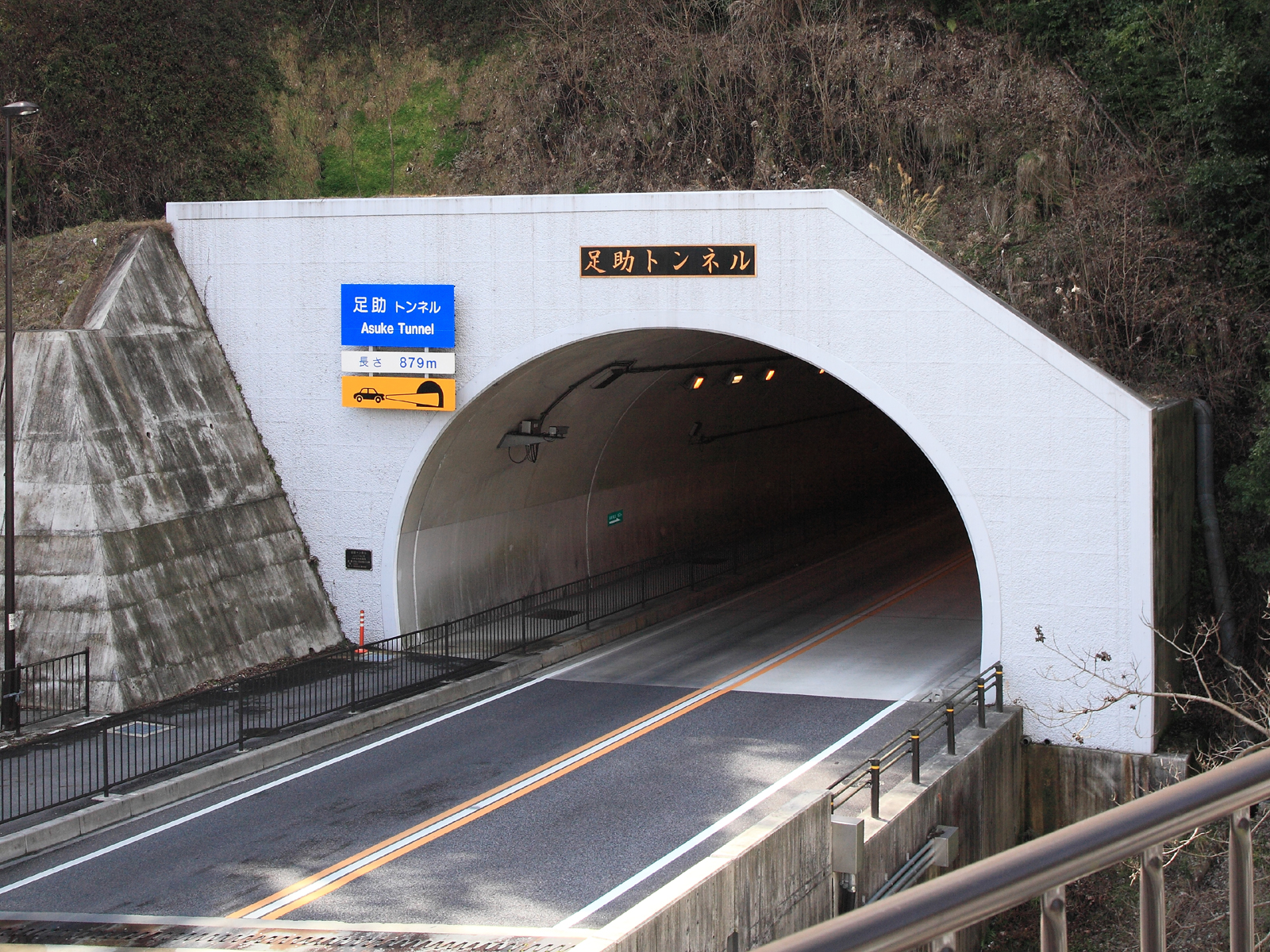
足助トンネル （2012年（平成24年）3月）
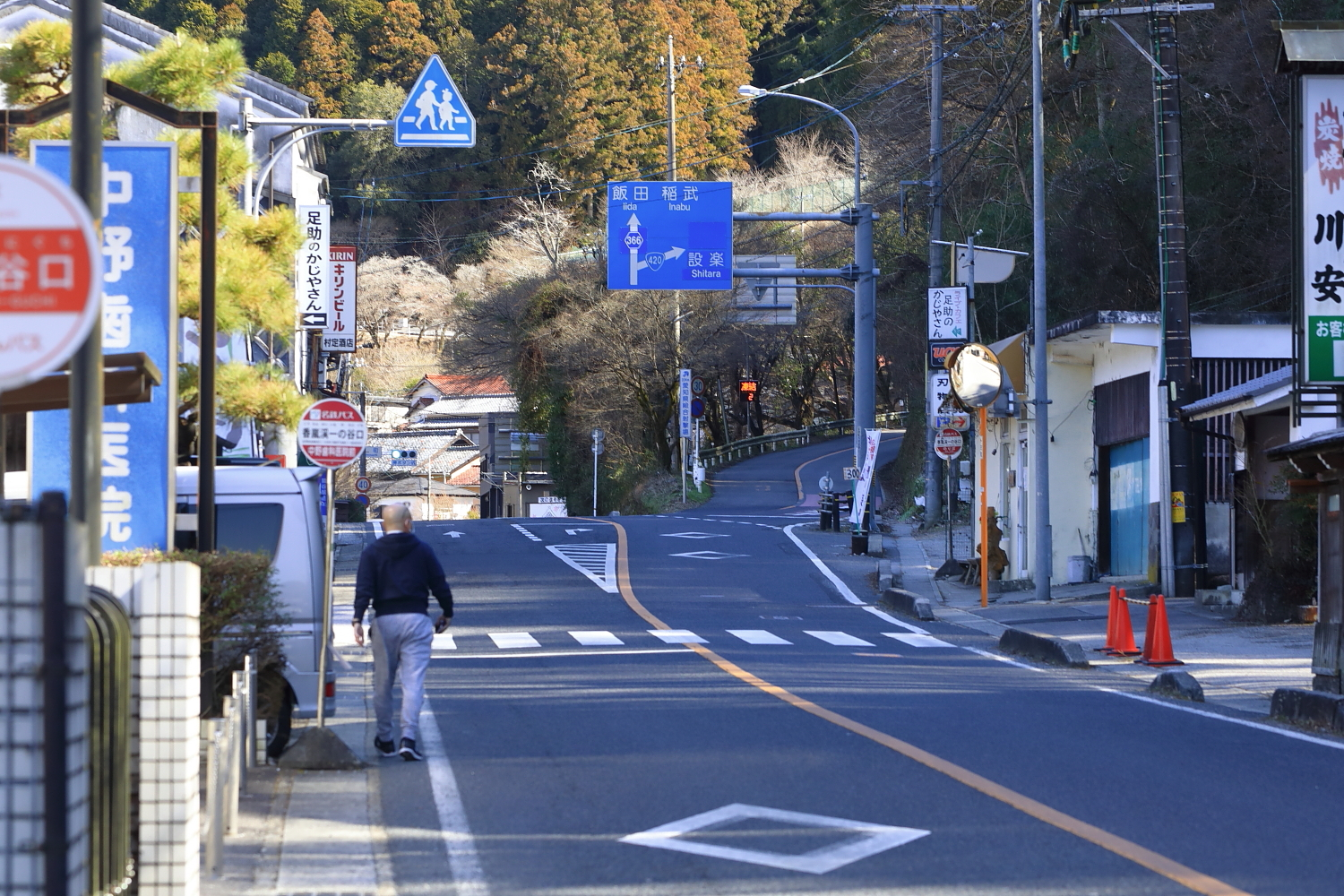
国道420号が南に分岐する字飯盛付近 （2023年（令和5年）2月）
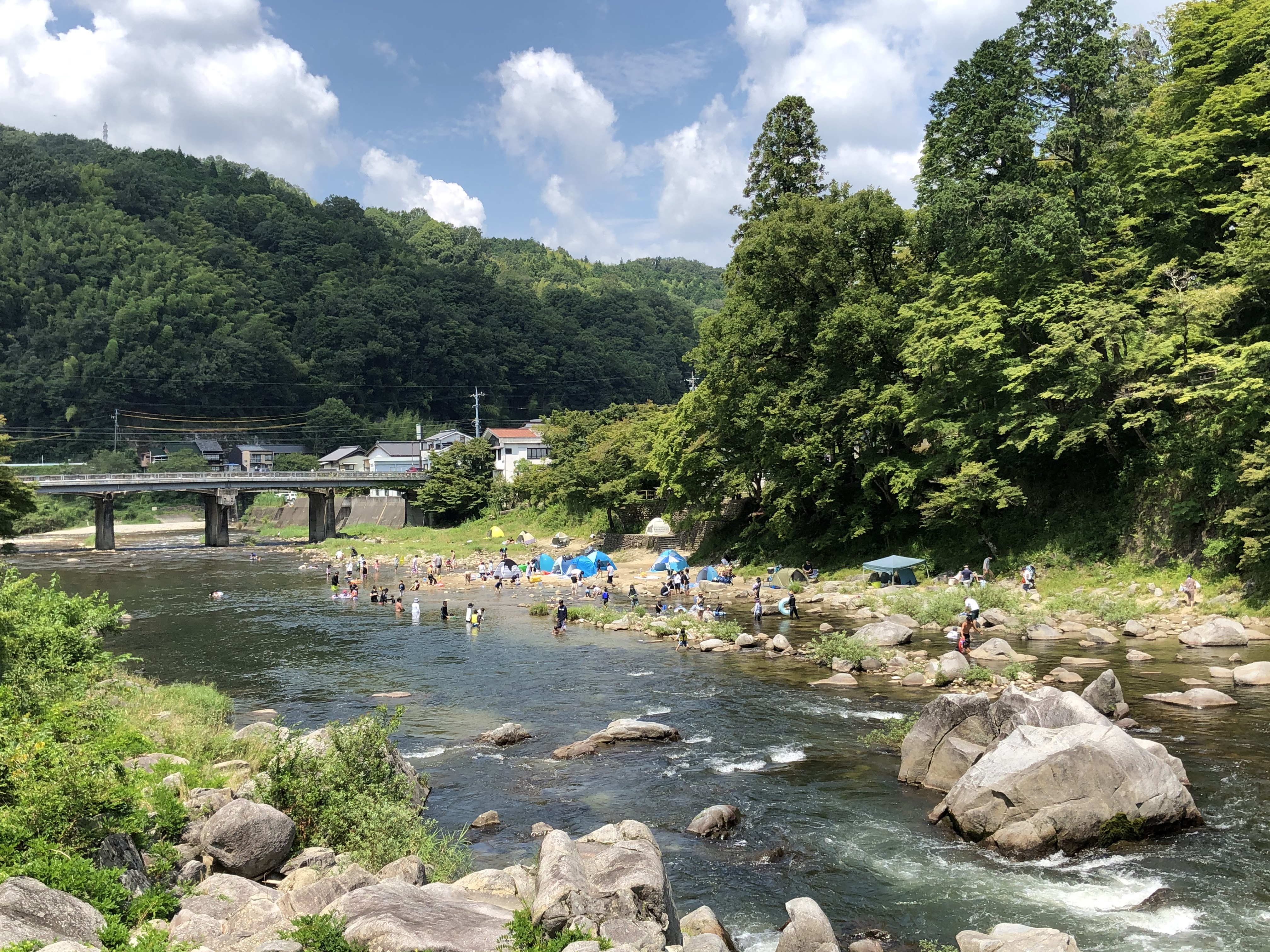
巴川 （2021年（令和3年）7月）
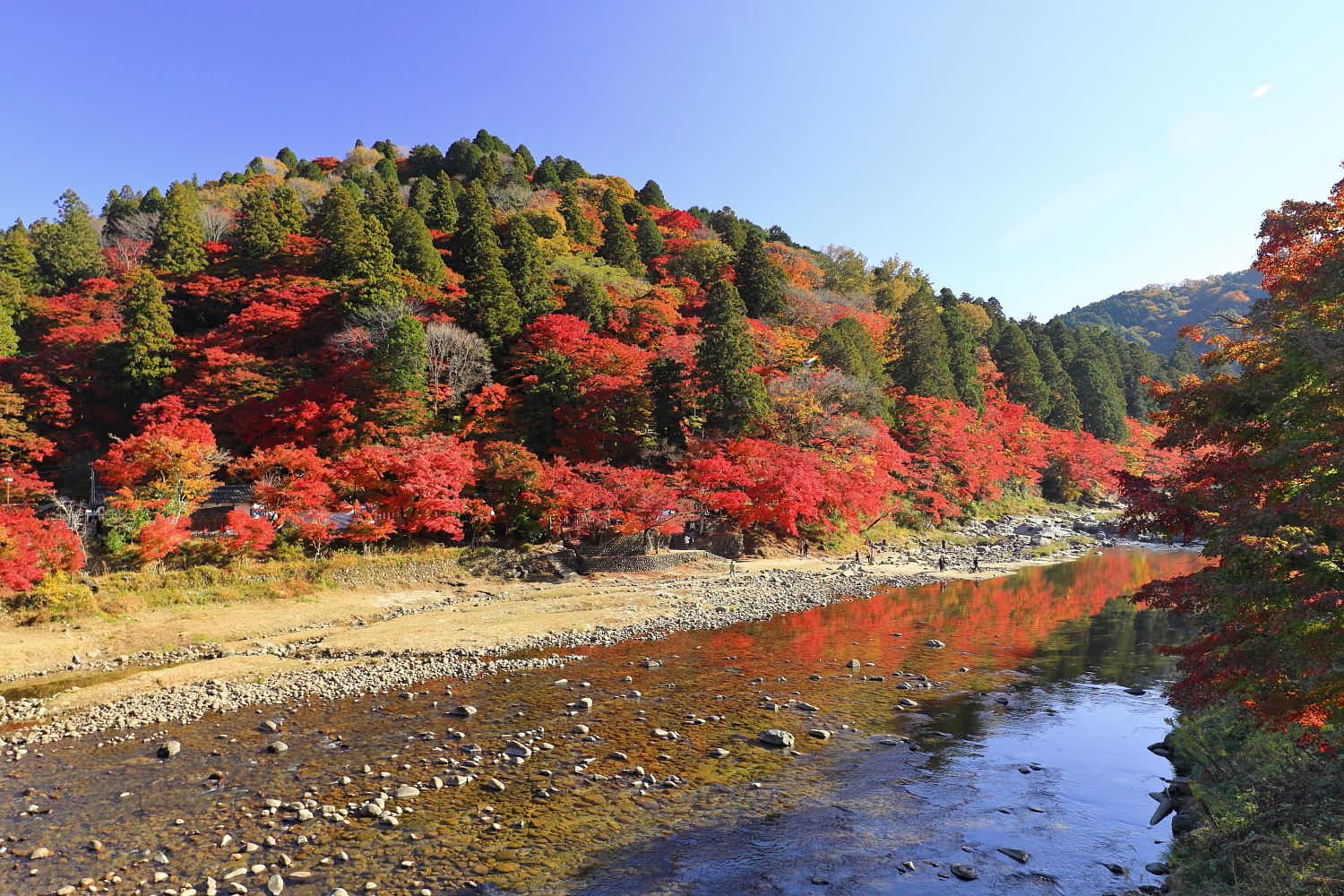
香嵐渓 （2022年（令和4年）11月）

旧東加茂郡、旧足助町における行政・経済・文教の中心地であり、現在では豊田市役所足助支所が置かれている。また現在の豊田市足助町の町域は、 2005年（平成17年）の旧足助町の豊田市への編入に際し、大字足助に大字今朝平（けさだいら）、大字中之御所（なかのごしょ）が編入されたことにより成立している。この3大字は、1889年（明治22年）から1955年（昭和30年）までの旧東加茂郡足助村→足助町域に相当する。かつて自然村（しぜんそん）として隣接し合い、伊那街道に沿う町並みが連続していたことから地縁性も深かったと考えられる。
信濃国への道筋である伊那街道（飯田街道）は中山道の脇往還として発達したが、伊那街道を軸に美濃国岩村方面へと向かう美濃街道、尾張国への伊保街道、岡崎に向かう七里街道（足助街道）へも通じる中継地であった足助は、古来より政治・軍事・交通の要衝ともなった。古代には信濃の黒曜石が運ばれ、戦国時代末期には小城下町と呼ぶにふさわしい町並みが形成されており、商家も出現していたようである。江戸時代に入り元禄期頃には宿場町・在郷町としての性格を強く帯びるようになり、足助町（あすけまち）を称するようになる。宿屋・問屋・馬宿・飲食店などが軒をつらねて人馬の著しい往来を支え、物流の多さと宿場の活況は伊那街道沿いにあって飯田に次ぐ規模を誇ったといわれるが、やがて幕末が近づくと、酒・味噌・紙・油を扱う生産的商人が登場し、中継商業基地としてのみならず地方小商業都市としての性格も帯びてくる。1878年（明治11年）には郡区町村編制法により東加茂郡が成立し、郡役場が置かれた足助は郡政の中心としての発展を見、繭・生糸・木材・竹材・薪炭などがここに集積する郡レベルでの地方経済・金融の拠点ともなったが、大正時代から昭和時代になるとさらに観光都市としての性格も加わるようになる。

### 「塩の町」足助
物資の中継地としても栄えた足助町を最も象徴するものに塩がある。足助まで運ばれる塩には主に三河産の塩と播磨産をはじめとする西国塩とがあり、前者は矢作川・巴川水運、後者は名古屋から伊那街道で入ってきた。ここで各産地の塩を混ぜ合わせて品質を整え、運送に適するよう俵を改装する「塩ふみ」を行った上で、「足助塩」「足助直（なおし）」の銘柄をもって信濃国伊那地方に送り込んだのである。山がちの街道をつたう塩の運送手段として中馬が多く利用されたことから、伊那街道は別名中馬街道とも呼ばれ、現在では国道153号のうち豊田市中心部から大野瀬町の長野県境付近にいたるまでが「塩の道～中馬街道」として日本風景街道のひとつに登録されている。
三河湾沿いでは大浜塩、棚尾塩、生田塩、饗場（あいば）塩、成岩（ならわ）塩といったそれぞれの生産地の名を冠した塩が特産品として知られており、江戸時代に入ると、これらの三河産の塩は舟運によって矢作川を遡上して岡崎の八丁土場（現岡崎市八帖町）で陸揚げされ、塩荷の検問、岡崎塩座への納入を経た後に、馬の背により陸路をとって足助まで運ばれた。この陸路は里程が約七里であったことから七里街道と呼ばれ、現在の愛知県道39号岡崎足助線はこのルートをおおよそ継承している。岡崎塩座は江戸幕府より塩の専売を公認された特権商人の集団で、三河産の塩はすべてここに納められ、岡崎領内、他領、天領、寺社領などにおける販売もすべて塩座を通すことが定められていた。また塩荷主から1俵につき10文の座銭も徴収していたという。三河産の塩を多く扱っていた足助もこの岡崎塩座の存在による制約から自由ではなかったが、前述のように伊那街道より入る西国塩のルートも持っていたことから、江戸時代後期の天保年間には14件の塩問屋があったといわれ、この時代の塩の扱い量は、後に足助塩の最盛期を迎える明治時代にすでに肉薄していたと考えられる。明治時代になると、岡崎塩座が消滅したことで座銭の徴収・積荷の検問も無くなり、矢作川筋では古鼠渡場（ふっそどば、現扶桑町）、巴川筋では平古渡場（ひらこどば、現岩倉町）まで舟荷が来るようになる。低価格の塩が大量に短期間に入荷されるようになった結果、塩問屋の利幅も広がったはずであり、この時期足助問屋の烙印が押された塩俵をうずたかく積んだ光景が、まさに塩の町足助の繁栄ぶりを象徴するようになった。この繁栄は1911年（明治44年）5月1日に国鉄中央本線が全面開通する頃まで続くこととなる。

### 足助市街地と「足助の町並み」

#### 足助市街地
足助川下流域両岸に発達した河岸段丘上には商店街が連なる足助市街地があり、足助町のみならず足助地区・旧東加茂郡・奥三河全体の中でも突出した商業地域となっている。江戸時代より繁栄を続けていた足助川左岸の西町（にしまち）、足助川右岸の新町（しんまち）、本町（ほんまち）、田町（たまち）があり、明治時代以降には田町の東に新田町（しんたまち）が開発され、宿場の西隣の宮町（みやまち）は国道153号沿いに市街化した。また、足助大橋の西側には松栄町（しょうえいちょう）があって小規模な集落を構成している。昭和30年代には今朝平地区と中之御所地区が統合されて親王町（しんのうちょう）が誕生している。
松栄町
足助市街地の中では最も西方にあり、名古屋・岡崎方面からは国道153号にかかる足助大橋の手前、巴川右岸に位置する。該当する字は成瀬、狭石、細洞。国道153号沿いには食品スーパー「パレット」、コンビニエンスストア、ガソリンスタンド、新聞店、仏壇店、材木店などの商店が建ち並ぶ。巴川にかかる足助記念橋を渡った対岸（岩神町）には足助病院、愛知県立足助高等学校、足助警察署などが立地し、近隣にはかつて香嵐渓ヘビセンター・スケート場・温泉保養施設といった周年型観光施設もあった。
宮町
名古屋・岡崎方面からは国道153号にかかる足助大橋を越えたところに位置する。該当する字は宮ノ後、宮平。かつての伊那街道は当街区には通じておらず、足助八幡宮が鎮座する他は田畑の広がる農村集落であったが、現在では足助八幡宮の隣に1958年（昭和33年）に当地に移転した豊田市役所足助支所が立地し、右手には香嵐渓への入り口として、水田をつぶして造成した大規模な駐車場や香嵐渓観光センター、その他土産物店、飲食店などが立地している。
西町
足助川左岸にあり、該当する字は西町・蔵ノ前。名古屋・岡崎方面から進むと、宮町を越え、国道153号にかかる巴橋を渡り終えたところに香嵐渓交差点があるが、ここは観光シーズンには最も渋滞を来す地点であると共に、誘導灯と駐車料金の札を手にして私敷地内の臨時駐車場へ誘う地元住民の姿が頻繁に見られる界隈でもある。この交差点の隅には1799年（寛政11年）に建立された常夜灯があり、元々本町の地蔵堂にあったものが後年ここに移設されたといわれる。宮町の駐車場からの観光客はここから足助市街に入っていくのが一般的であるが、かつての伊那街道では街区北部の落合橋が足助宿の出入口であった。宿場町における宿屋や芝居小屋のような遊興施設は一般的に宿場の出入口付近に多くあり、この西町でも明治時代から大正時代にかけて7件の宿屋があったといわれ、夕暮れ時の落合橋では宿泊客の争奪戦が行われていたとの逸話も残る。江戸時代末期より現在まで残っている宿屋は「玉田屋旅館」のみである。その他、洋食店・釣具店・マッサージ店・生花店などの個人商店が並ぶ。公共施設としては、明治時代中期に建てられた渡辺医院の旧建家は「塩の道づれ家」という地域活性化施設として生かされ、1886年（明治19年）に建てられた足助警察署の建家は現在足助商工会となっている。また蔵ノ前には豊田市生涯学習センター足助交流館、足助トレーニングセンターなども立地している。街区の東寄りには1845年（弘化2年）建立の道標が伊那街道と鳳来寺道の分かれ道に立ち、「右ほうらいじ道　左ぜんこうじ道」とある。
新町
該当する字は新町・落合。西町より足助川にかかる中橋を越えると、足助川右岸の新町に入る。愛知県道366号小渡明川足助線沿いに商店が並んでおり、「マンリン（萬林）書店」をはじめ、代々大津屋甚右衛門が営む「風外」（現在は和菓子屋）、雑貨屋・飲食店・クリーニング店・仏壇店などの個人商店が建ち並ぶほか、曹洞宗普光寺がある。マンリン書店の脇にある宗恩寺参道は「マンリン小路」と呼ばれ、両側から迫るような土蔵と石垣に挟まれた下見坂の様子が特徴的な景観をなしている。
本町
該当する字は本町。新町の東隣にあり、街道に面する商店街は連続している。当街区と東隣にある田町の境界付近が足助市街地の中心部であり、商店数も多い。江戸時代後期の加茂一揆の際に打ちこわしの標的にされ床柱に刀傷が残るという「かゑで加東家」、1815年（文化12年）築で足助町家の特徴的なたたずまいを色濃く伝える「白久（はくきゅう）商店」、同じく江戸時代後期の建家が残る和菓子屋「両口屋」、その他写真館、精米所、自転車店、洋品店、美容院などの個人商店が建ち並ぶ。また個人住宅では連続する妻入家屋、旧紙屋住宅、ほかに本町区民館、足助郵便局など、伝統的な建築技法に拠った建造物が数多くひしめき合っている。
田町
該当する字は田町。本町の街道は東端で鍵形に折れ、別名銀座とも呼ばれる田町商店街へと続く。本町と同様に商店数が多く、商店密度も高い。かつて足助塩問屋の筆頭として栄え現在では豊田市指定有形民俗文化財に指定されている莨屋（たばこや）、愛知県指定有形文化財に指定され現在は資料館になっている旧稲橋銀行足助支店社屋など、歴史的に価値の高い家屋も多く立地している。他に、安政年間築造の建家で営まれている名古屋牛乳足助販売所、豊田信用金庫足助支店、JAあいち豊田足助支店、洋品店、美容院、生花店、陶器店、酒店、精肉店、飲食店などの個人商店が建ち並ぶ。JAあいち豊田足助支店の前には大きな鳥居がそびえており、ここから稲荷神社への参道が続いている。
新田町
該当する字は石橋・岩崎。明治時代以降に開発された商店街であり、漬け物・履き物店、衣料品店、印刷店、家具店などが立地している。足助川沿いには、かつて足助宿を代表する醸造業の御用商人であり、大庄屋として政治・経済の実権を代々受け継いできた小出家がある。
親王町
足助市街地の中では最も東方にある。今朝平交差点で国道153号と分岐し、桑田和町に抜けるまでの愛知県道33号瀬戸設楽線沿いに街区が展開される。豊田加茂建設事務所足助支所のほか、豊田市保健所、シルバー人材センターなどの公益施設、観光・福祉総合施設である「百年草」、また農林業施設、葬祭施設、体育施設といった官民の大規模施設が点在し、個人商店はほとんど見あたらない。

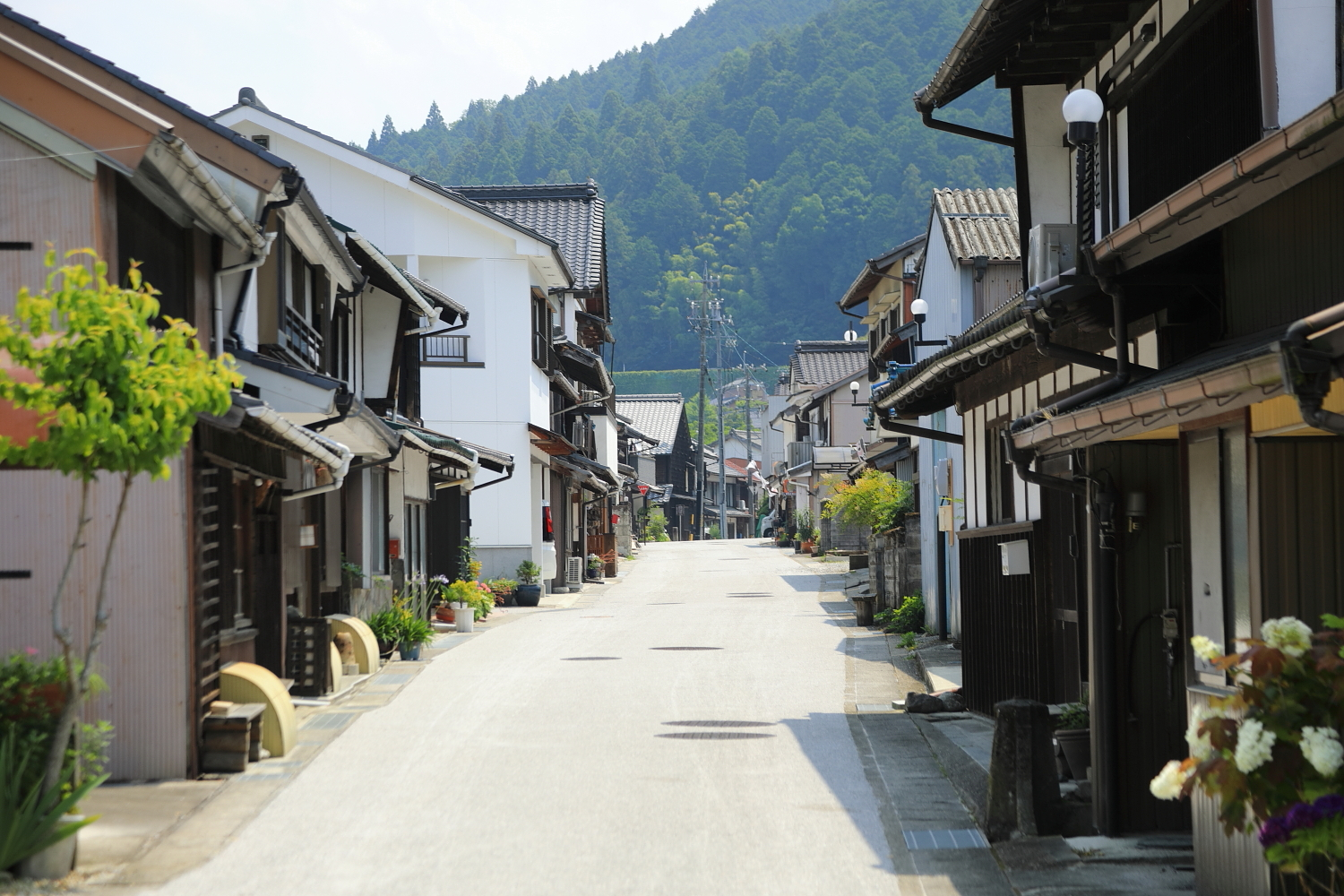
西町 （2019年（令和元年）6月）
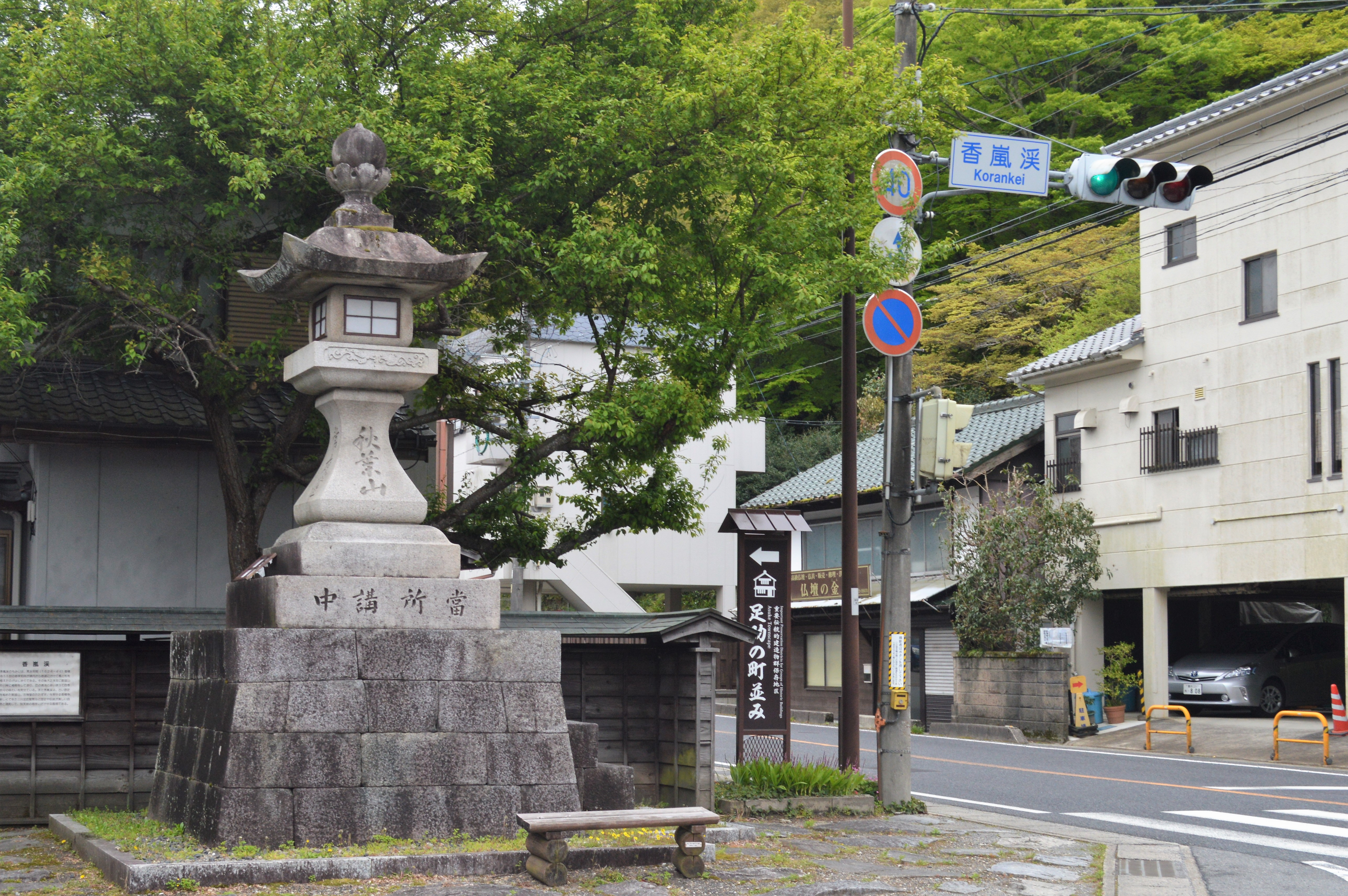
西町の常夜灯 （2018年（平成30年）7月）
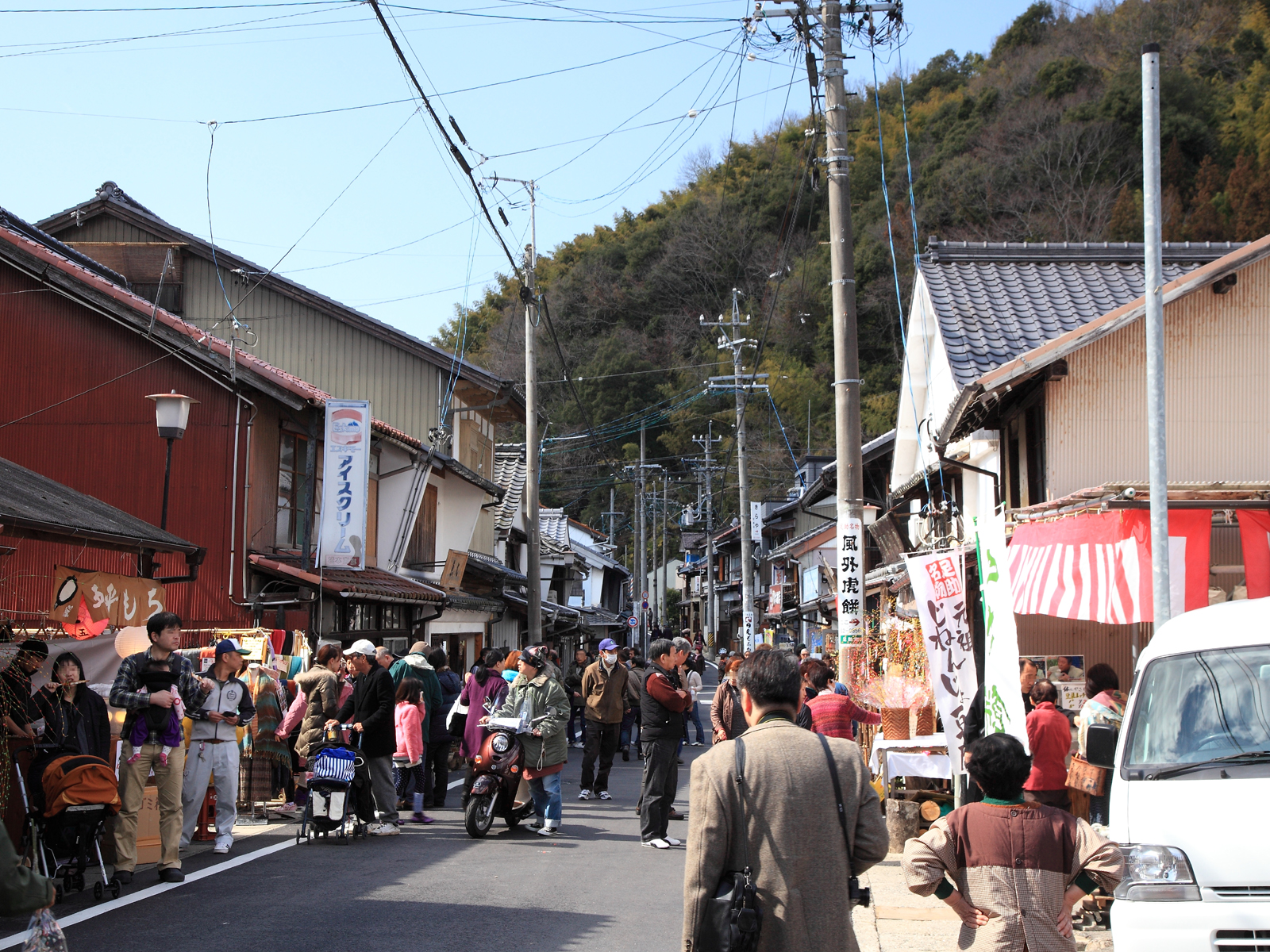
新町 （2012年（平成24年）3月）
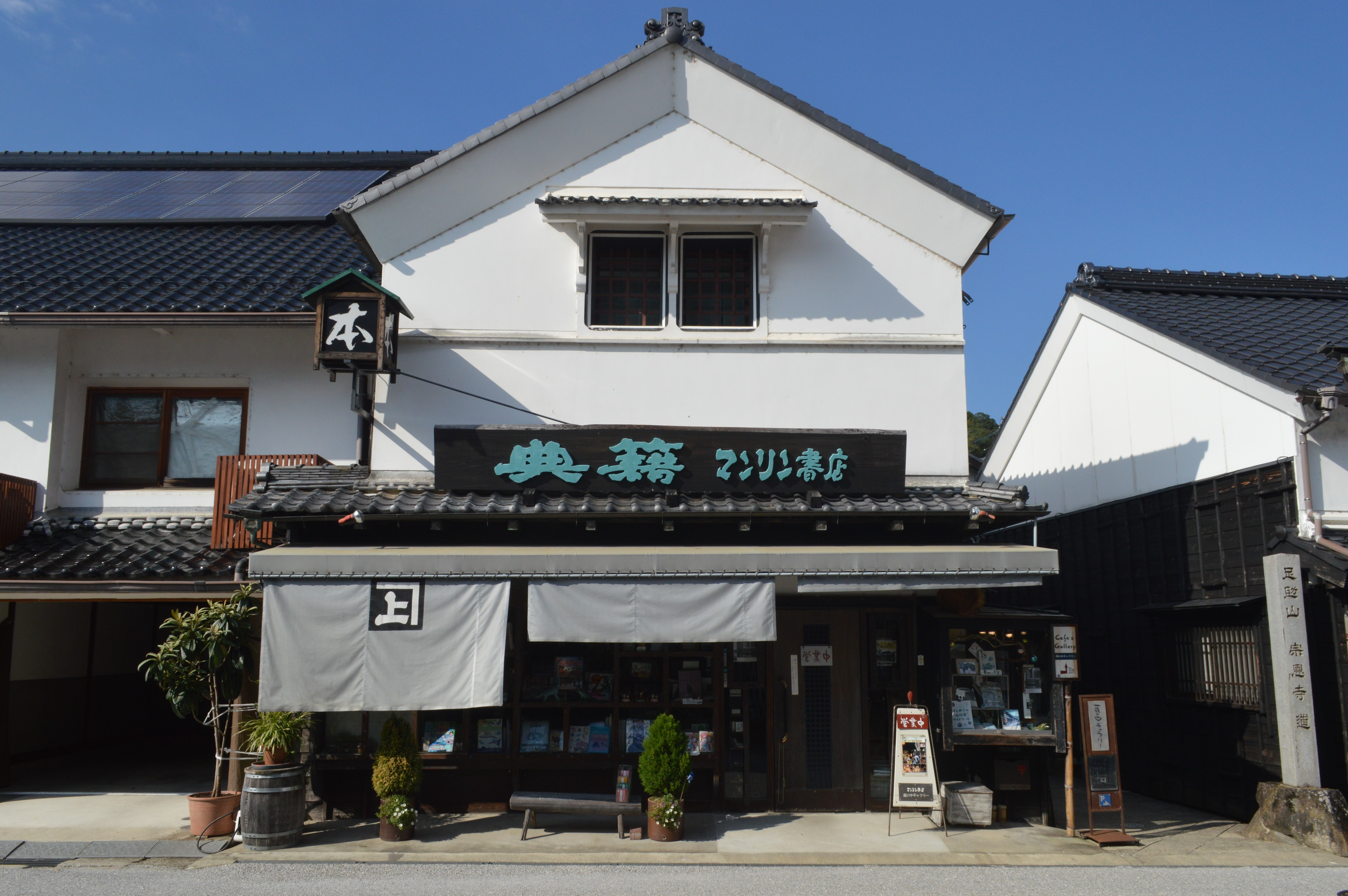
新町のマンリン書店 （2019年（令和元年）11月）
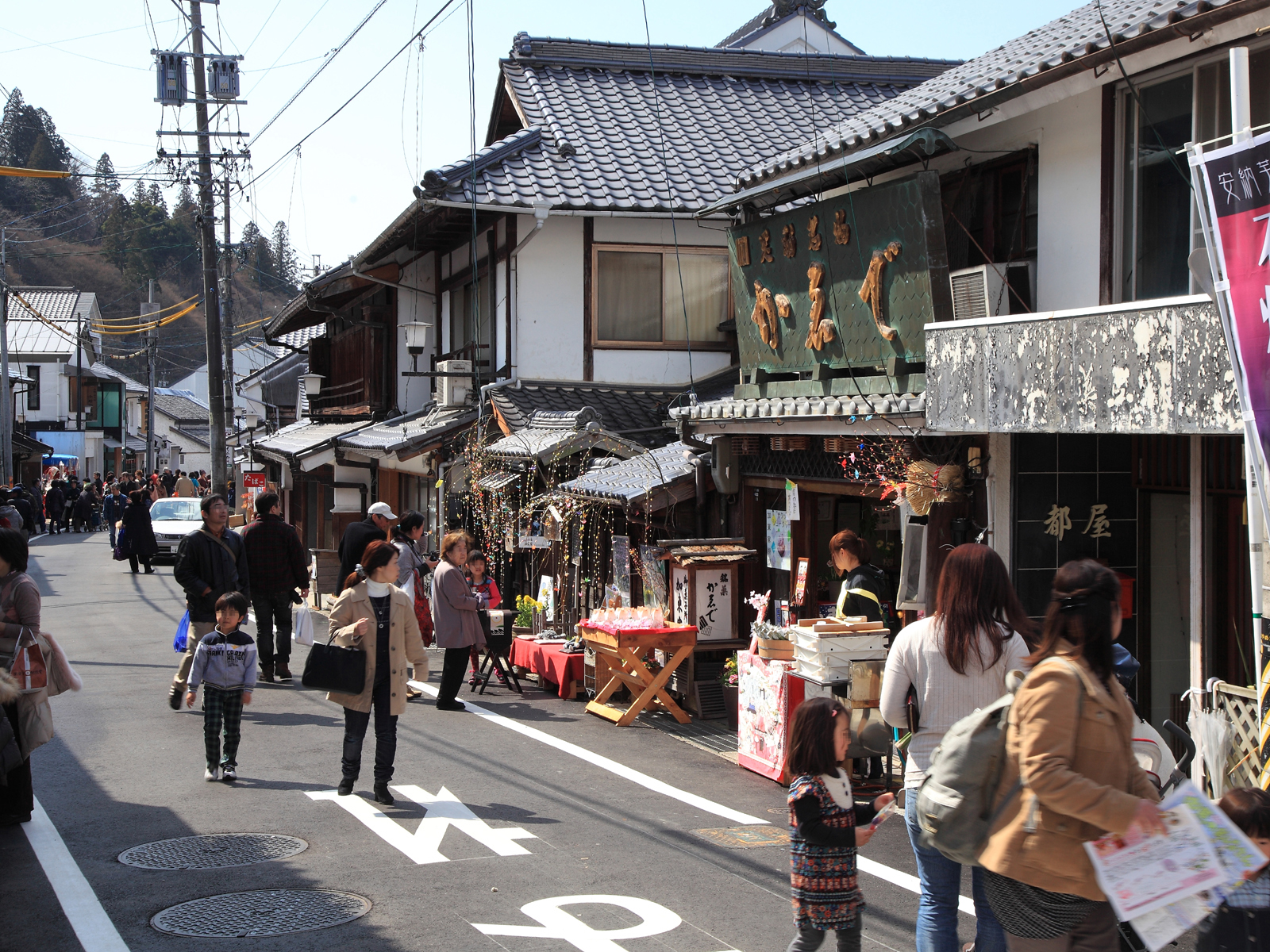
本町 （2012年（平成24年）3月）
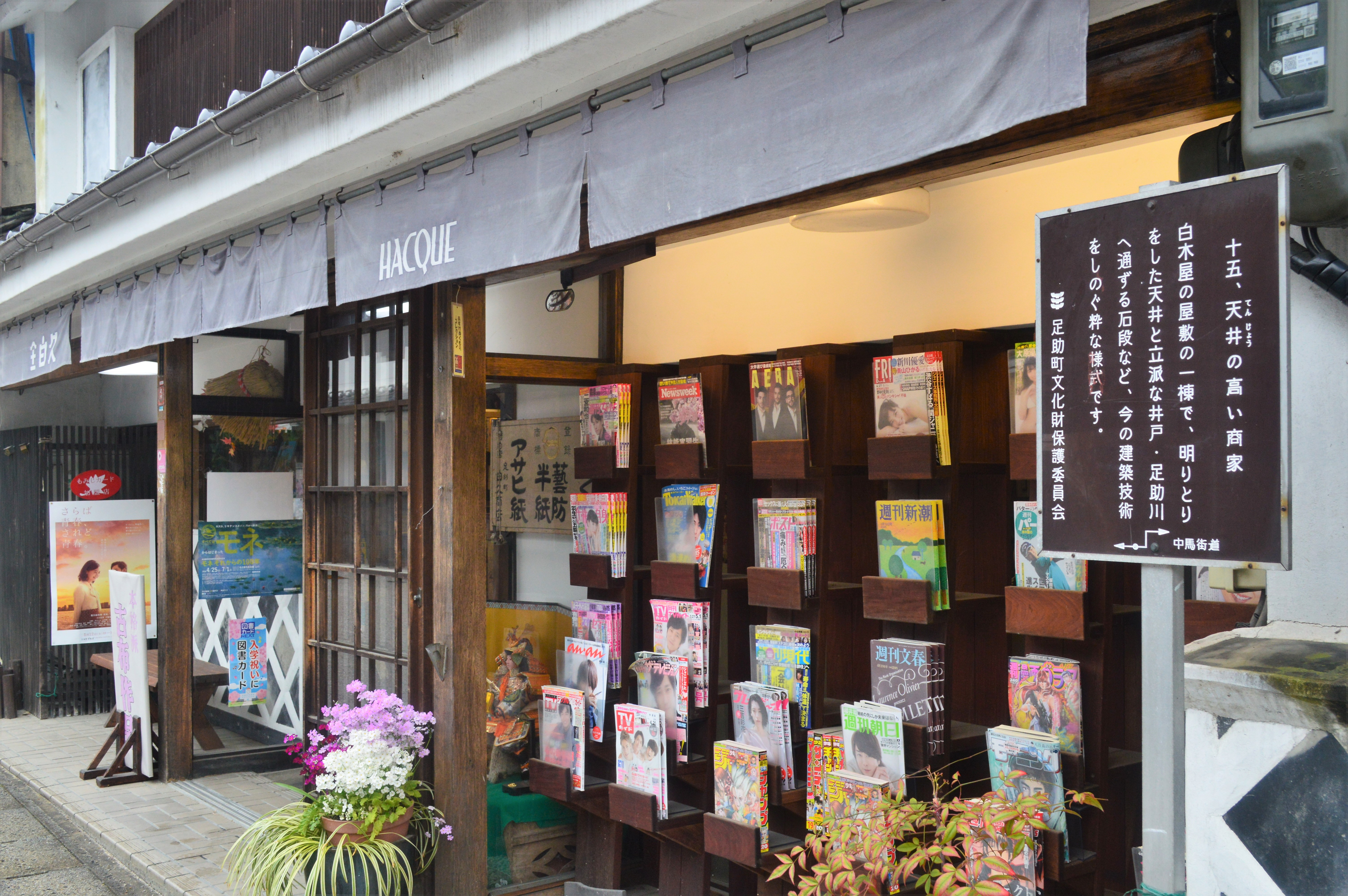
本町の白久商店 （2018年（平成30年）7月）
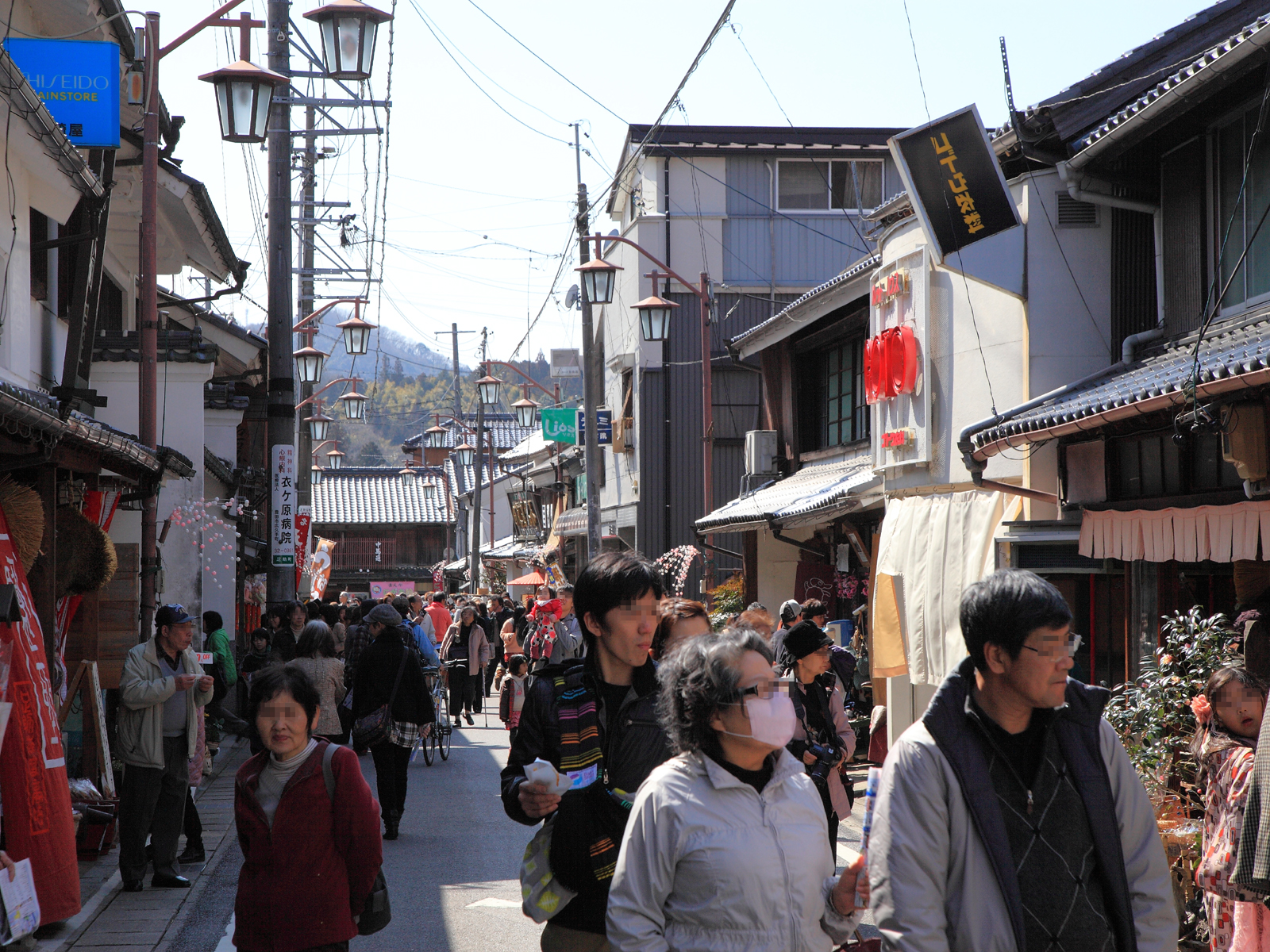
田町 （2012年（平成24年）3月）
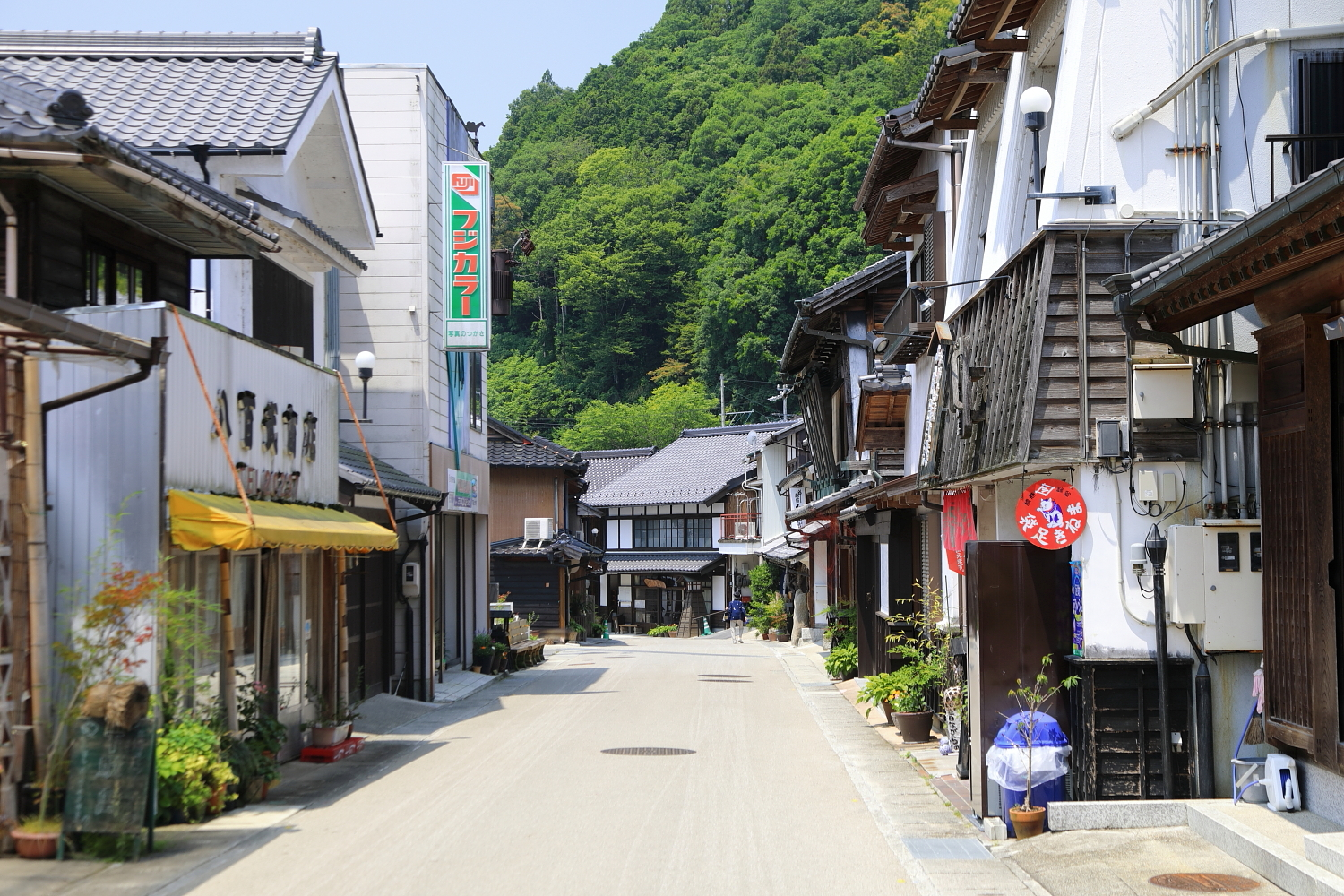
新田町 （2019年（令和元年）6月）
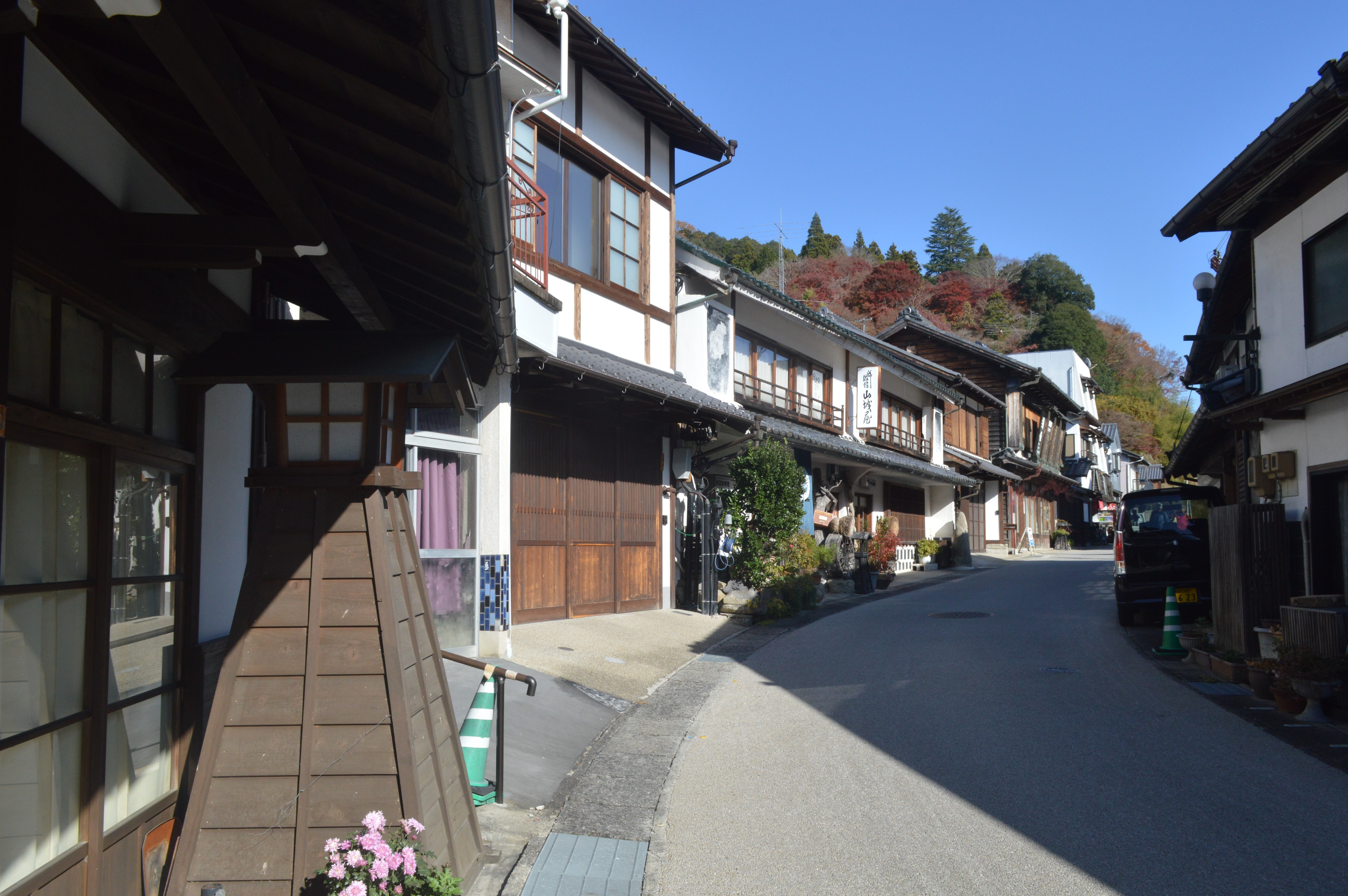
新田町の山城屋旅館 （2019年（令和元年）11月）

#### 「足助の町並み」

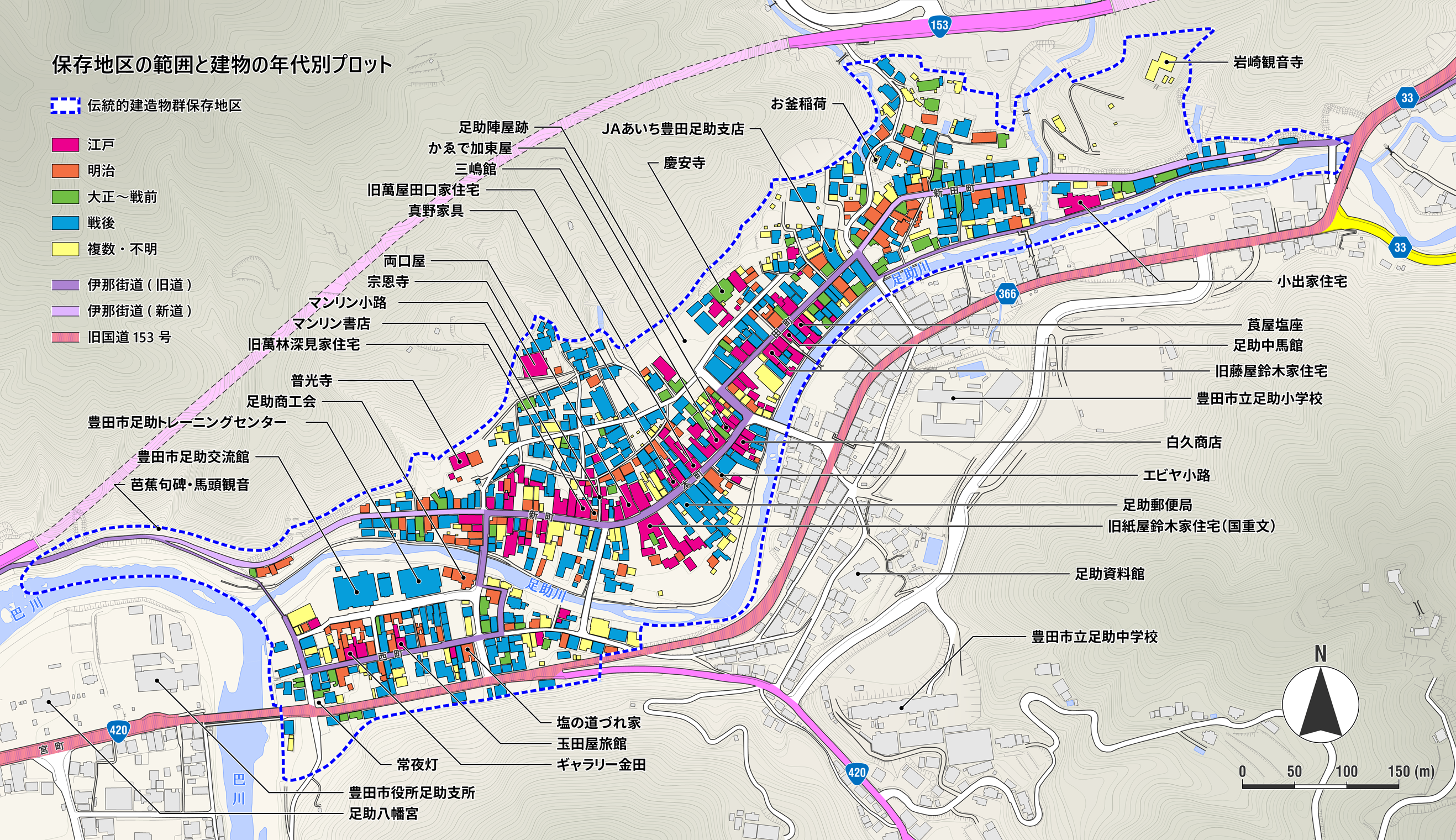
保存地区の範囲と時代別の建物配置（2019年（平成31年）2月現在）

歴史的側面から見れば、江戸時代初期、1629年（寛永6年）の検地帳によれば、足助には田町、東町（ひがしまち）、西町、新町の4町、その他宮平（みやだいら）、落部（おちべ）などの集落があった。東町は1681年（天和元年）に足助陣屋が置かれた後に本町に改称されている。これらの地名は現在でも字名として残っており、とりわけ4町においては商店・町家の多くが伝統的なたたずまいを残している。上記4町を中心とする21.5ヘクタールの区域は、2011年（平成23年）6月20日付けで「豊田市足助伝統的建造物群保存地区」の名称で国の重要伝統的建造物群保存地区として選定されている。一般には「足助の町並み」と呼ばれる。
「塩の道・三州足助の町並み」で、手づくり郷土賞を平成元年度（歴史をいかした街並み）受賞。また平成17年度同賞大賞受賞。
足助町内において、伊那街道・飯田街道の後継とされる国道153号は現在足助川・巴川の左岸を走っているが、往時の伊那街道は主に両川の右岸にあり、足助の町並みを鍵形に縫うようにして通じていた。家々は短冊状に仕切られた敷地の間口いっぱいに主屋を建て、裏手では離れ座敷や土蔵を窮屈に配しており、そうした建家が街道沿いに隙間なく連なっている。もともと谷筋の河岸段丘上にあることから平地が少なく、土壌を切り盛りしたり石垣を幾重にも積み上げたりして均した造成地が多く作られており、生かしうる敷地を最大限に生かそうとする風土が足助の町並みの土地利用の特徴とも言える。
1775年（安永4年）に発生した大火によって多くの人家や商家が焼失し、現在残っている旧家はこの大火の後、江戸時代後期から明治時代末までに建造されたものが大部分を占める。建物の特徴としては、大火の類焼を逃れて現在に残るわずかな寺院などには茅葺が見られるのに対して、大火以降の建造物では漆喰塗籠めの壁とやや急勾配の瓦葺屋根を持つものが多く、当然ながら防火を意識したものと考えられる。2階建て平入（ひらいり）様式の町家が多いが、随所に妻入（つまいり）様式の町家や錣屋根（しころやね）を頂いた古い主屋などが混在しており、1階にも庇が見られるのは蔀戸（しとみど）を伴っていたことの名残と思われる。大正時代以降から戦後を経て現在に至るまで、こうした伝統的な建築様式を踏襲して建てられた建築物も多く（近年ではドラッグスギヤマ豊田足助店など）、豊田信用金庫足助支店のように建て替えの際に近代風から伝統建築風に衣替えするところもあり、景観を保ち守ろうとする地域の一体性がここに垣間見える。

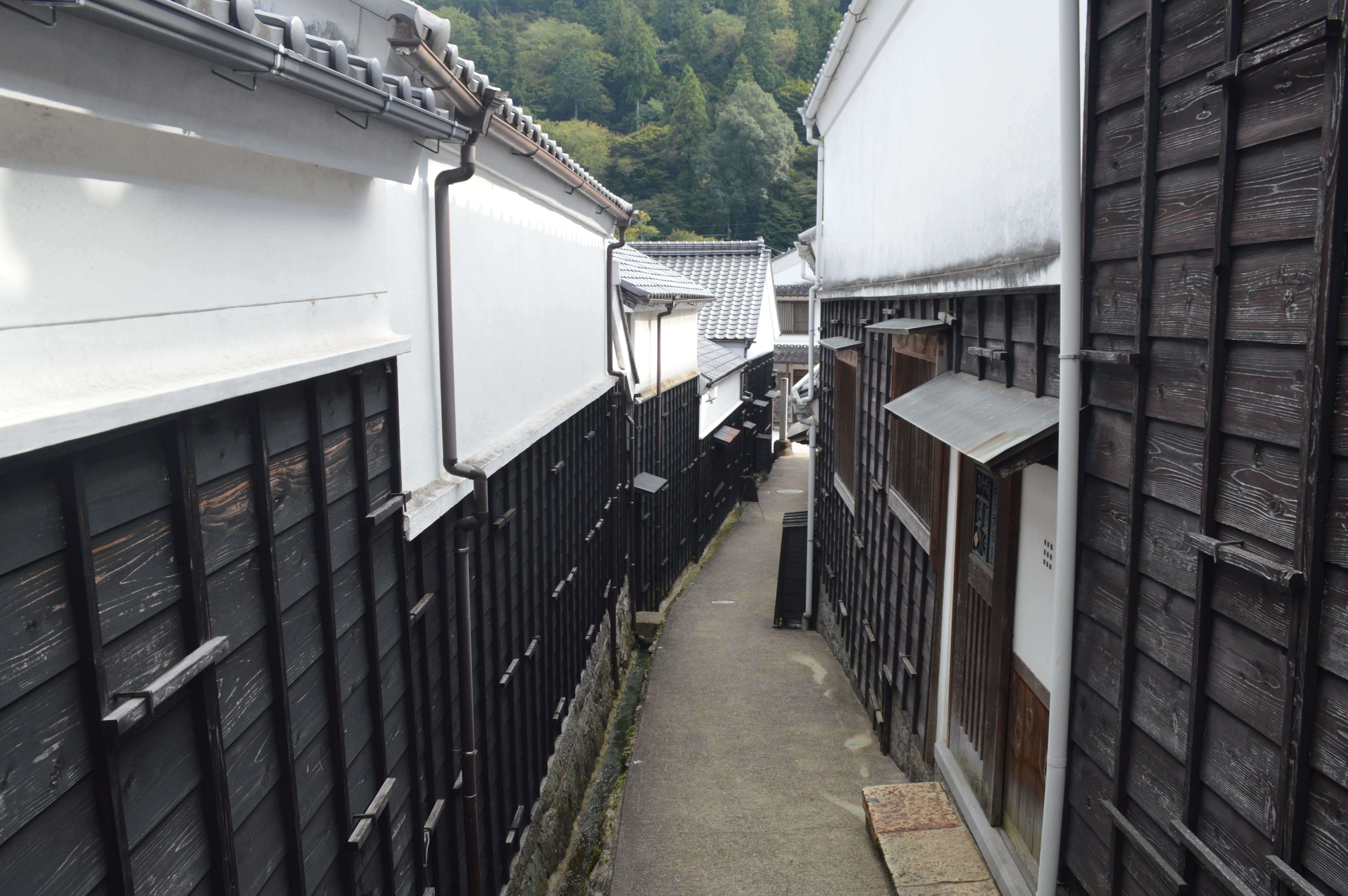
マンリン小路 （2019年（令和元年）9月）
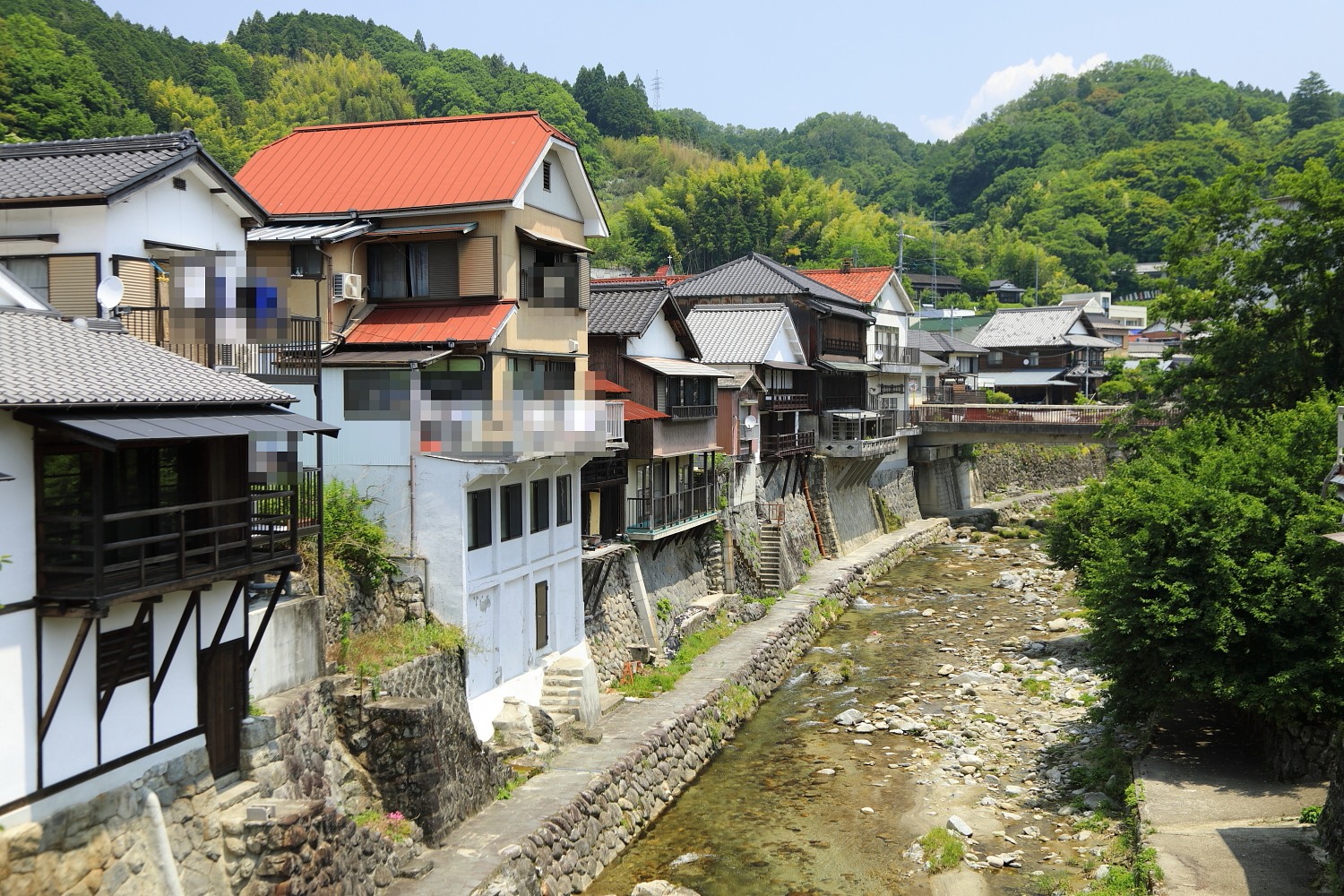
足助川にせり出した座敷と石垣、そして石組み階段が特徴的である。 （2019年（令和元年）6月）

### 小字
- 飯盛（いいもり）
- 池田（いけだ）
- 石橋（いしばし）
- 一ノ谷（いちのたに）
- 井ノ上（いのうえ）
- 井ノ洞（いのほら）
- 今岡（いまおか）
- 井本（いもと）
- 岩崎（いわさき）
- 岩清水（いわしみず）
- 植田（うえだ）
- 後山（うしろやま）
- 薄洞（うすぼら）
- 大入（おおいり）
- 大狭間（おおはざま）
- 大洞（おおほら）
- 岡田（おかだ）
- 落合（おちあい）
- 落部（おちべ）
- 鬼ケ窪（おにがくぼ）
- 御林（おはやし）
- 篭ノ鳥（かごのとり）
- 笠松（かさまつ）
- 梶平（かじひら）
- 金山（かなやま）
- 鐘突（かねつき）
- 川見（かわみ）
- 木伐道（ききりどう）
- 木タ橋（きたはし）
- 黍生（きびゅう）
- 蔵ノ前（くらのまえ）
- 御所山（ごしょやま）
- 坂洞（さかほら）
- 沢ノ上（さわのうえ）
- 沢ノ尻（さわのしり）
- 山王（さんのう）
- 三本松（さんぼんまつ）
- 篠田（しのだ）
- 蛇這（じゃばい）
- 城山（しろやま）
- 新町（しんまち）
- 陣屋跡（じんやあと）
- 須沢（すざわ）
- 炭焼（すみやき）
- 狭石（せまいし）
- 総山（そうやま）
- 田町（たまち）
- 月ノ入（つきのいり）
- 蔦ケ入（つたがいり）
- 礫石（つぶていし）
- 釣シ崩（つりしなぎ）
- 天王（てんのう）
- 中田（なかた）
- 中根（なかね）
- 長洞（ながほら）
- 成瀬（なるせ）
- 西ノ入（にしのいり）
- 西ノ田（にしのた）
- 西町（にしまち）
- 沼ノ入（ぬまのいり）
- 橋渡（はしわたし）
- 八万（はちまん）
- 火打石（ひうちいし）
- 東井ノ上（ひがしいのうえ）
- 東後山（ひがしうしろやま）
- 東貝戸（ひがしがいと）
- 東真弓（ひがしまゆみ）
- 引陣（ひきじん）
- 久井戸（ひさいど）
- 平岩（ひらいわ）
- 広畑（ひろはた）
- 深薄（ふかすけ）
- 藤塚（ふじつか）
- 平治洞（へいじほら）
- 蛇石（へびいし）
- 細洞（ほそほら）
- 本町（ほんまち）
- 真弓（まゆみ）
- 水洗（みずあらい）
- 水戸（みずと）
- 宮平（みやだいら）
- 宮ノ後（みやのあと）
- 茗荷草（みょうがくさ）
- 向山（むかいやま）
- 虫尾ケ根（むしおがね）
- 門前（もんぜん）
- 八剣（やつるぎ）
- 柳ケ洞（やなぎがほら）
- 弓折（ゆみおり）
- 横枕（よこまくら）

## 歴史

### 古代
当町域は古来より三河国加茂郡に属した。『和名抄』によれば加茂郡には八郷があったとされ、この八郷がそれぞれどの地域に比定されるかについて古くから議論がありいまだ定説を見ていないが、うち仙陀（せんだ）郷が現在の足助地区の区域を含有していたと考えられる。ところで、狩猟社会であった縄文時代の遺物が多く出土する足助であるが、水田耕作が始まり人々の定住化が進んでゆくはずの弥生時代以降になると、須恵器などのわずかな出土が認められる他は、人の居住を示す痕跡が極端に少なくなってくる。山間で平地が少なく、ムラを末端組織とする古代社会の発達が遅れたためと考えられ、古墳時代に築造された古墳は足助地区全体で見ても当町の陣屋跡古墳（古墳時代末期といわれる）一基が判明しているのみである。ただし、継続的な集住の形跡は7世紀後半（飛鳥時代）から進みつつあったと推測され、陣屋跡古墳の被葬者などはその早期の拠点作りの関係者であったかもしれない。7世紀後半より8世紀末（飛鳥時代後半-奈良時代）にかけては、順に田町遺跡、今岡遺跡、石橋遺跡、引陣・城山城跡へと、すなわち足助川河岸の平坦地から北部山野へと生活域の拡大の痕跡が見られるようになり、平安時代に入ると、灰釉陶器などの分布が従来の遺跡で減少する代わりに仲田遺跡（現岩神町）などで増加する傾向にあることから、この時期に生活域の中心が西方に移動したことも考えられる。西方は、飯盛山の頂上に経塚が作られ、足助八幡宮の成り立ちとも縁が深い地域である。ここに、人々の暮らしの中に後年のそれとも共通する信仰との関わり合いが生まれたとも言え、中世の足助庄に続く生活基盤もまた、この時期に形成されていったとも考えられるのである。

### 足助氏の支配
平安時代後期の院政期には、寄進地系荘園で八条院領であった高橋新庄に編入され、応永年間以降にその名が現れる足助庄は高橋新庄の後身であるともいわれるが、史料上連続性が成り立たないという説もある。

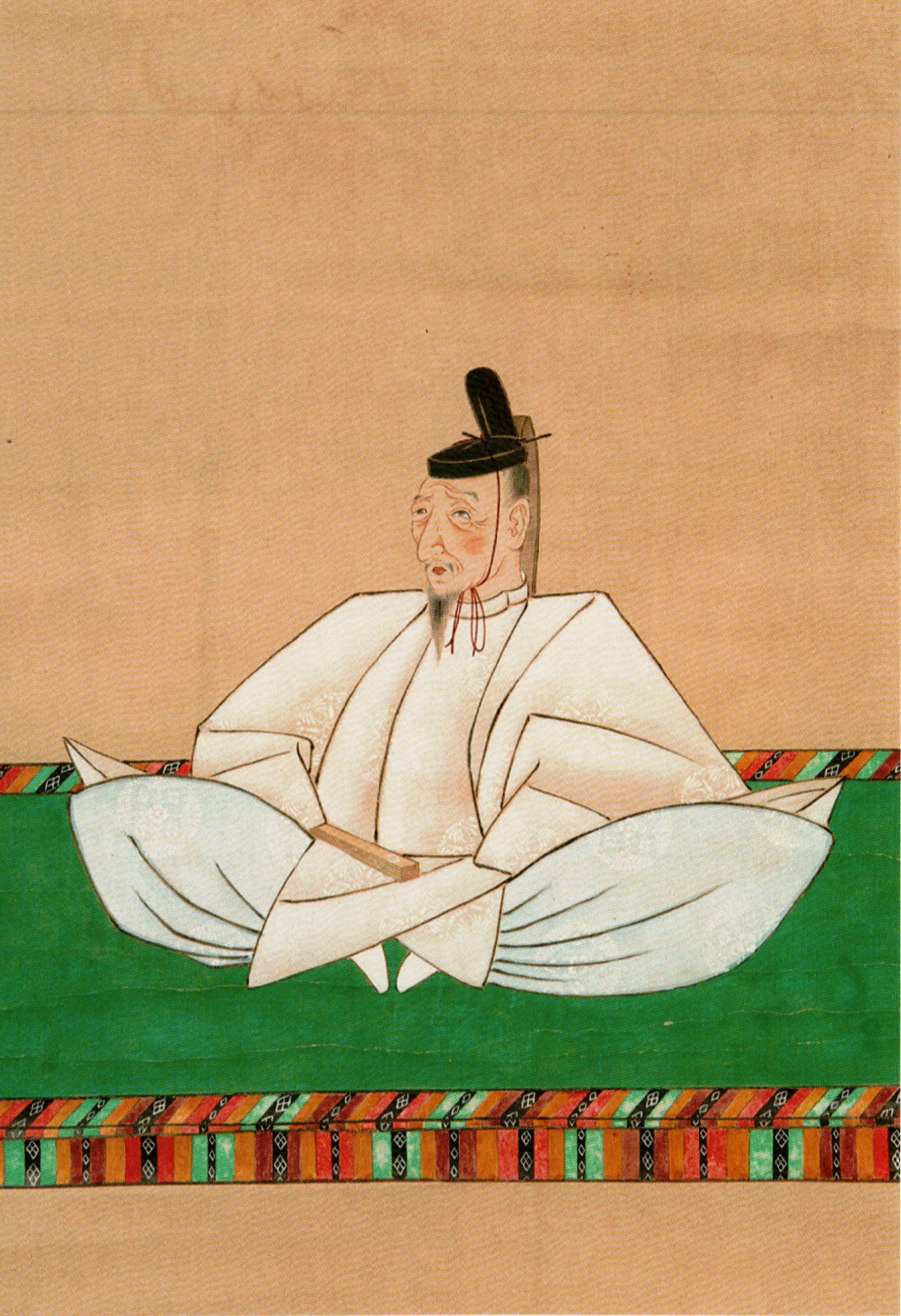
二条良基の肖像画

平安時代末期（治承年間の頃とされる）、高橋新庄の荘官として赴任した尾張国の山田重長が現在の近岡町の山稜に居城黍生（きびゅう）城を築き、ここに移り住む。山田重長は賀茂六郎足助重長と称し、足助氏の祖となる人物である。2代目惣領足助重秀は黍生城から飯盛山城に移り、以降足助氏は8代目惣領足助重政が1343年（興国4年・康永2年）頃に退去するまで飯盛山城を居城とする。足助七屋敷（足助七城）と呼ばれる複数の城砦に足助氏一族が配され、足助郷は約1半世紀近く足助氏の支配下に置かれたが、1333年（元弘3年）には足助又三郎から吉河殿への荘官の交代、1337年（延元2年・建武4年）当時の荘官は源基連であったとする史料が残されており、1332年（元弘2年）の7代目惣領足助次郎重範の死後、一族が次第に足助郷から各地へと離散し始めることからも、この頃には足助氏の支配力に翳りが見えていたと考えられる。やがて8代目惣領重政が退去した飯盛山城は、そのまま廃城となったと思われる。ただし、「熊野那智大社文書」により1357年（正平12年）の時点で足助氏が足助に在留していたことは間違いないとされ、飯盛山城が廃城となった後も足助氏が在地に一定の勢力を保っていた形跡はあり、足助重胤、足助淳重、奉公衆2番衆足助氏などの名も残っている。
ところで1331年（元弘元年）、元弘の乱のあおりを受けた後醍醐天皇の第3皇子平勝親王が、当時まだ13歳であった権中納言二条良基を伴って京を出奔し、足助郷の上平（かみだいら）村まで流落したとされる。代々尊皇の念が強い足助氏の決起を促すためだったとも推測され、果たして翌年には7代目惣領足助重範が足助衆を引き連れて上京、笠置山の戦いにて奮戦するも捕らえられ、倒幕に与した咎で非業の最期を遂げることになる。上平村に逗留していた平勝親王は、夢告を得て綾渡（現綾渡町）の壇独山大悲密院に参籠した後に討幕運動の持続を決意、帰京する。他方の二条良基も程なくして帰京した後に建武政権下で中央政治に復帰することになるが、足助での短い逗留期間中には、侍女として仕えていた足助重範の娘滝野との間に三吉丸という男児をもうけている。この男児は長じて成瀬基久を名乗り、成瀬氏（三河成瀬氏）の祖となる人物である。なお、平勝親王や二条良基が逗留した上平村は後に中之御所村に改名するが、その由来として、二条良基の子（成瀬基久か）が中之御所殿を称してこの地に住まったためだとか、この地にあった尹良親王の御殿が中之御所を称したためだとか言われている。

### 鈴木氏の支配
16世紀には、足助氏も没落したと思われ、矢並（現矢並町）に拠っていた三河鈴木氏の足助郷への進出がすでに始まっていた。15世紀後半頃の人といわれる鈴木小次郎忠親が真弓山城に入城し、その後重政、越後守重直、信重、康重の5代にわたる足助鈴木氏がこの地に威をふるうことになる。足助鈴木氏は足助七城と呼ばれる城砦を築きその支配域を強固に守ろうとしたが、1525年（大永5年）には松平清康率いる二千余騎の軍勢を前に2代目惣領重政が屈膝、嫡子越後守重直と清康の姉妹である久との婚約を条件に、松平氏の麾下に入る。しかしおよそ10年後の1535年（天文4年）に森山崩れと呼ばれる不慮の事態によって清康がみまかり、足助鈴木氏は松平氏から離反、越後守重直室となっていた久を岡崎に送り返し、独立を回復する。ところが1554年（天文23年）、岡崎城を抑えていた今川氏家臣馬場幸家らが来攻、3代目惣領越後守重直は嫡子信重を人質に差し出すことで今度は今川氏の武威に下った。1560年（永禄3年）の桶狭間の戦いにおいて今川義元が敗死、これを機に独立傾向を強めた松平元康（のちの徳川家康）は祖父清康の果たした三河統一を再び果たすべく動きだし、1564年（永禄7年）には真弓山城を攻略、足助鈴木氏は再び松平氏の麾下に組み込まれた。1571年（元亀2年）には武田信玄による侵攻を受け、真弓山城をはじめ周辺の諸城がすべて落城の憂き目に遭う。このとき越後守重直は徳川家康の元に落ち延びたといわれ、城主を失った真弓山城には武田氏配下にあった下伊那郡の下条信氏が城代として在番、約2年後の1573年（天正元年）に松平信康によって城が奪取されるまで、足助郷は完全に武田氏の支配下にあった。武田勢が駆逐された真弓山城は旧城主の越後守重直に与えられ、足助郷も足助鈴木氏の領地として回復する。その後、4代目惣領信重は1581年（天正9年）に生じた第二次高天神城の戦いにおいて同族の小原城城主鈴木（鱸）重愛と共に奮戦し、松平勢の挙げた全首級の2割近くを献じるなど、松平氏への忠節を大いに尽くした。1590年（天正18年）、5代目惣領康重が徳川家康に従い関東に転封となったことで、真弓山城は廃城となったという。

### 江戸時代

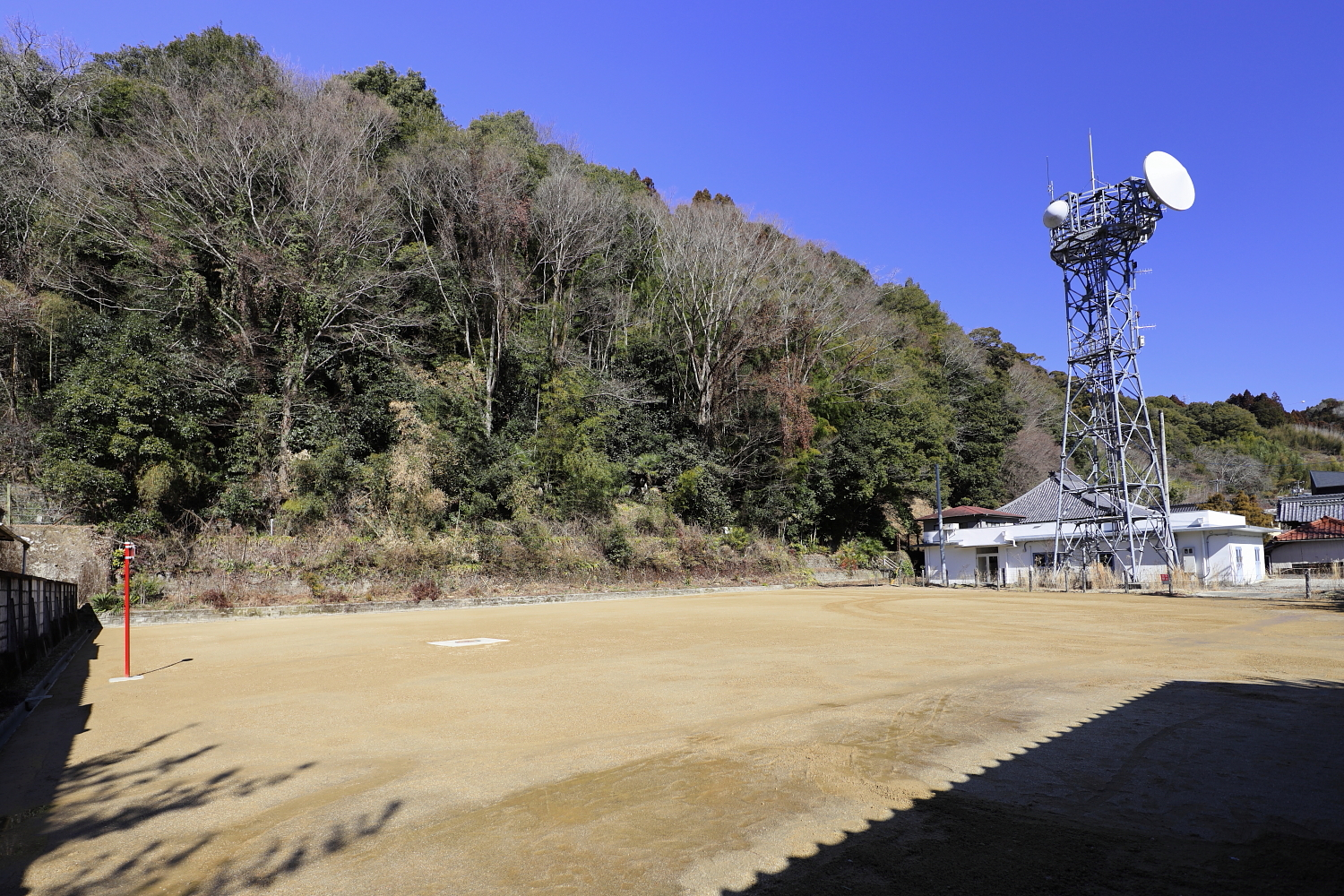
足助陣屋跡。2023年（令和5年）現在、全くの更地となっている。

- 1603年（慶長8年） - 幕府領となり、三河代官畔柳寿学（くろやなぎじゅがく）の支配下に入る（1619年（元和5年）まで）[14]。
- 1620年（元和6年） - 尾張藩御附家老・成瀬正成領となる[14]。
- 1623年（元和9年） - 下総栗原藩藩主の成瀬之成が父・成瀬正成より分与された上で[14]、栗原藩領となる[16]。
- 1639年（寛永16年） - 旗本・松平縫殿介の知行地となる（1646年（正保3年）まで）[14]。
- 1647年（正保4年） - 肥前佐賀藩領となる（1668年（寛文8年）まで）[14]。
- 1669年（寛文9年） - 再び幕府領となり、代官松平市右衛門の支配下に入る（翌1670年（寛文10年）まで）[14]。
- 1671年（寛文11年） - 三河中島藩領となる[16]。
- 1672年（寛文12年） - 再び幕府領となり、代官松平市右衛門の支配下に入る[14]。
- 1681年（天和元年） - 旗本・本多忠周の知行地となる[14]。このとき忠周によって足助陣屋が置かれる。
- 1683年（天和3年） - 本多忠周が加増を受けて諸侯に列し大名となり、三河足助藩が成立。足助村は足助藩領となる[16]。
- 1689年（元禄2年） - 加増分を没収された本多忠周が旗本身分に戻り、足助藩が消滅。足助村は再び本多家の知行地となる[36][注 11]。

中世までは軍事拠点としての様相が強かった足助であるが、江戸時代に入り、伊那街道の整備が進むに連れて商業拠点としての色彩が濃くなってくる。ただし江戸時代初期の足助村、今朝平村、中之御所村は、上記に示すとおり領主の著しい交代が続いたこと以外、村内の様子を詳しく知りうる史料に乏しいとされる。17世紀末、本多家の支配が固定化された元禄年間の頃から、特に足助村では現在にも伝わる帳簿類の残存量が増え、行政上は村であっても私文書上などでは足助町（あすけまち）と呼ばれるようになり、商業町らしい自治組織の成立などの様子も垣間見えてくるようになる。

### 明治維新以降

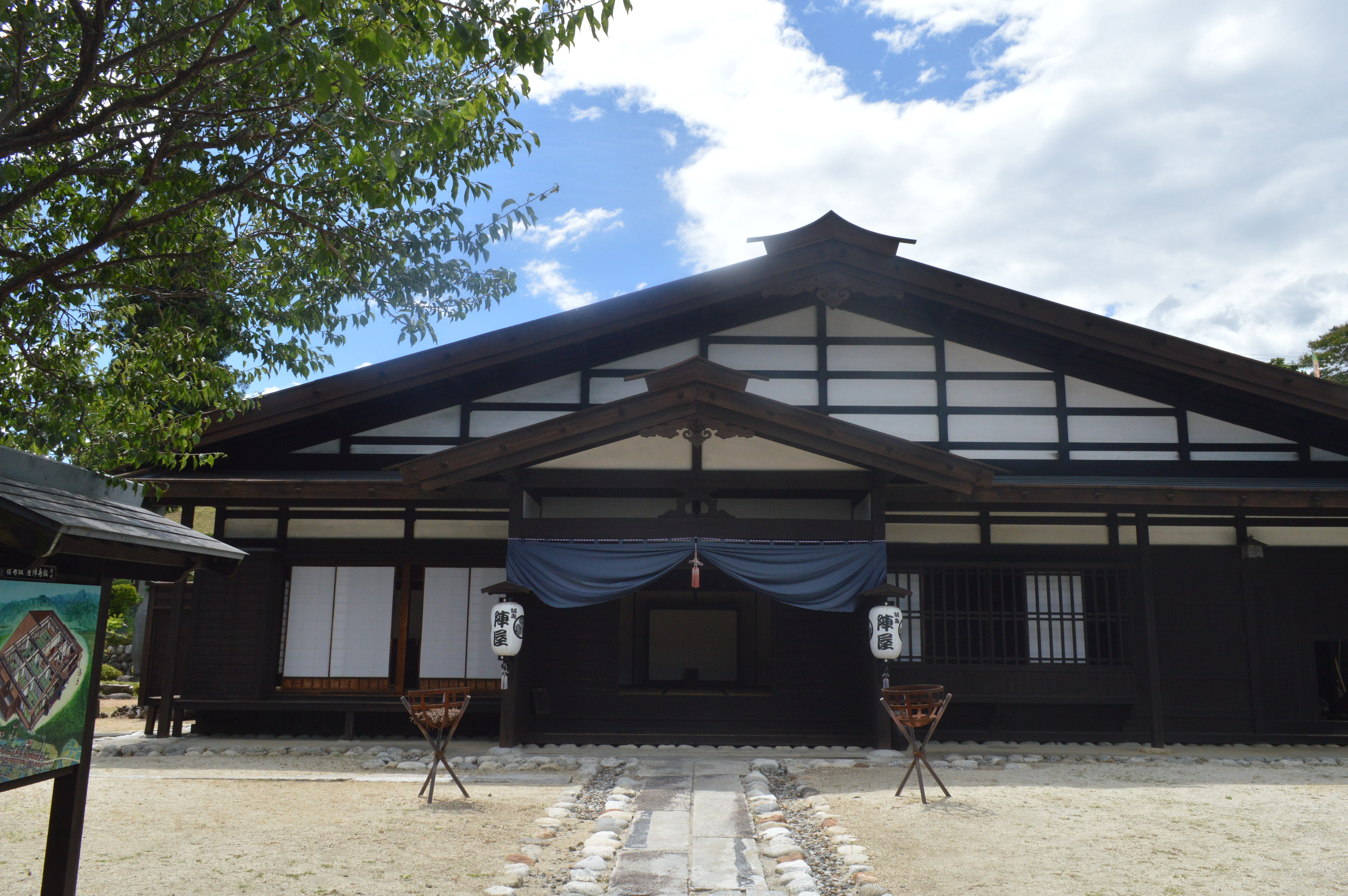
伊那県県庁が置かれた飯島陣屋本陣（現長野県上伊那郡飯島町）

- 1868年6月（慶応4年閏4月） - 明治政府により三河裁判所が設置され、足助村・今朝平村・中之御所村は三河裁判所の管轄下に入る[40]。
- 1868年7月（慶応4年6月） - 三河裁判所の廃止に伴い新たに三河県が設置され、足助村・今朝平村・中之御所村は三河県に編入される[40]。
- 1869年8月1日（明治2年6月24日） - 三河県が廃止され、足助村・今朝平村・中之御所村を含む旧三河県の管地の一部が伊那県に編入される[40]。なお、これと前後して足助陣屋に伊那県足助庁が置かれる[41]。
- 1871年12月31日（明治4年11月20日） - 伊那県の廃止に伴い新たに額田県が設置され、足助村・今朝平村・中之御所村は額田県に編入される[42]。
- 1872年（明治5年） - 大区小区制施行により、足助村と今朝平村は額田県第4大区第7小区に、中之御所村は額田県第4大区第5小区に所属する[43]。
- 1872年（明治5年）7月1日 - 1870年（明治3年）に開校されていた仮学校が在地と名称を改められ、足助村郷学校として開設される[44]。
- 1872年（明治5年）12月27日（明治5年11月27日） - 額田県が廃止され、足助村・今朝平村・中之御所村を含む旧額田県の管轄域が愛知県に編入される[42]。
- 1873年（明治6年）1月 - 愛知県による大区小区制再編により、足助村・今朝平村・中之御所村は第8大区に所属する。なお、小区はそのままであった[45]。
- 1873年（明治6年）11月 - 足助村郷学校が第59番小学足助学校に改称する[46]。
- 1874年（明治7年）6月 - 第59番小学足助学校が第56番小学足助学校に改称する[47]。
- 1876年（明治9年）8月 - 愛知県による大区小区制再編により、足助村・今朝平村・中之御所村は第13大区に所属する[45]。
- 1878年（明治11年） - 7月21日に 地方三新法のひとつである郡区町村編制法が施行される。愛知県では同年12月に実施され、大区小区制を廃止、また加茂郡が西加茂郡と東加茂郡に分割される。これに伴い、足助村・今朝平村・中之御所村の所属が加茂郡から東加茂郡に変更され、東加茂郡役所が足助村字陣屋跡の長照寺に置かれる[48]。
- 1879年（明治12年）7月 - 第1回足助村村会が慶安寺で開催される[49]。
- 1880年（明治13年）5月 - 足助村・今朝平村・中之御所村が組合村会を開設する[50]。
- 1884年（明治17年）7月 - 戸長役場設置に伴い、足助村、追分村（おいわけむら）、今朝平村、中之御所村、岩神村（やがみむら）の5村が同組に組み込まれる[51]。
- 1887年（明治20年） - 第56番小学足助学校が尋常小学校足助学校に改称する[52]。
- 1889年（明治22年）10月1日 - 市制・町村制施行に伴い、足助村・今朝平村・中之御所村の3村が合併して東加茂郡足助村が誕生し[16]、足助村は足助村大字足助に[16]、今朝平村は足助村大字今朝平に[37]、中之御所村は大字中之御所に[38]継承される。
- 1890年（明治23年）12月17日 - 足助村が町制に移行し、東加茂郡足助町になる[53]。
- 1949年（昭和24年） - 足助町立足助中学校が新設される。
- 2005年（平成17年）4月1日 - 足助町の豊田市への編入と同時に大字足助・今朝平・中之御所が合併し、住所表示が豊田市足助町に変更される。

## 世帯数と人口
2019年（令和元年）7月1日現在の世帯数と人口は以下の通りである。
| 町丁   | 世帯数  | 人口    |
| ------ | ------- | ------- |
| 足助町 | 595世帯 | 1,531人 |

### 人口の変遷
国勢調査による人口の推移
| 2005年（平成17年） | 1,633人 | [ 54 ] |  |
| 2010年（平成22年） | 1,471人 | [ 55 ] |  |
| 2015年（平成27年） | 1,337人 | [ 56 ] |  |

## 学区
市立小・中学校に通う場合、学区は以下の通りとなる。
| 番・番地等 | 小学校             | 中学校             |
| ---------- | ------------------ | ------------------ |
| 全域       | 豊田市立足助小学校 | 豊田市立足助中学校 |

## 交通

### 道路
- 国道153号（飯田街道）
- 国道153号（足助バイパス）
- 国道420号
- 愛知県道33号瀬戸設楽線
- 愛知県道366号小渡明川足助線

### アクセス
公共交通機関
- 名古屋鉄道（名鉄）
  - 東岡崎駅（名古屋本線）下車、名鉄バスで「香嵐渓」下車（乗車時間約70分）
  - 豊田市駅（三河線）下車、名鉄バスで「香嵐渓」下車（乗車時間約50分）
  - 猿投駅（三河線）下車、とよたおいでんバス さなげ・足助線で「香嵐渓」下車（乗車時間約40分）
- 愛知環状鉄道・愛知環状鉄道線
  - 四郷駅下車、とよたおいでんバス　さなげ・足助線で「香嵐渓」下車（乗車時間約50分）

自家用車
- （東京・大阪方面）東海環状自動車道「豊田松平IC」から約20分。
- （長野・富山方面）東海環状自動車道「豊田勘八IC」から約20分。
- （福井方面）東名高速道路「日進JCT」で分岐する名古屋瀬戸道路の「長久手IC」から猿投グリーンロード経由約30分。

## 施設

### 公立・公営施設（愛知県）
地域行政施設
- 豊田加茂建設事務所足助支所

### 公立・公営施設（豊田市）
地域行政施設
- 豊田市役所足助支所
- 豊田市保健所東加茂分室
- 足助農林センター
  - 家畜診療所

教育施設
- 豊田市立足助まゆみこども園
- 豊田市立足助小学校
- 豊田市立足助中学校

文化・教養・厚生施設
- 足助資料館

1987年（昭和62年）開館。1923年（大正12年）に築造された愛知県蚕業取締所足助支所の敷地・建家を利用し、足助地区内で発掘された縄文土器、その他歴史資料、民俗史料などの展示を行っている。
- 足助中馬館

体育施設
- 足助トレーニングセンター
  - 足助グラウンド
  - 足助プール
  - 足助テニスコート
  - 足助弓道場

地域交流施設
- 豊田市生涯学習センター足助交流館
  - 豊田市足助交流館図書室

その他の公益施設
- 足助給食センター

福祉施設
- 福祉センター百年草

史跡公園
- 城跡公園足助城

観光施設
- 三州足助屋敷

### その他の施設
- 豊田市シルバー人材センター足助支所
- 足助商工会
- 日本郵便足助郵便局
- JAあいち豊田足助支店
- 豊田信用金庫足助支店
- 名鉄足助バスセンター
- やすらぎホール足助

### ギャラリー

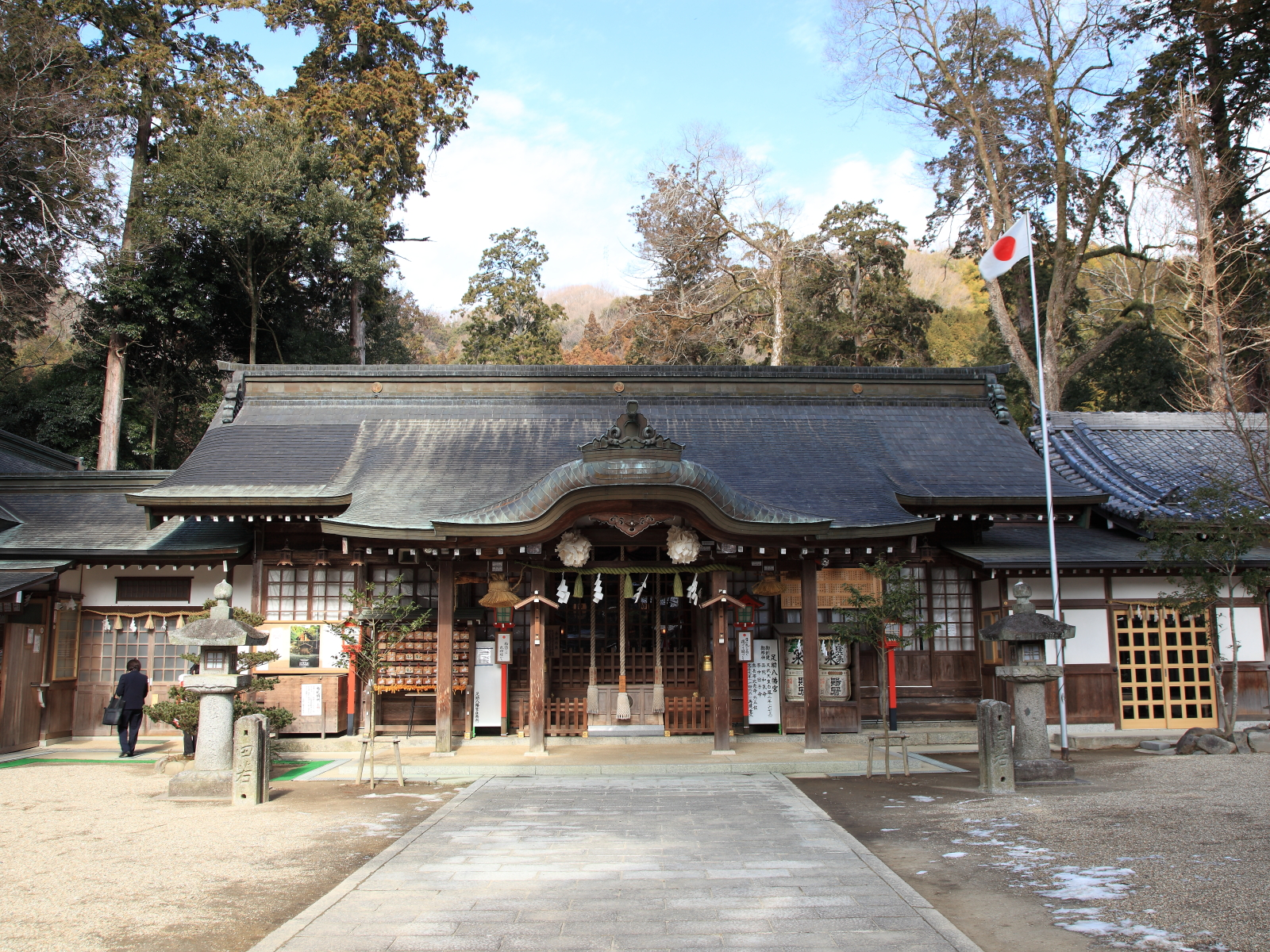
足助八幡宮 （2012年（平成24年）2月）
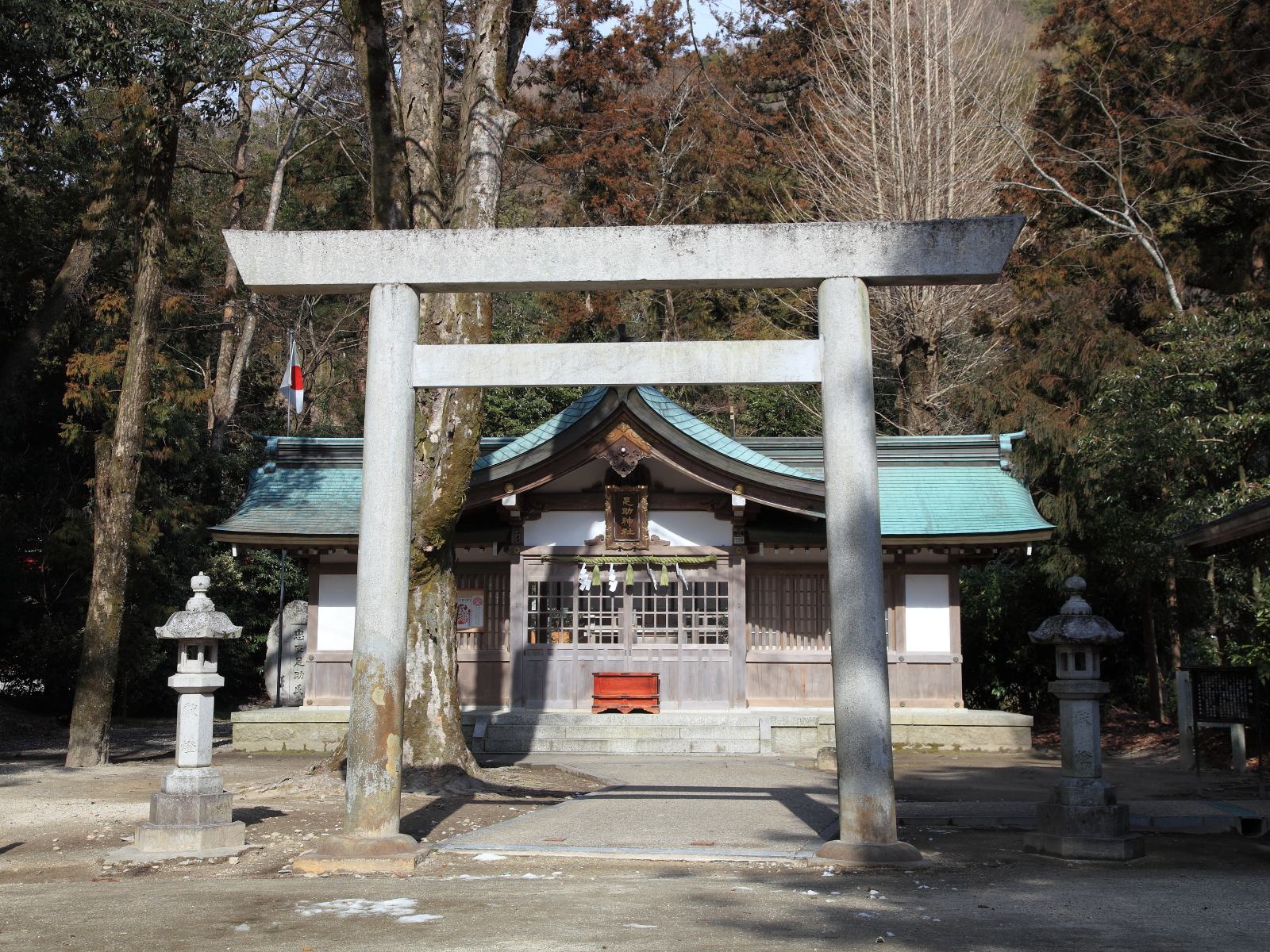
足助神社 （2012年（平成24年）2月）
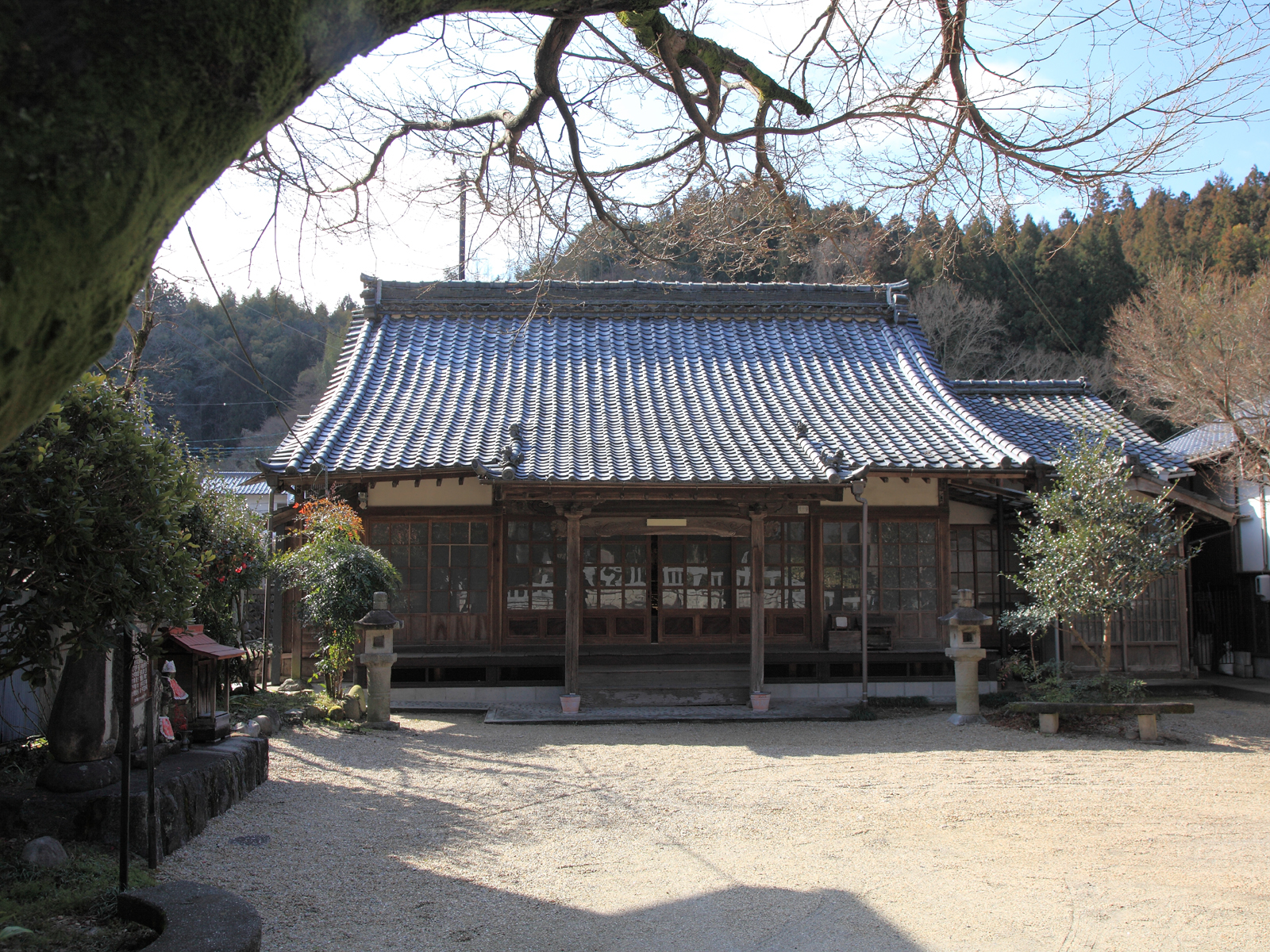
真宗大谷派十王寺本堂 （2012年（平成24年）3月）
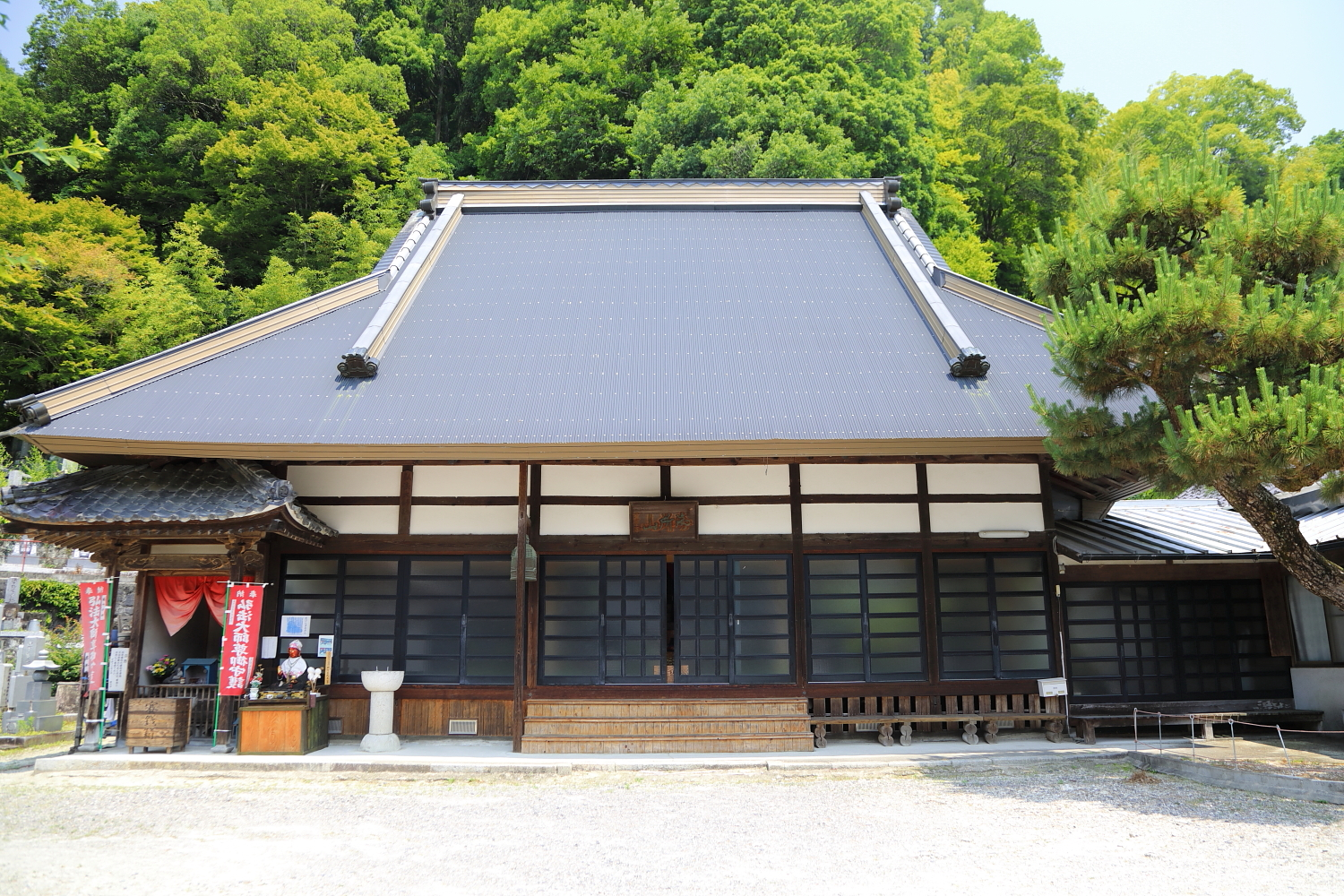
普光寺本堂 （2019年（令和元年）6月）
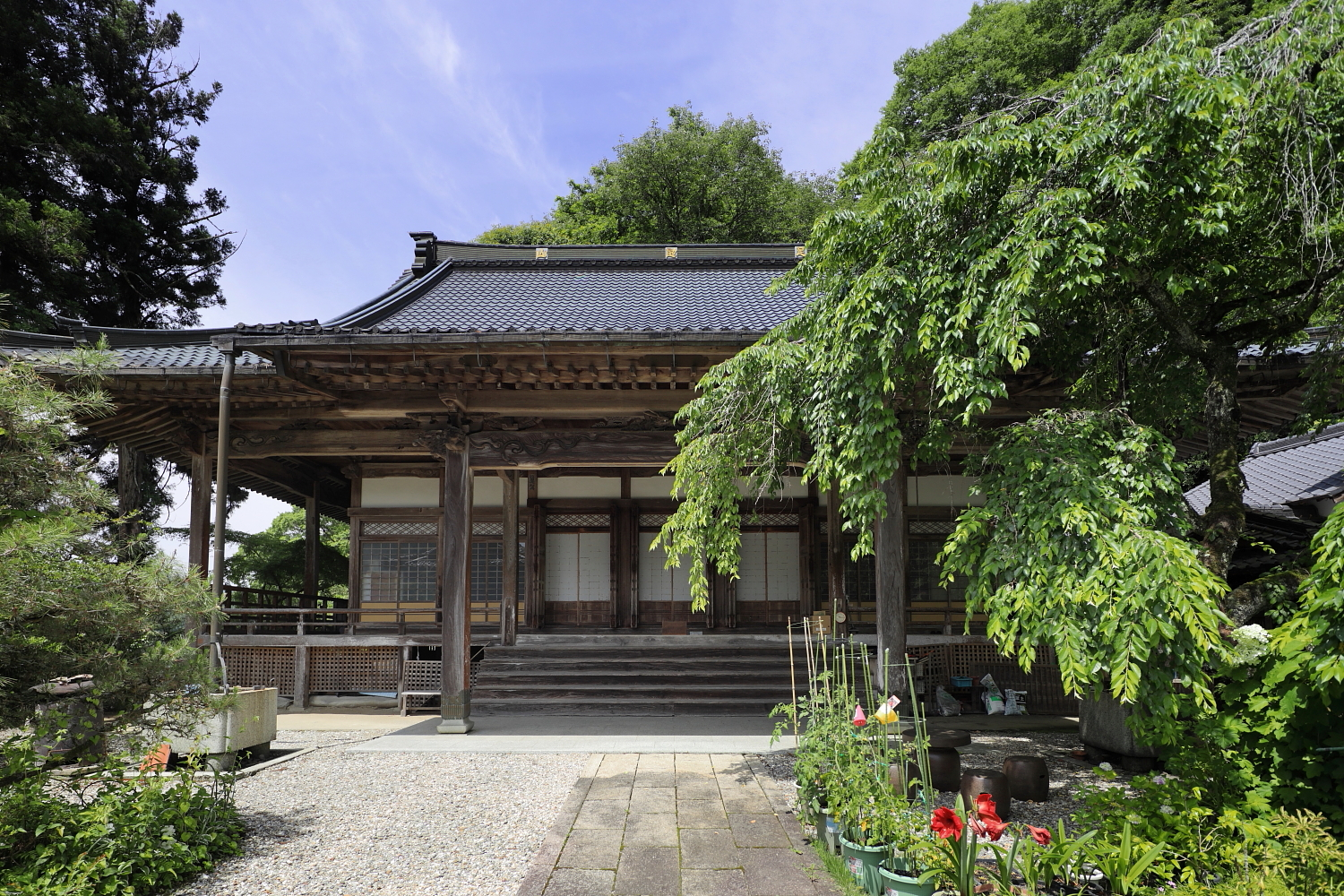
宗恩寺本堂 （2023年〈令和5年〉6月）
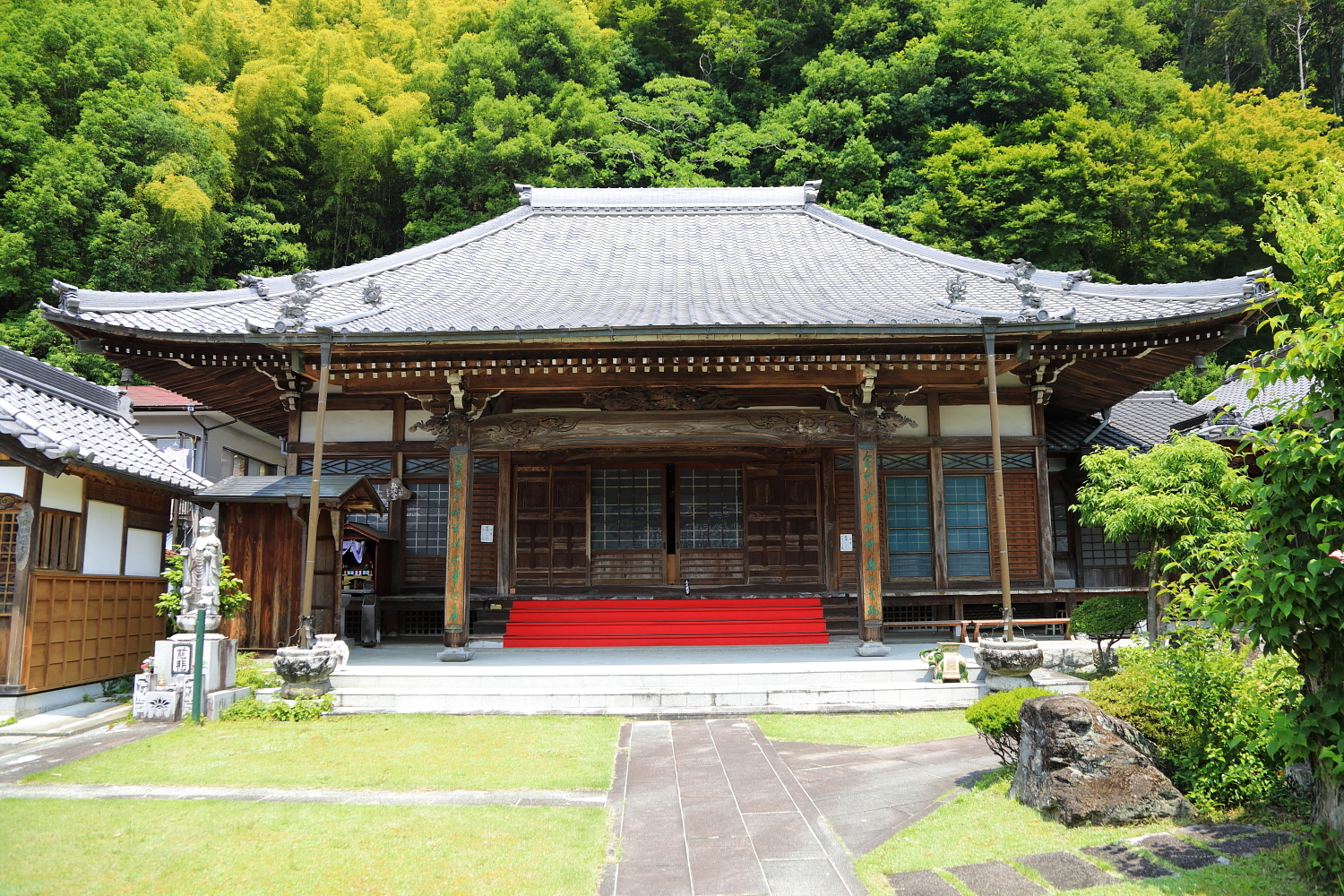
慶安寺本堂 （2019年（令和元年）6月）
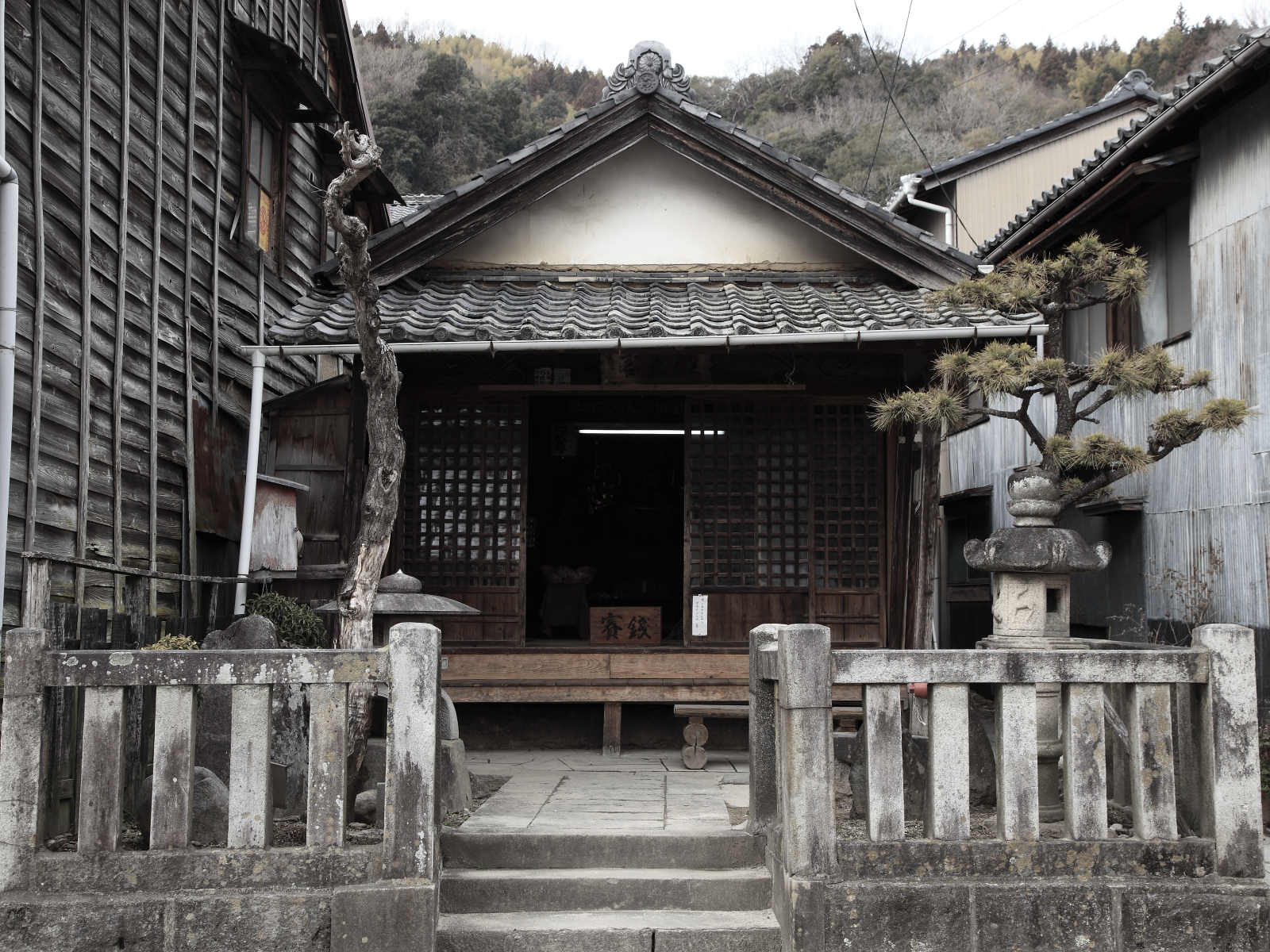
本町地蔵堂 （2012年（平成24年）2月）
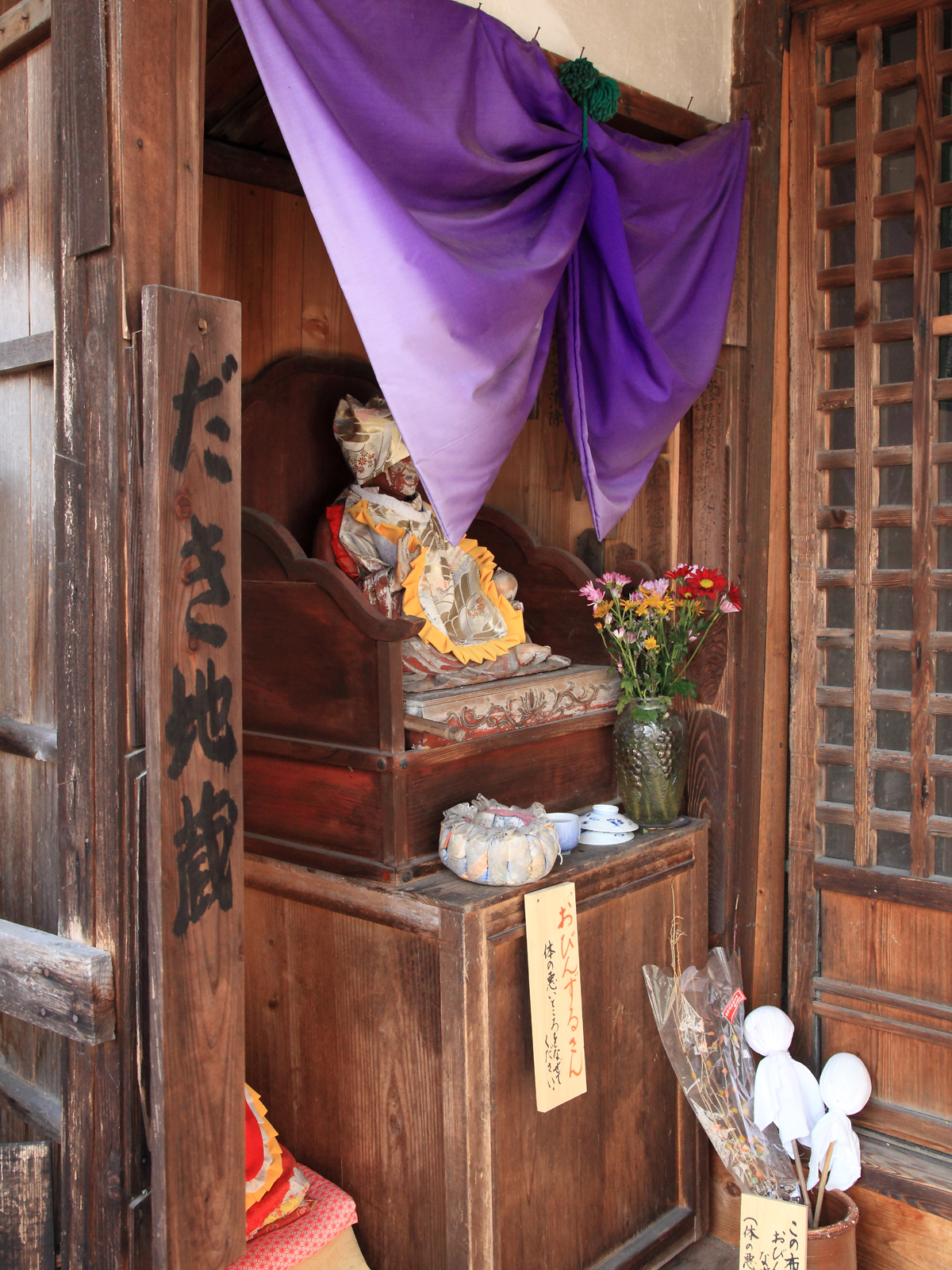
本町地蔵堂の「だき地蔵」 （2012年（平成24年）3月）
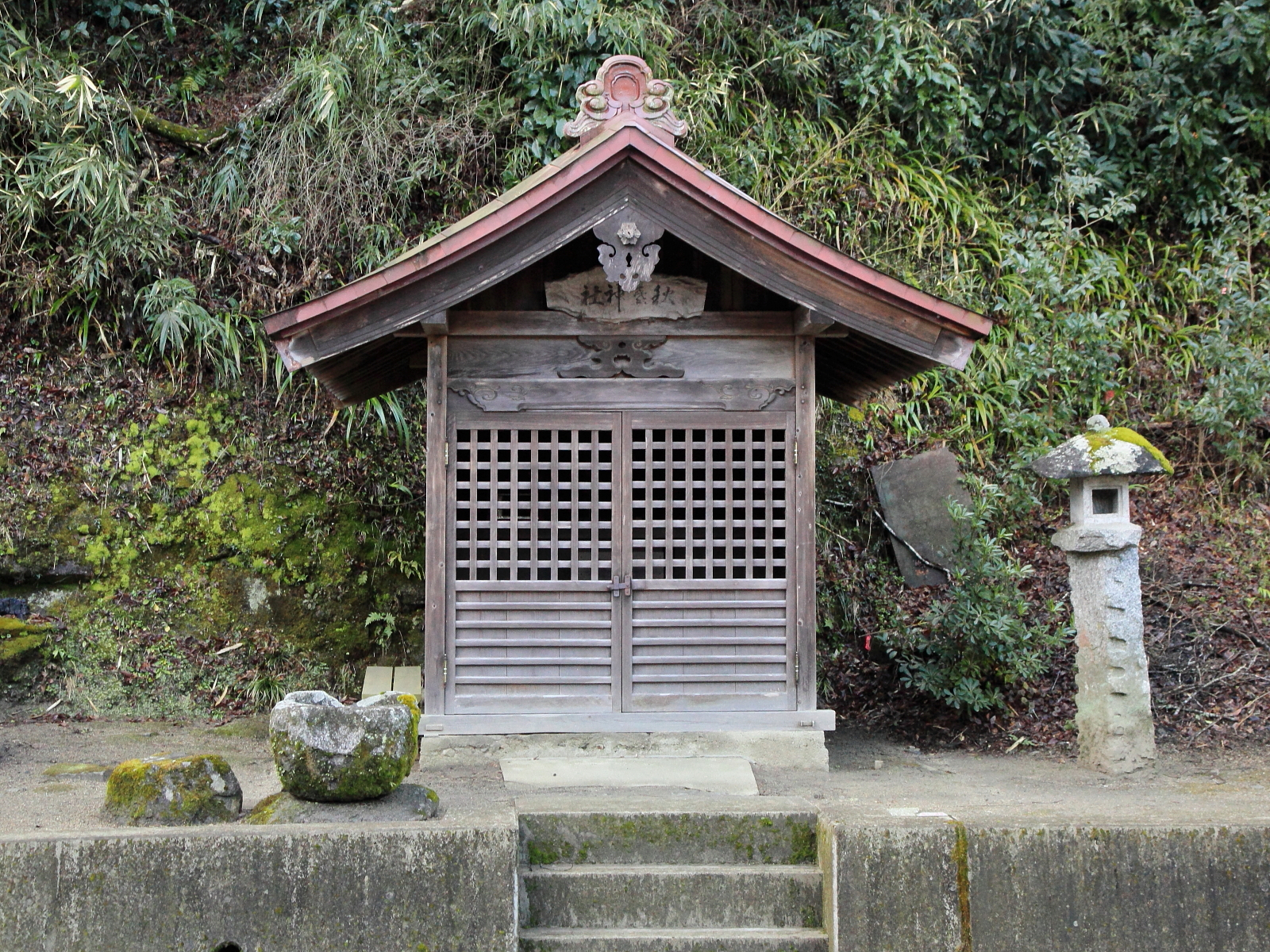
秋葉神社 （2012年（平成24年）3月）
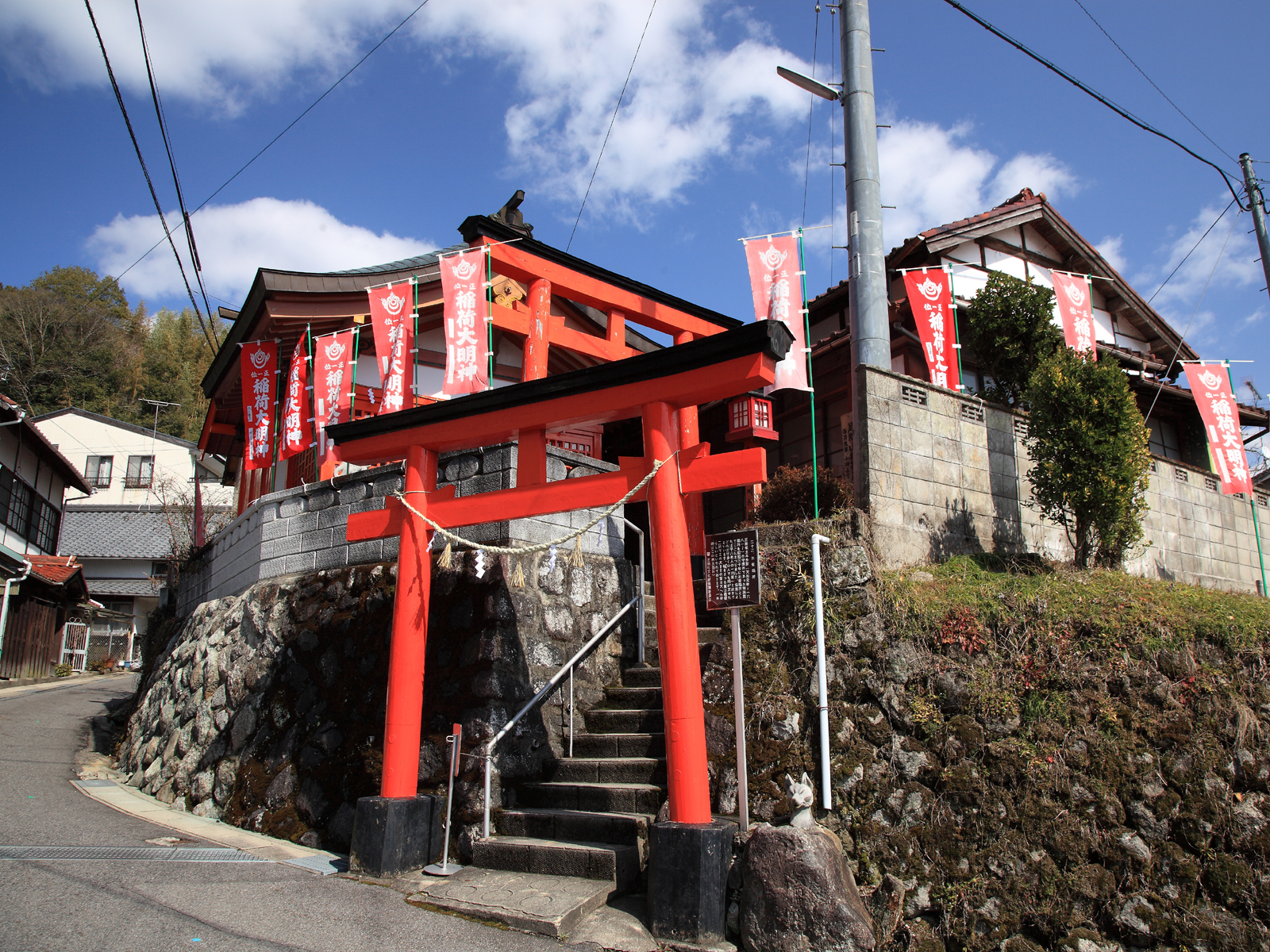
お釜神社 （2012年（平成24年）3月）
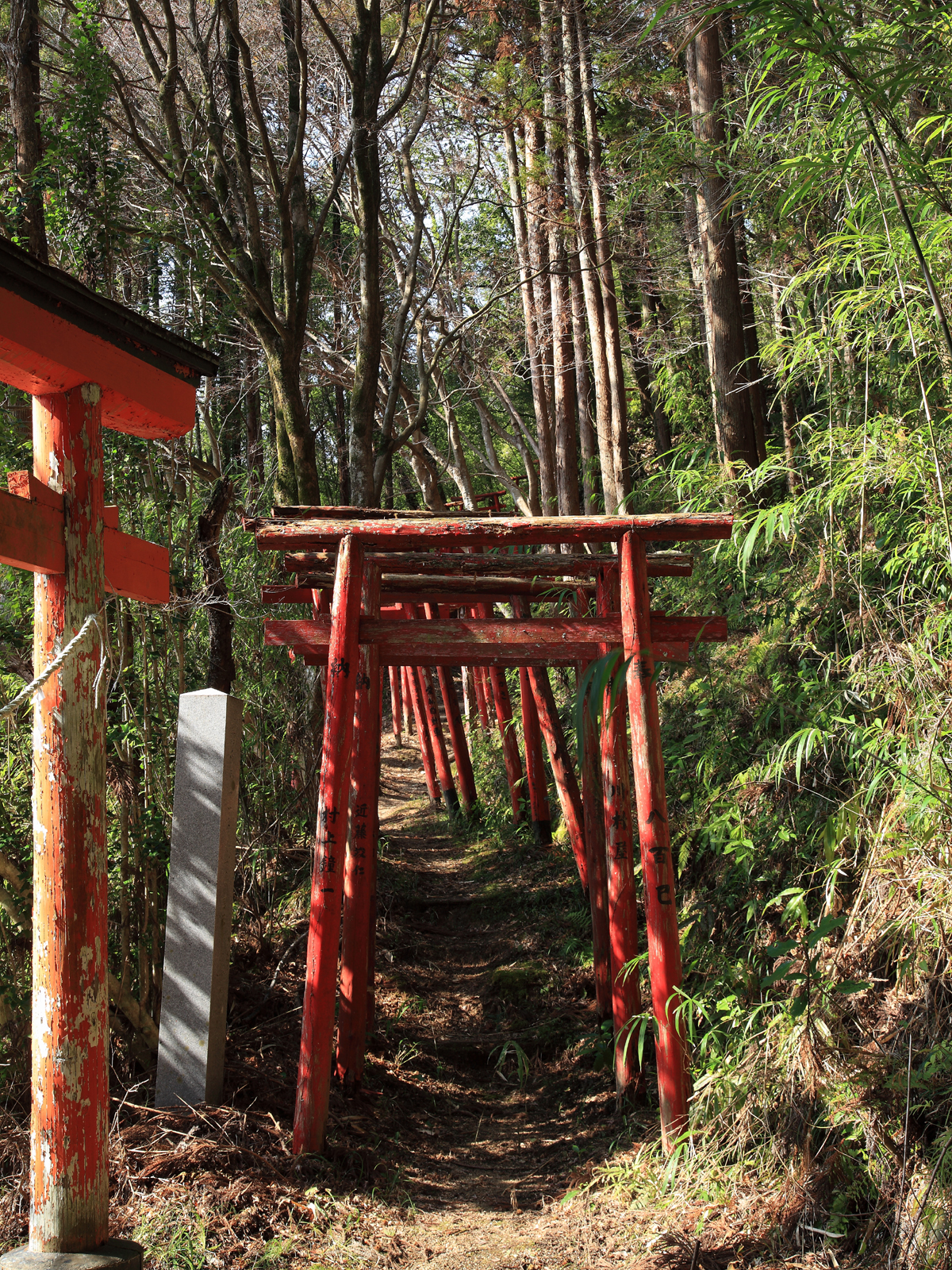
足助山稲荷社 （2012年（平成24年）3月）
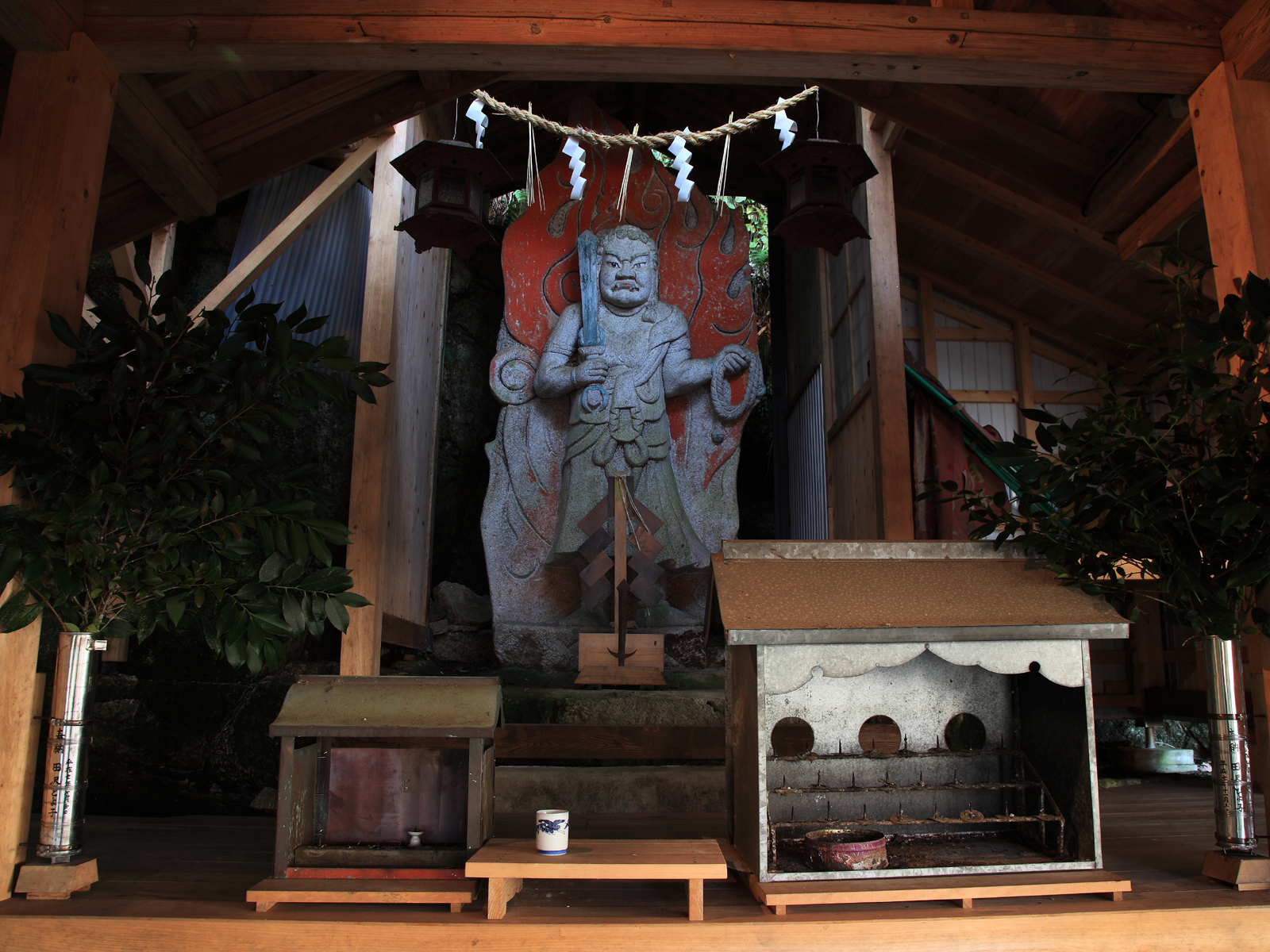
おせん川不動明王像 （2012年（平成24年）3月）
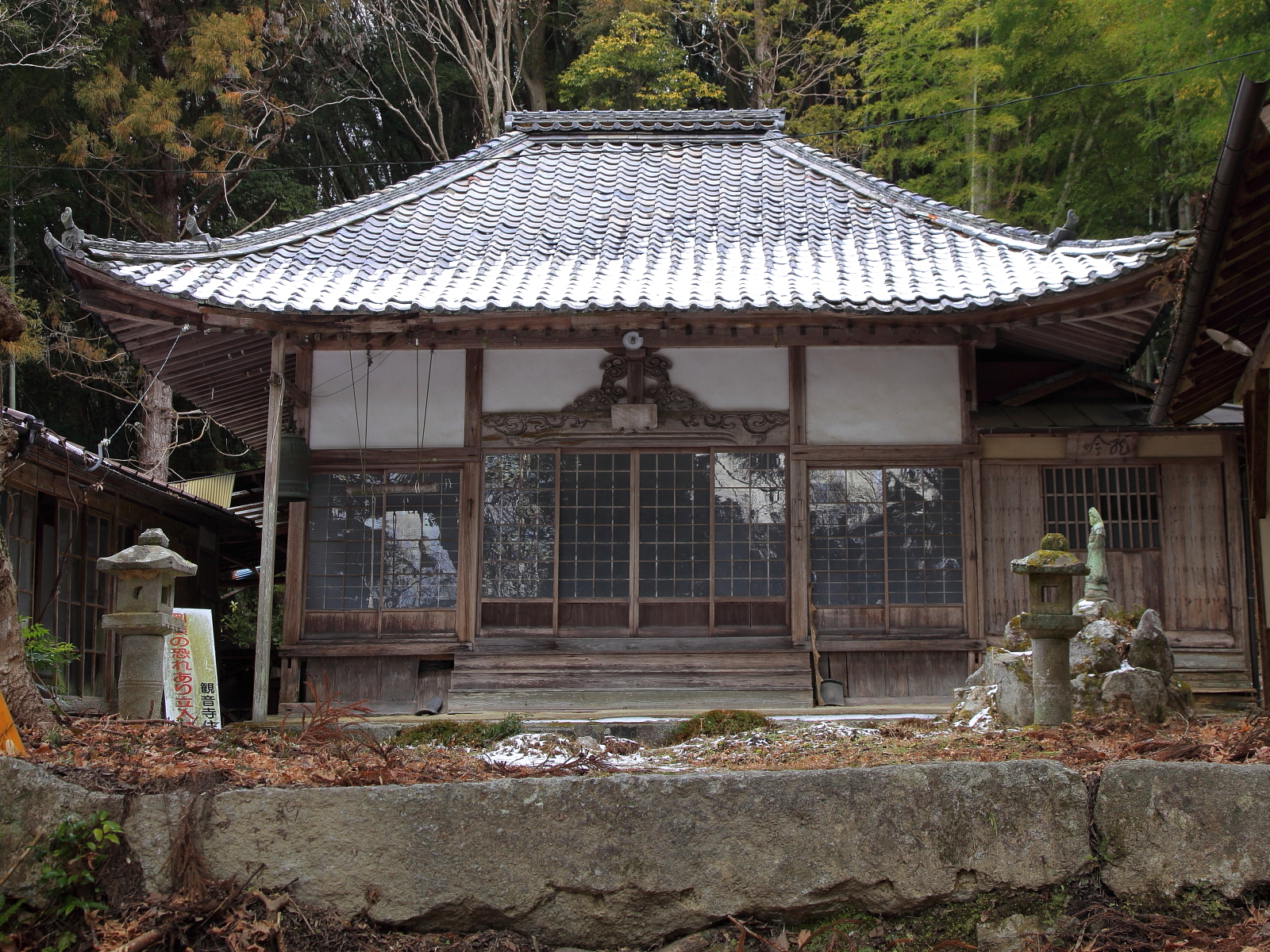
曹洞宗観音寺本堂 （2012年（平成24年）2月）
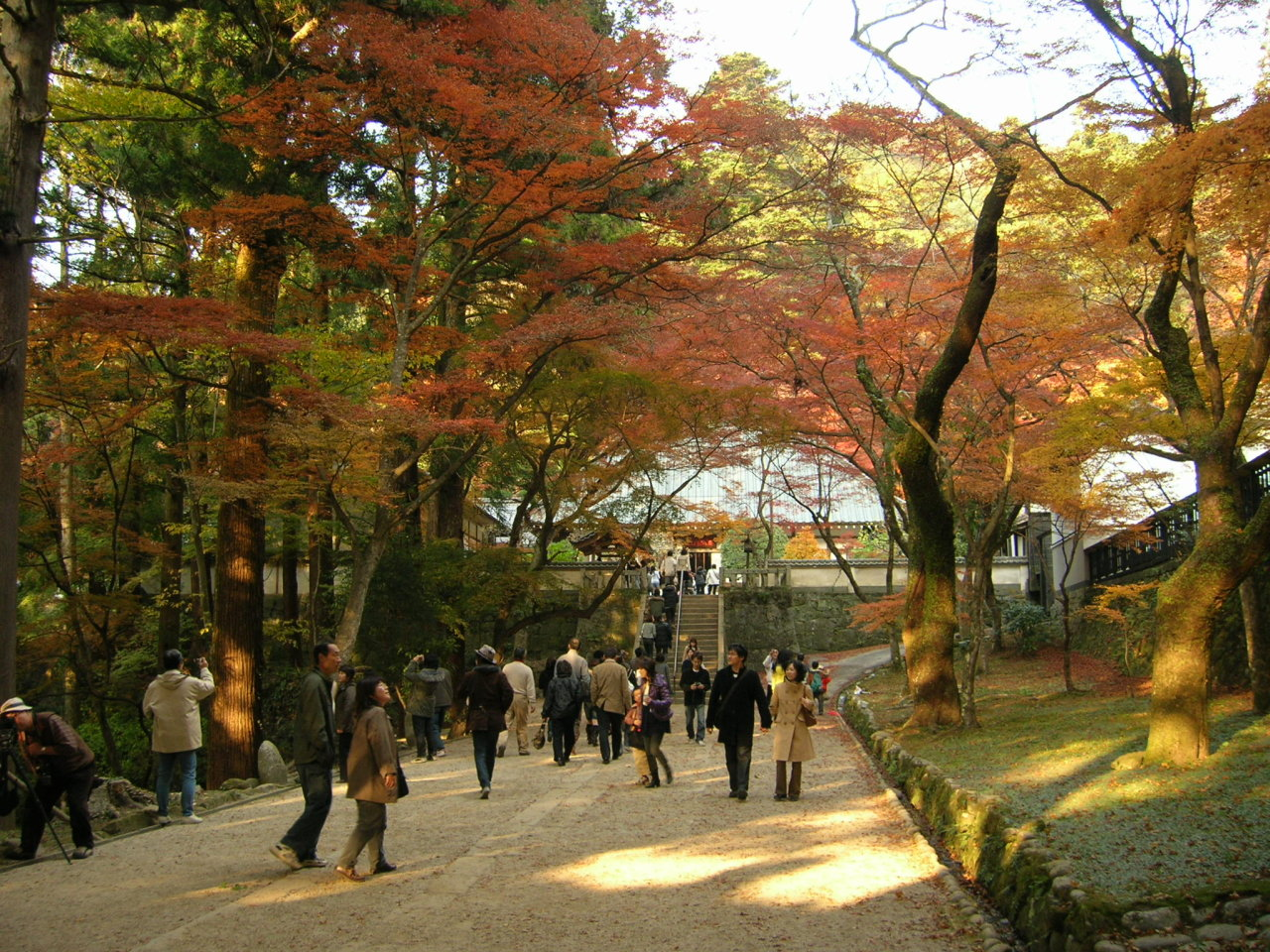
曹洞宗香積寺参道 （2007年（平成19年）12月）
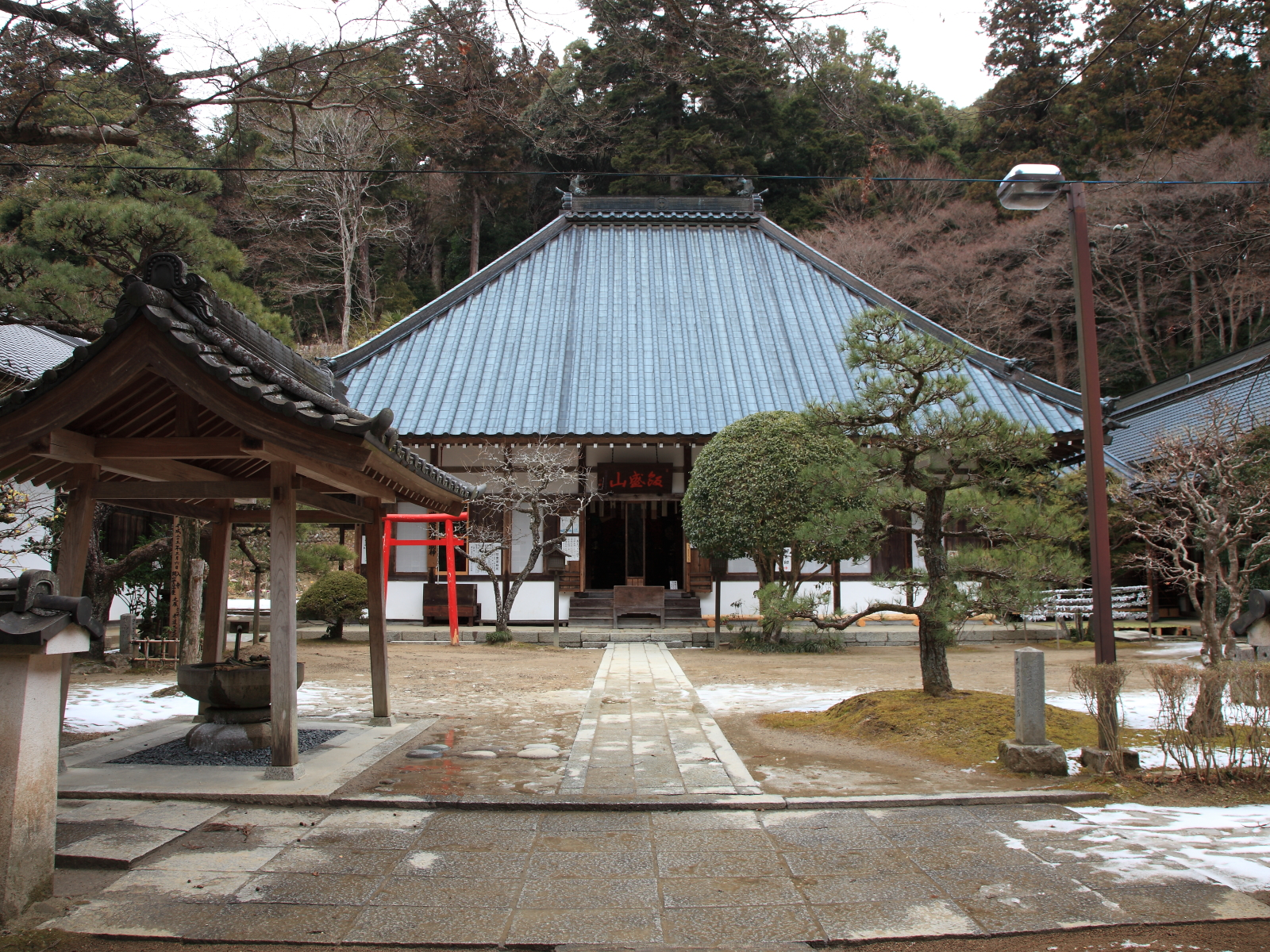
曹洞宗香積寺境内 （2012年（平成24年）2月）
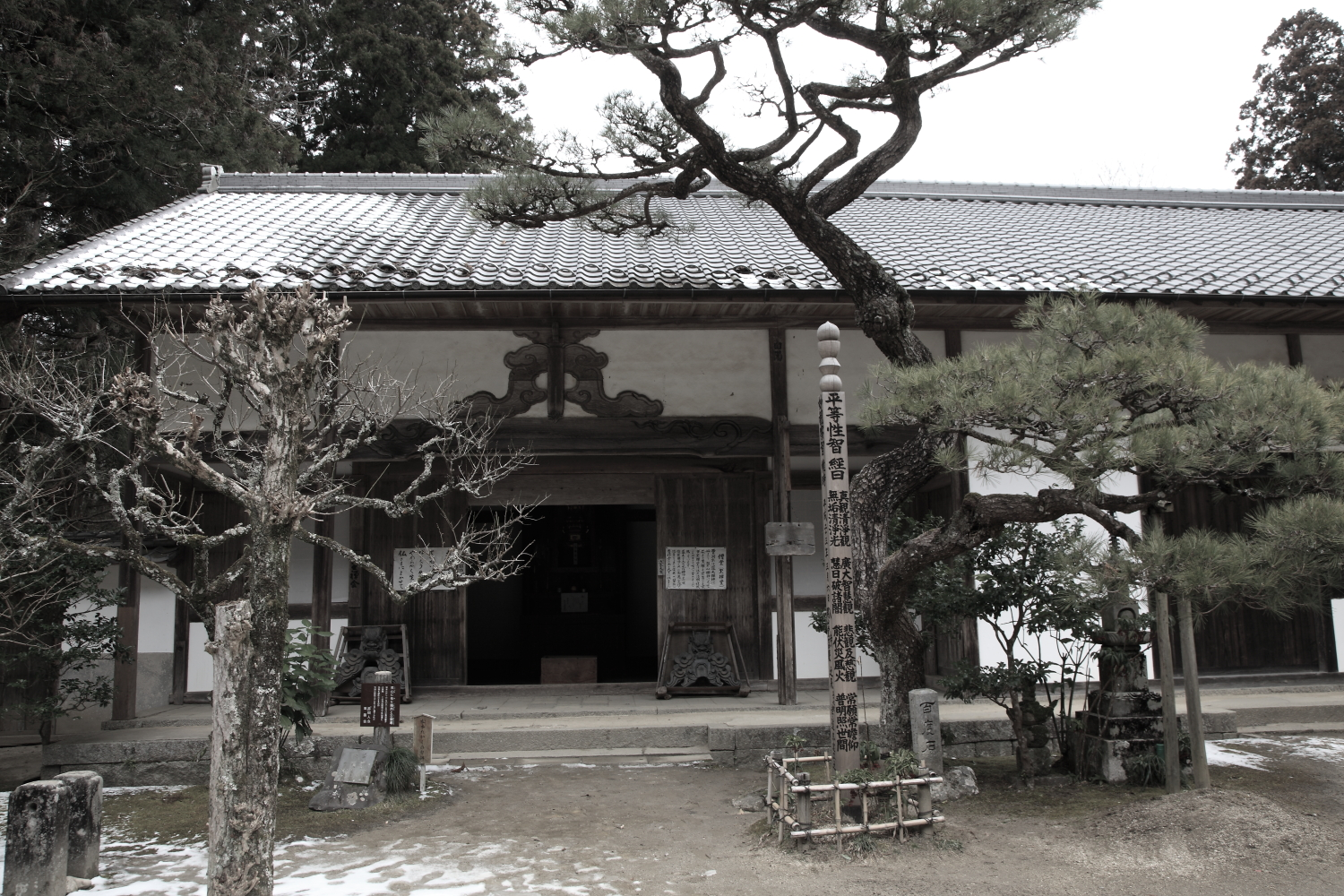
曹洞宗香積寺僧堂 （2012年（平成24年）2月）
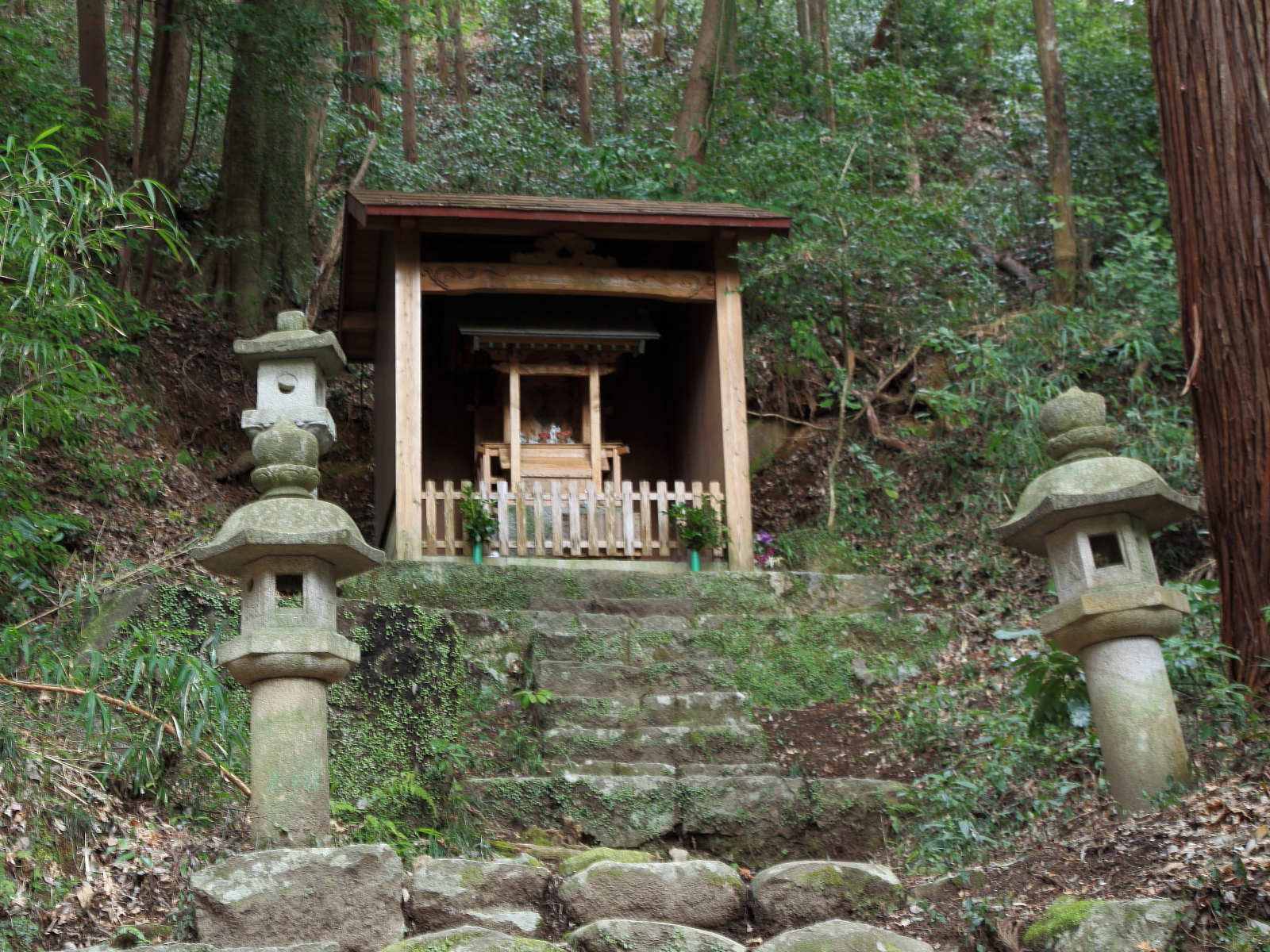
古城稲荷 （2012年（平成24年）2月）
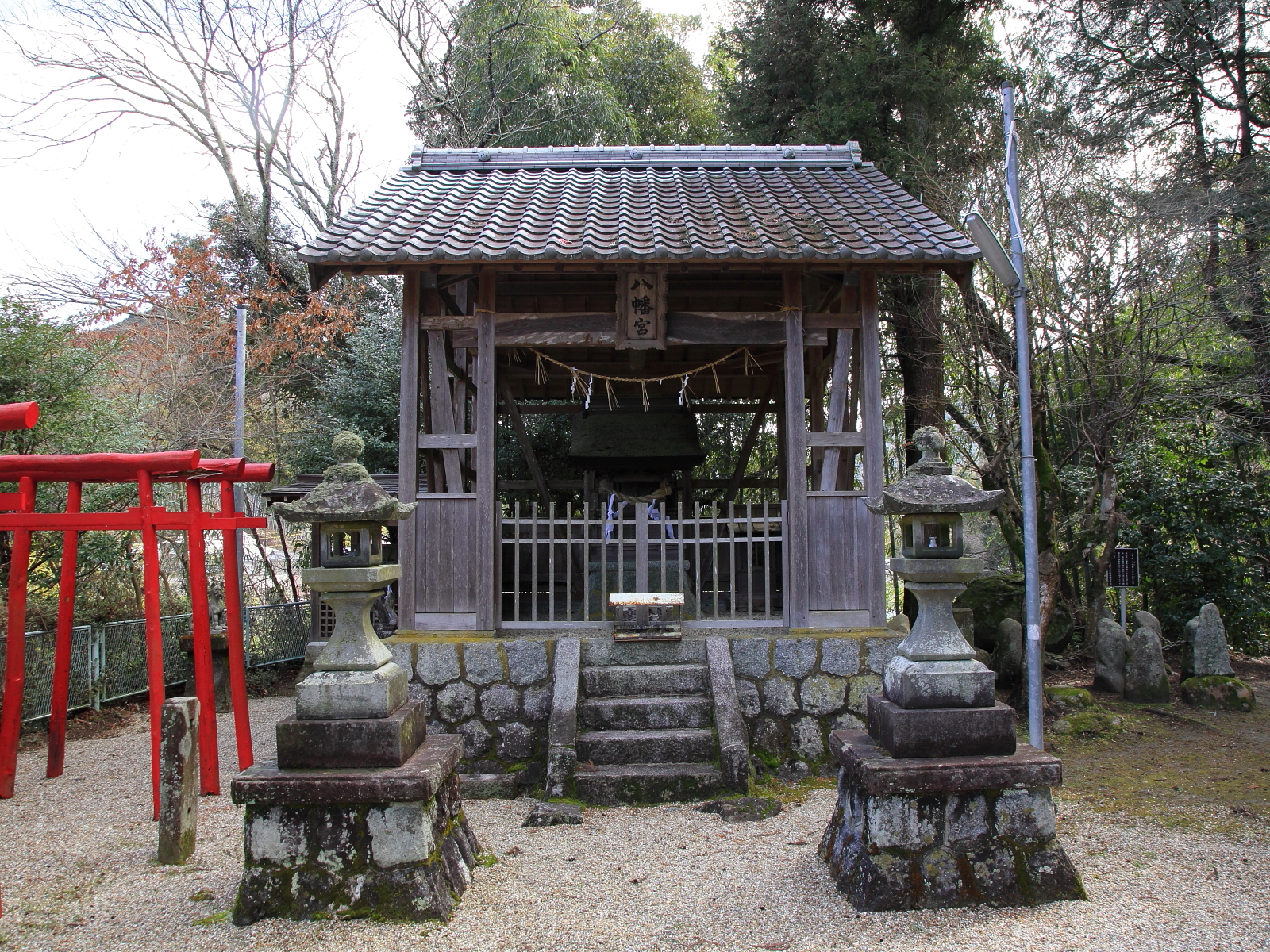
今朝平八幡神社 （2012年（平成24年）3月）
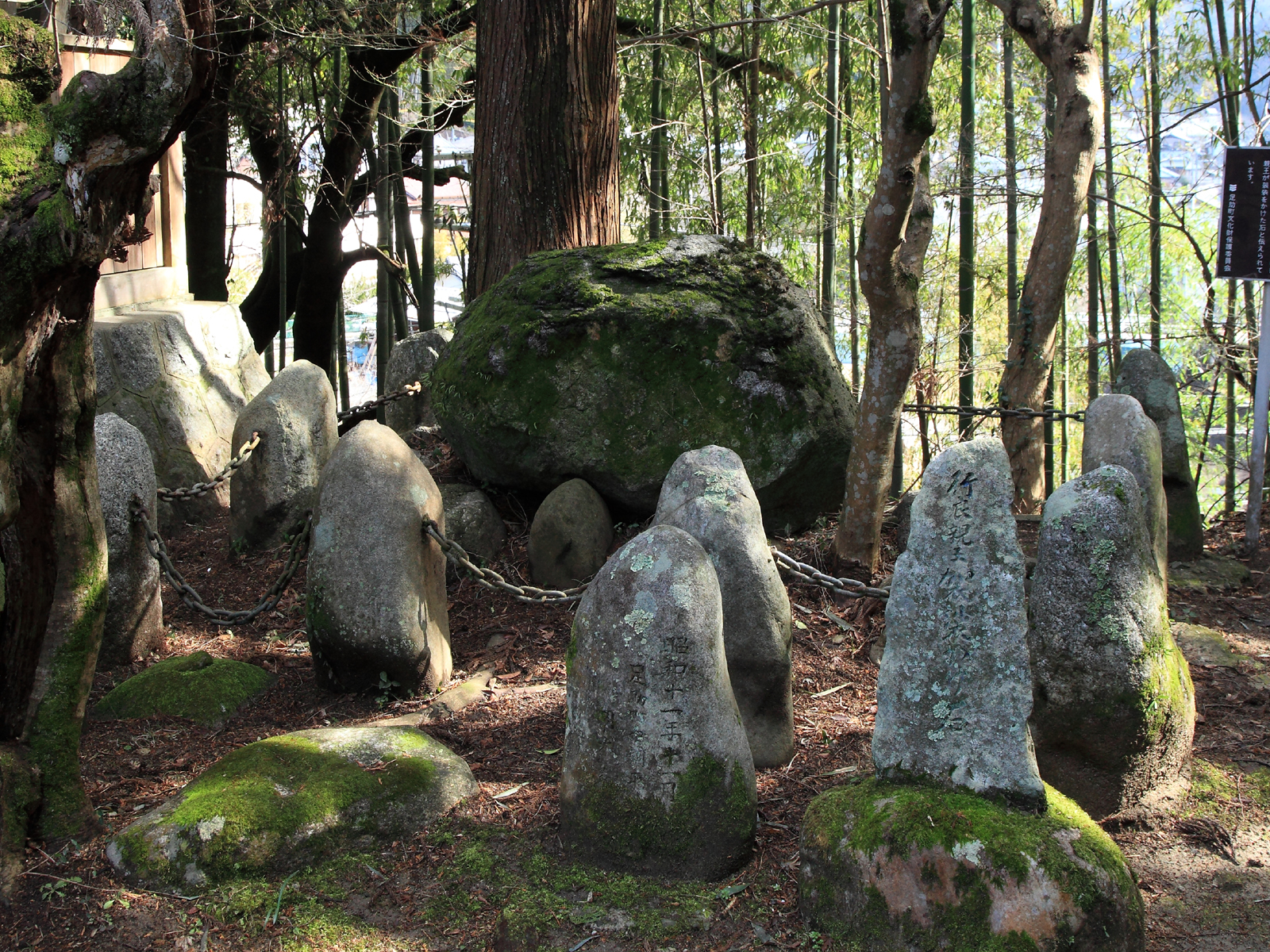
今朝平八幡神社の袈裟掛石 （2012年（平成24年）3月）
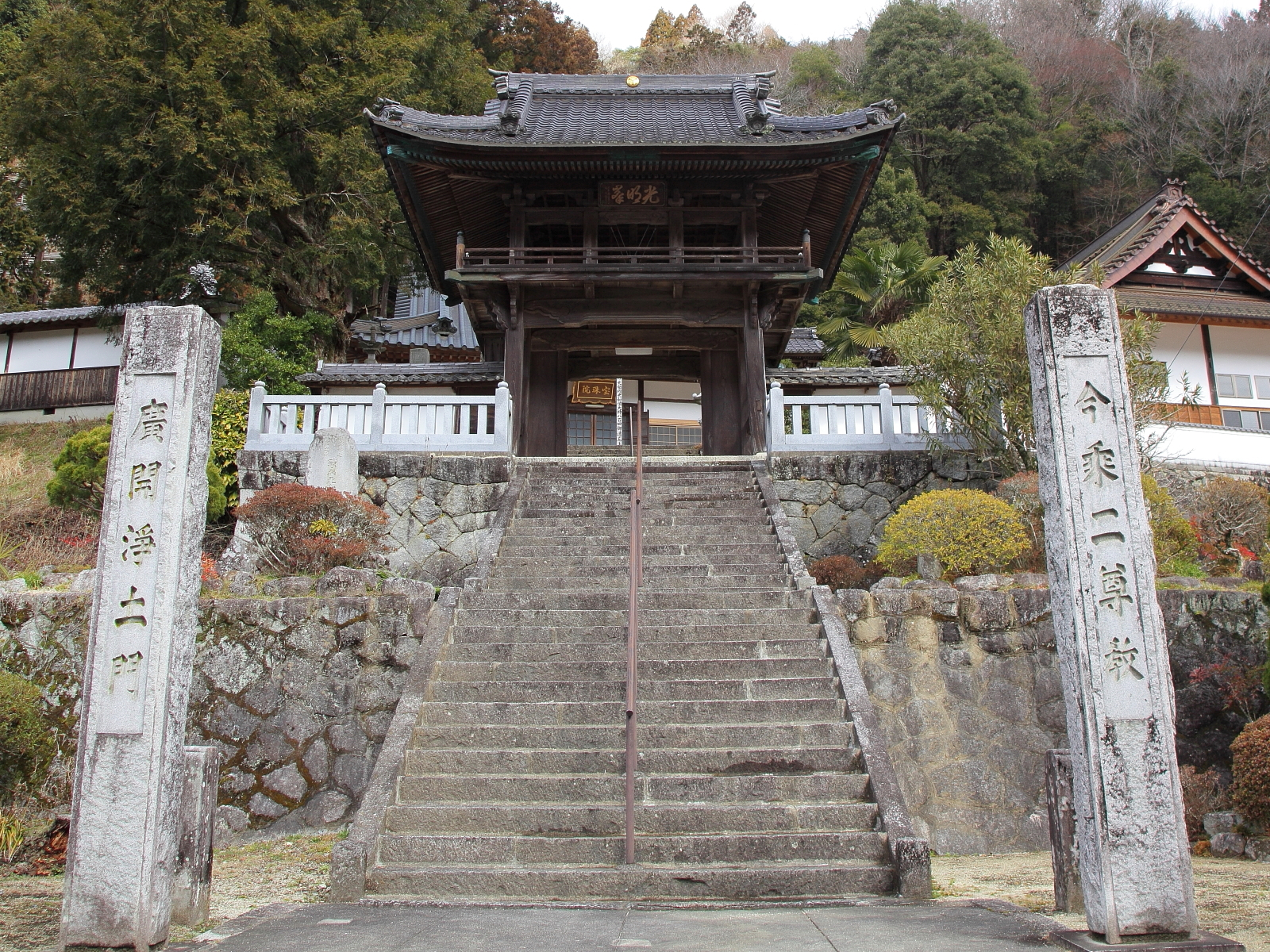
浄土宗西山深草派宝珠院の山門 （2012年（平成24年）3月）
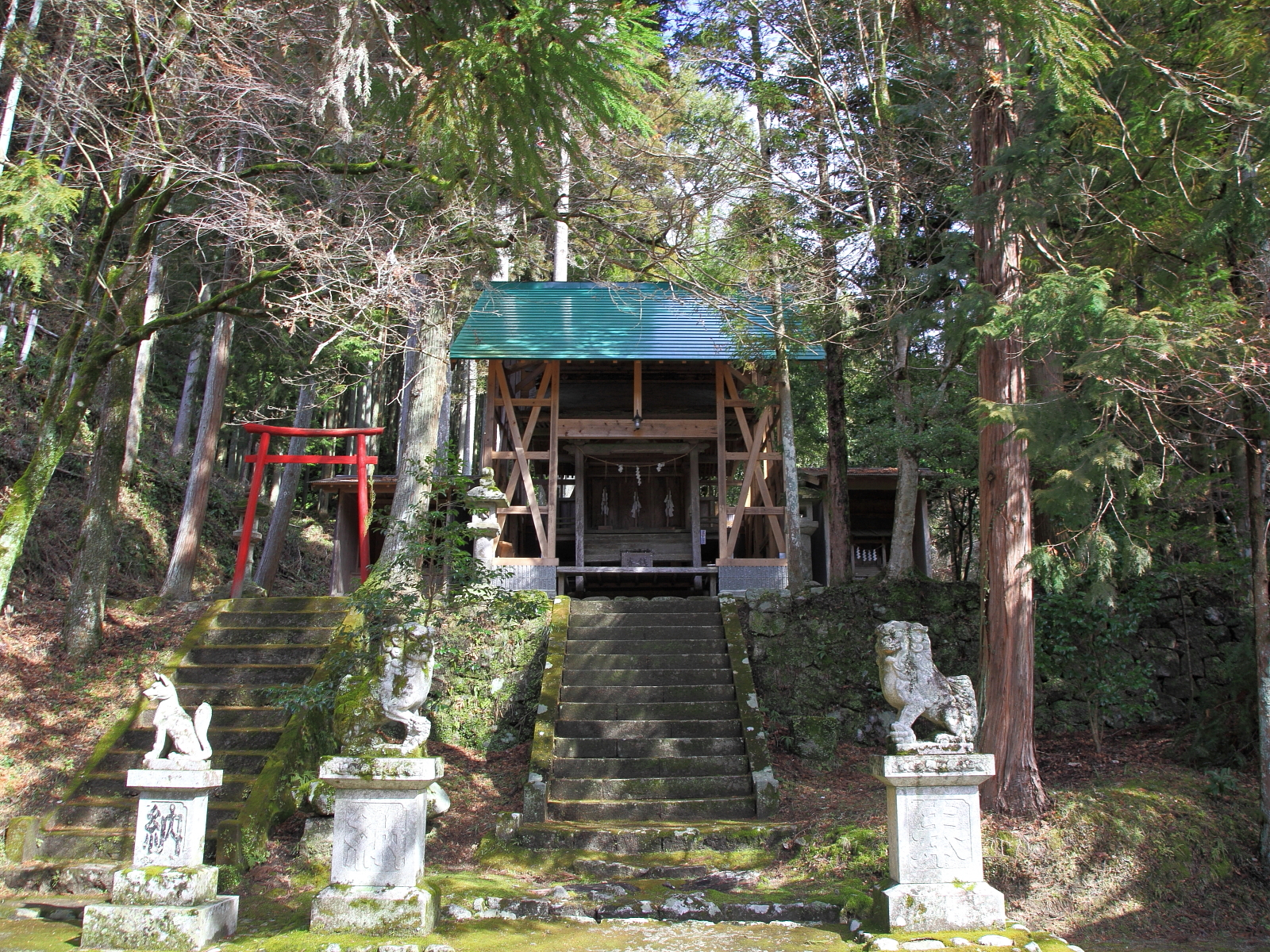
天伯神社 （2012年（平成24年）3月）

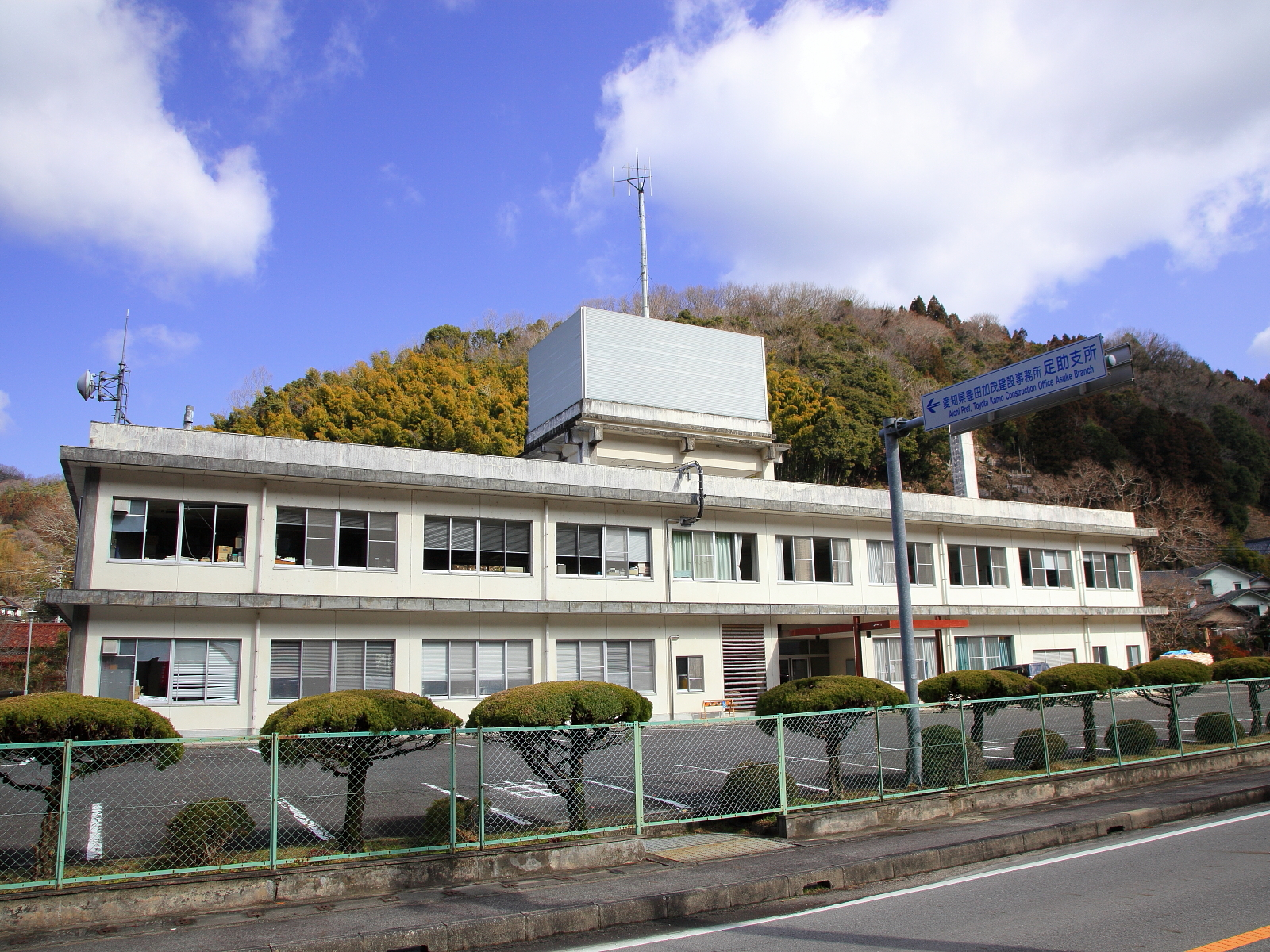
愛知県豊田加茂建設事務所足助支所 （2012年（平成24年）3月）
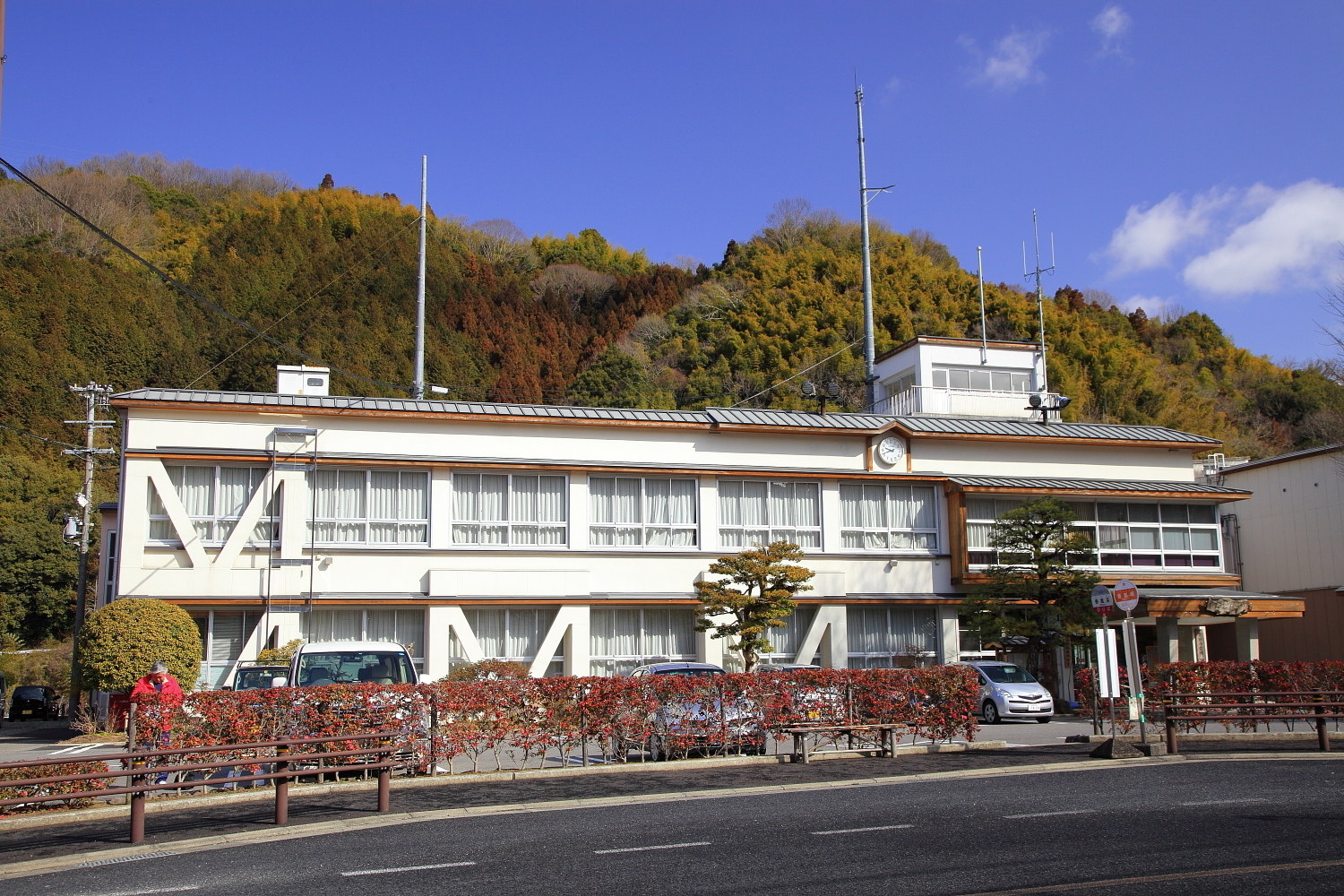
豊田市役所足助支所 （2012年（平成24年）3月）
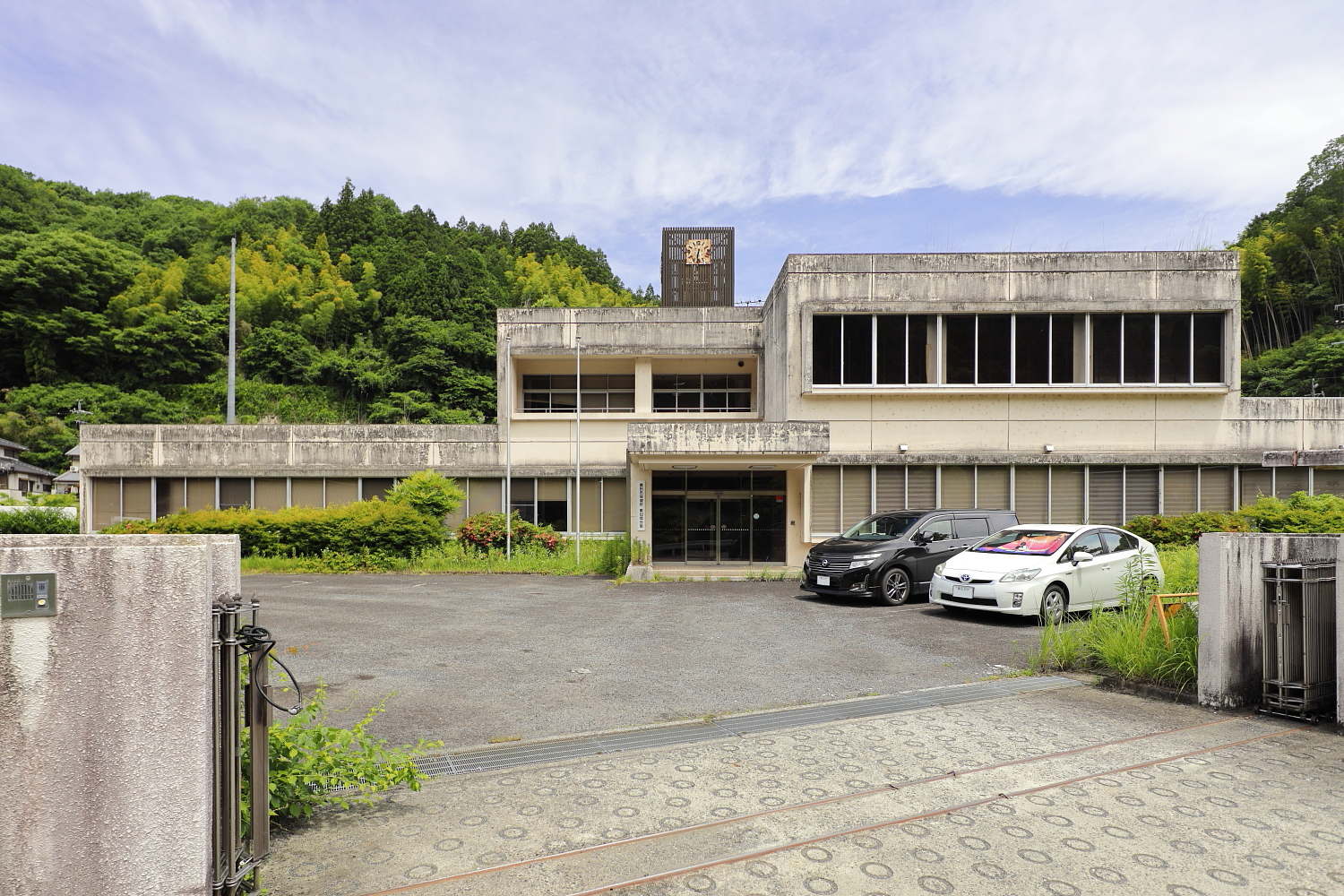
豊田市保健所東加茂分室 （2023年〈令和5年〉6月）
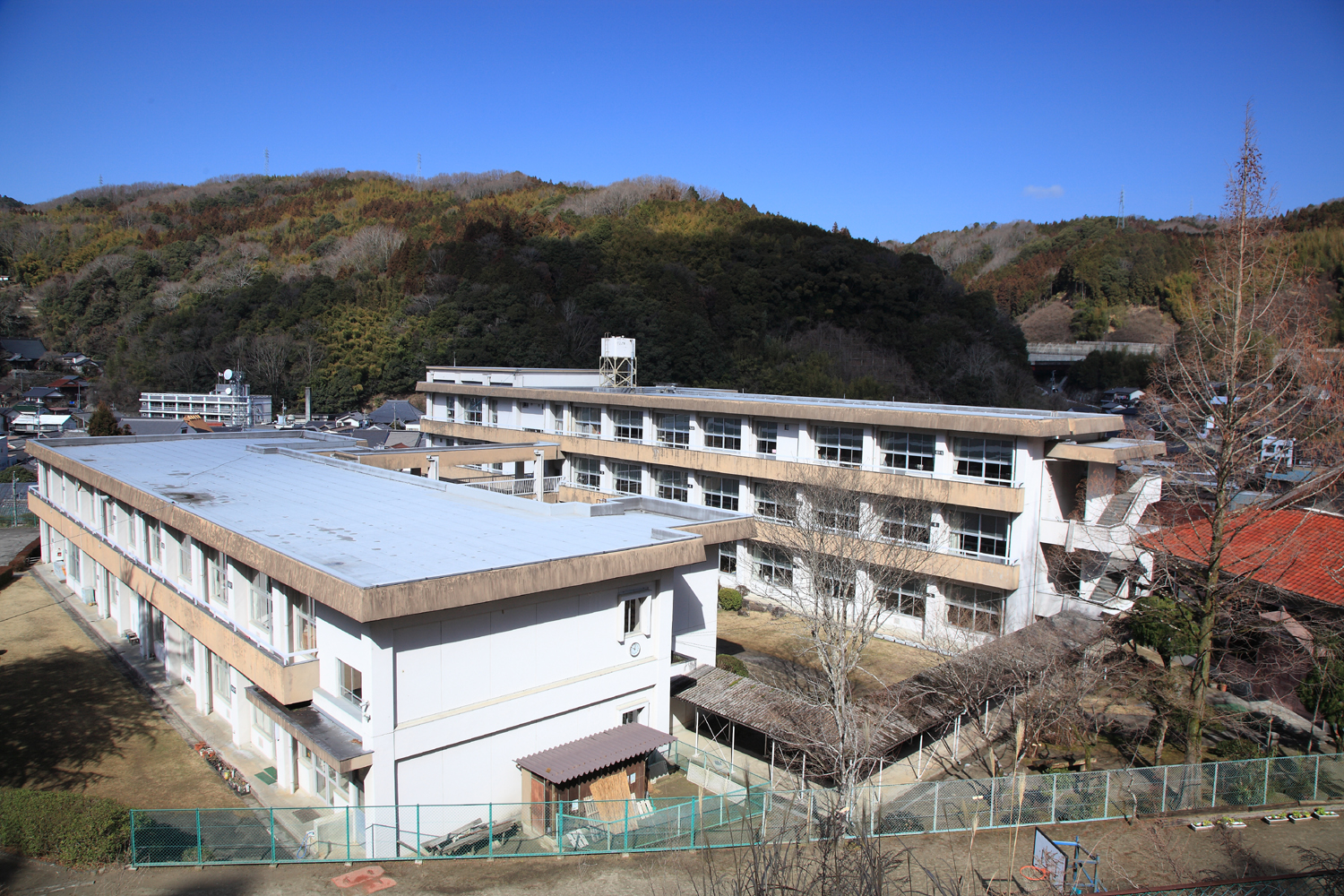
豊田市立足助小学校 （2012年（平成24年）3月）
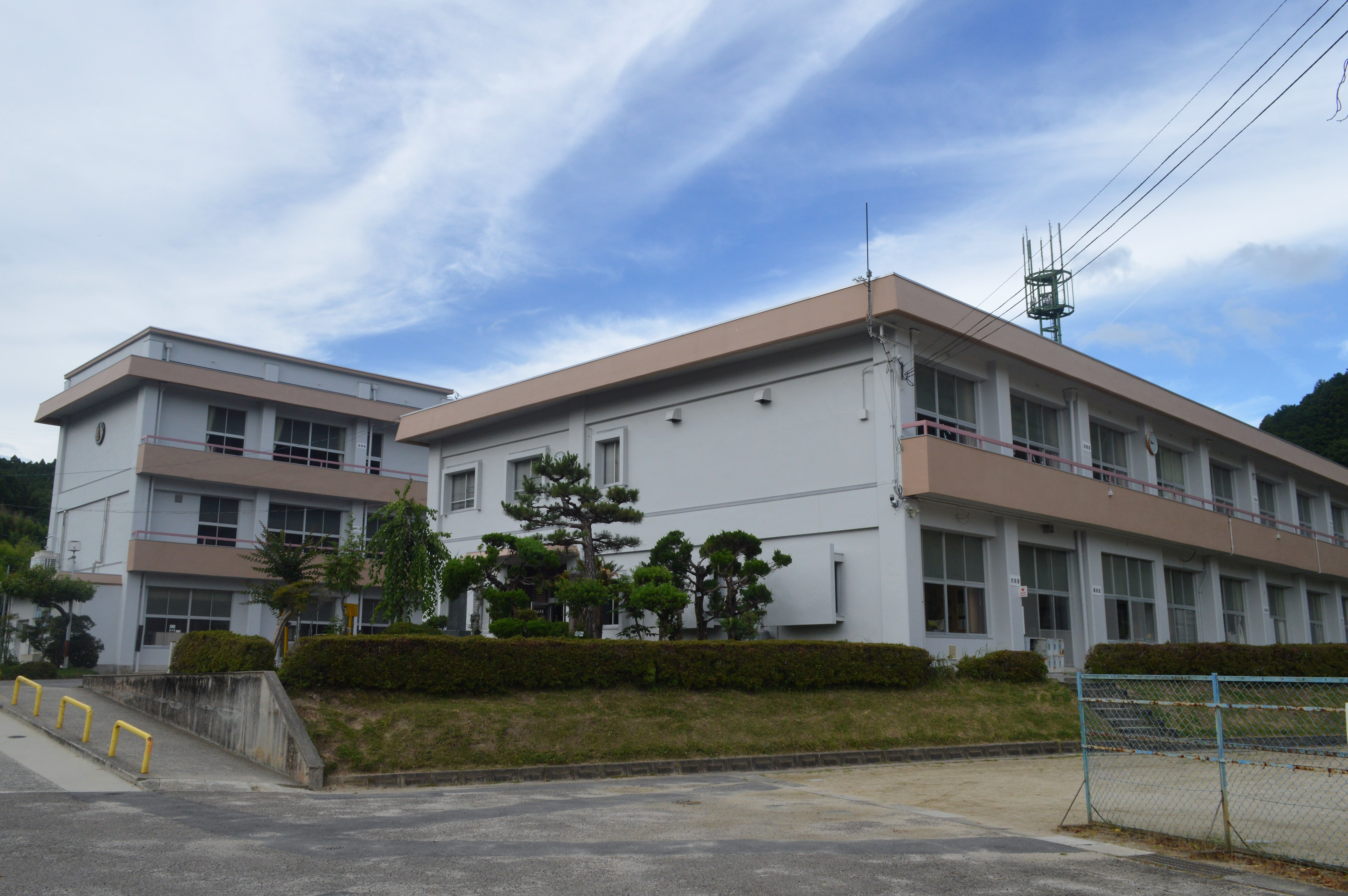
豊田市立足助中学校 （2018年（平成30年）8月）
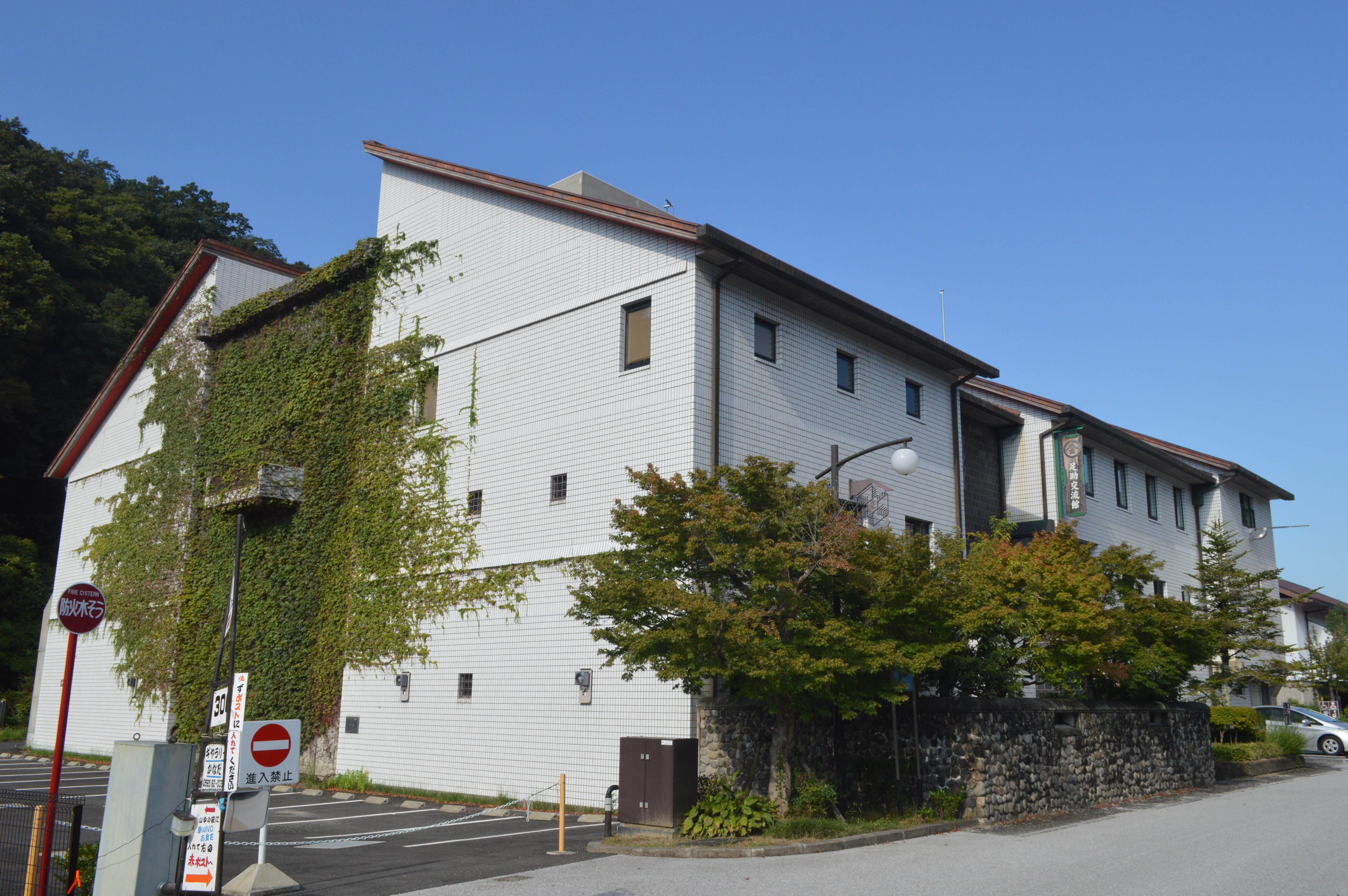
足助交流館 （2019年（令和元年）9月）
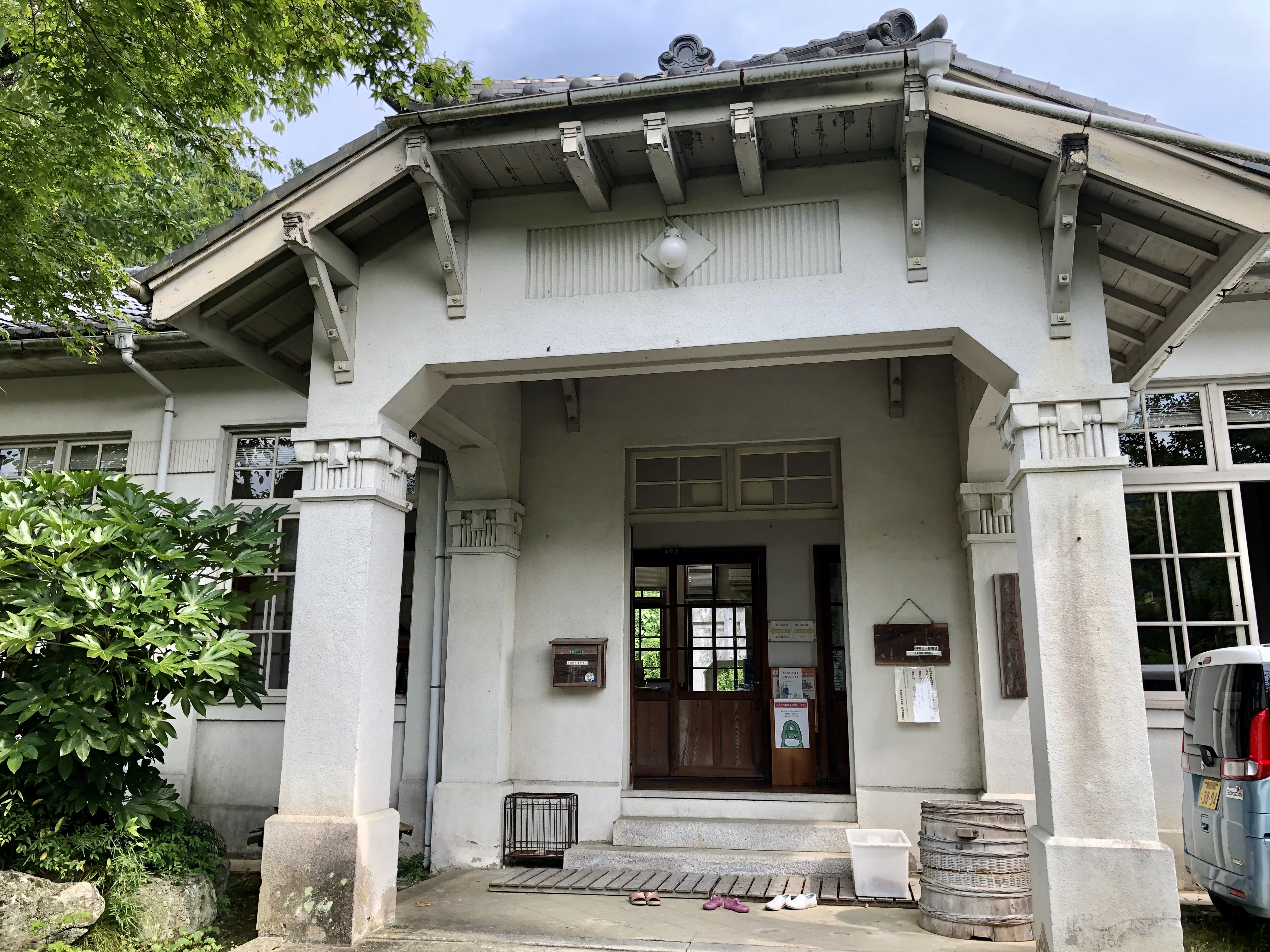
足助資料館 （2021年（令和3年）7月）
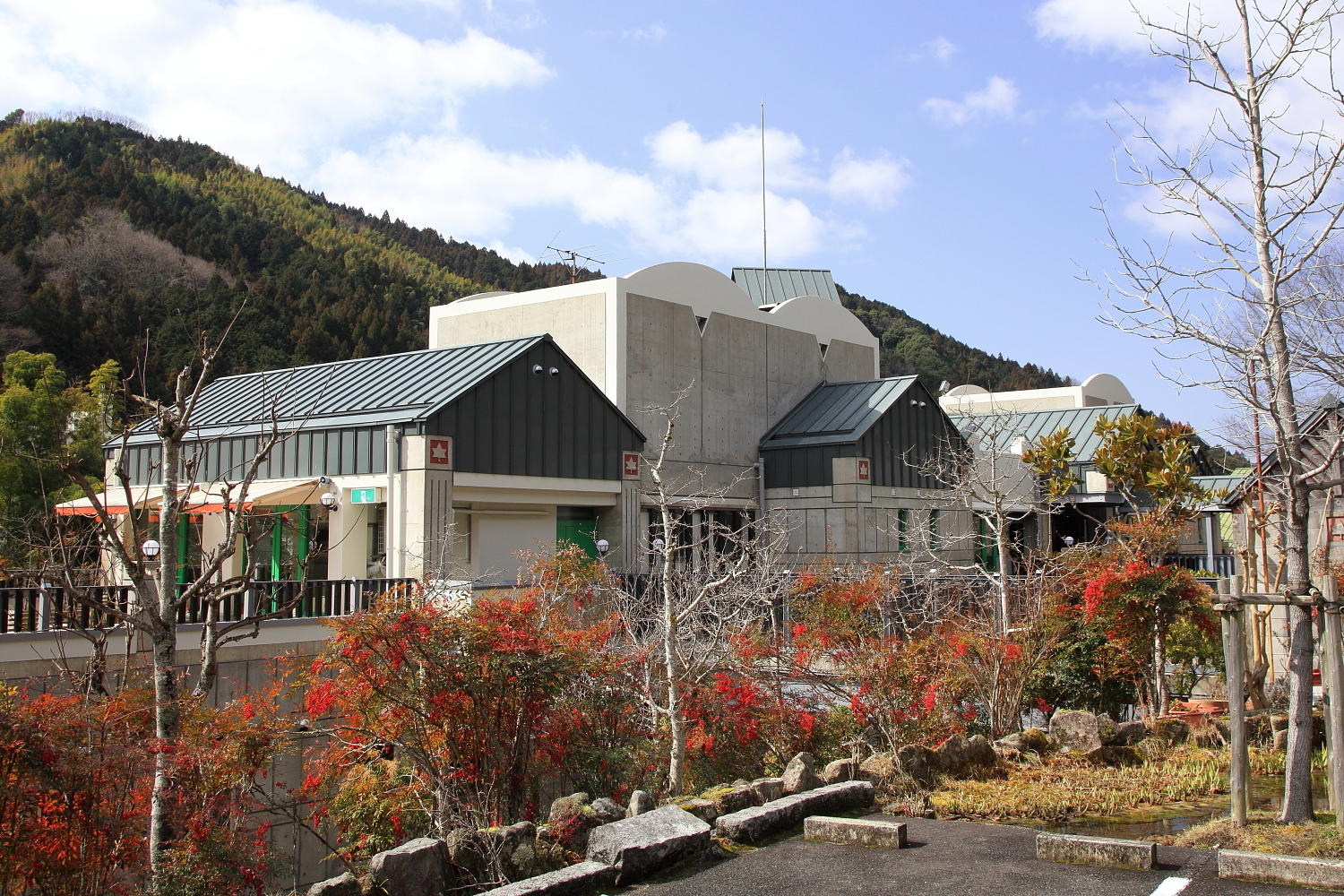
百年草 （2012年（平成24年）3月）
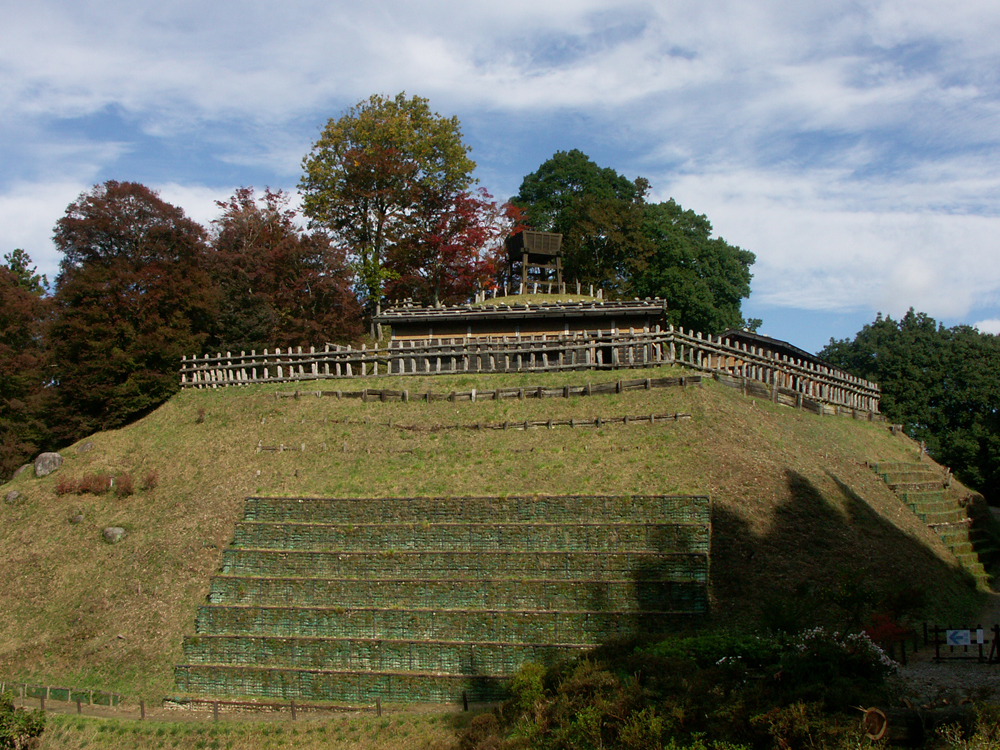
城跡公園足助城 （2005年（平成17年）11月）
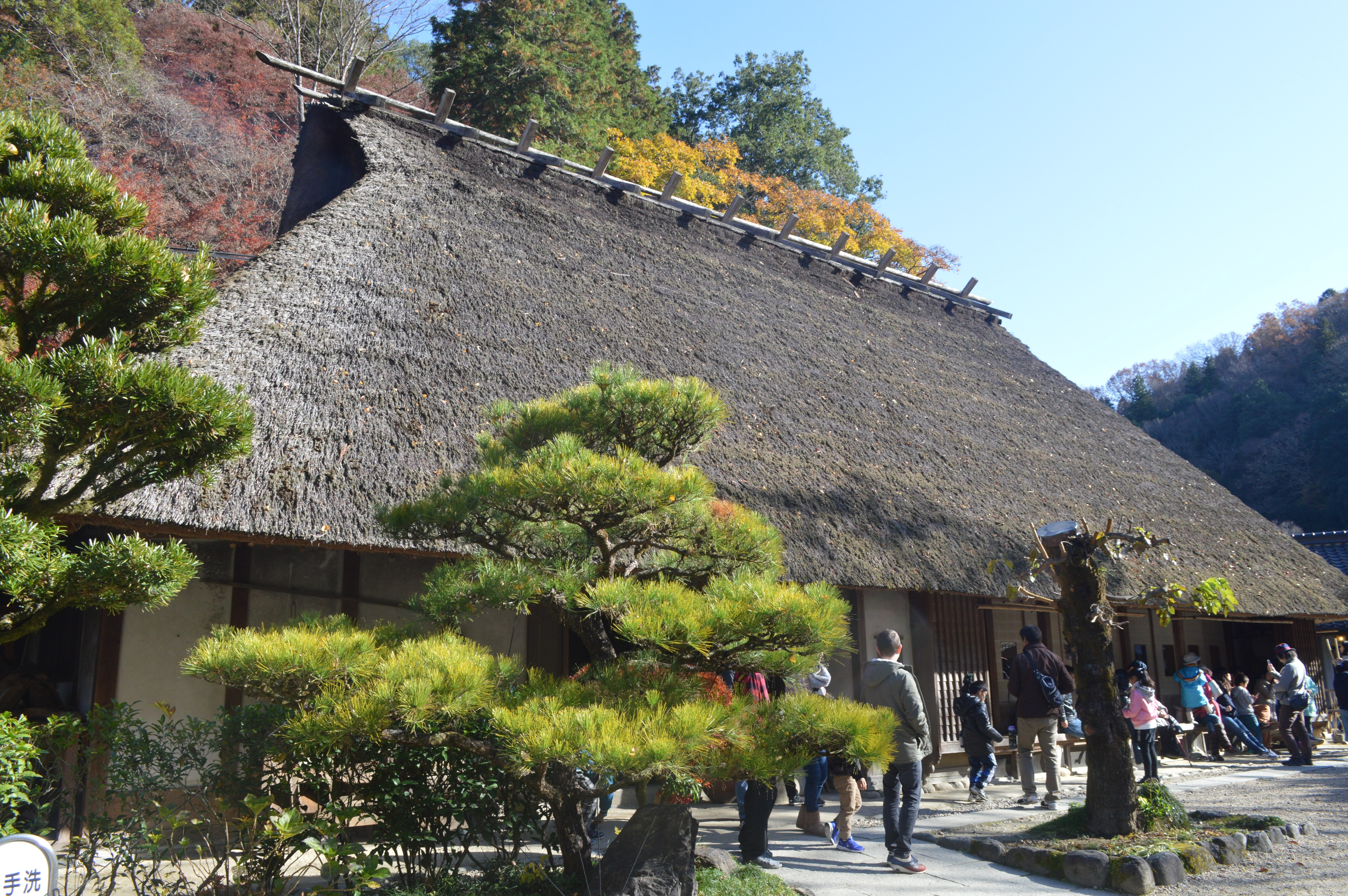
三州足助屋敷 （2019年（令和元年）11月）
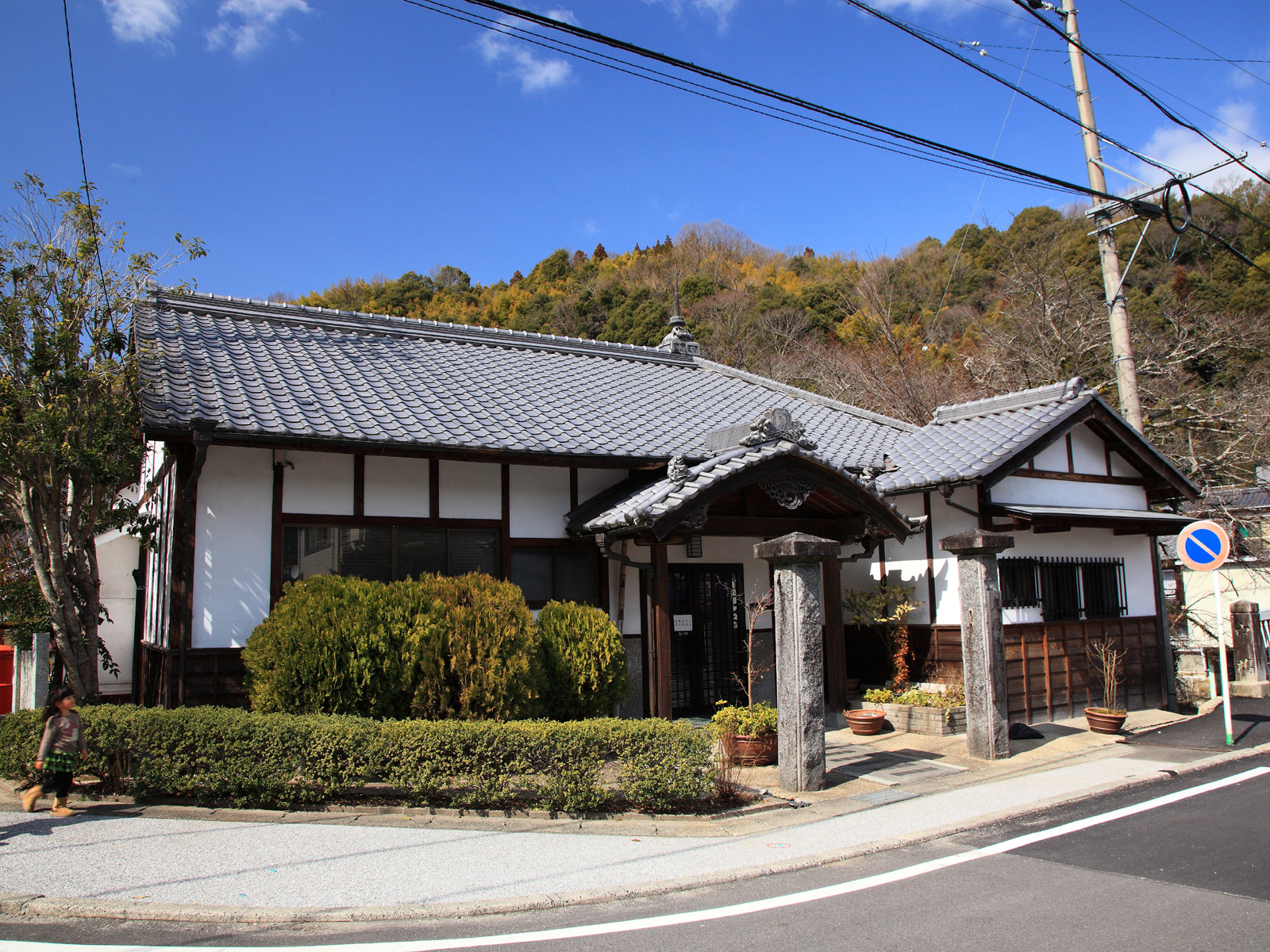
足助商工会 （2012年（平成24年）3月）
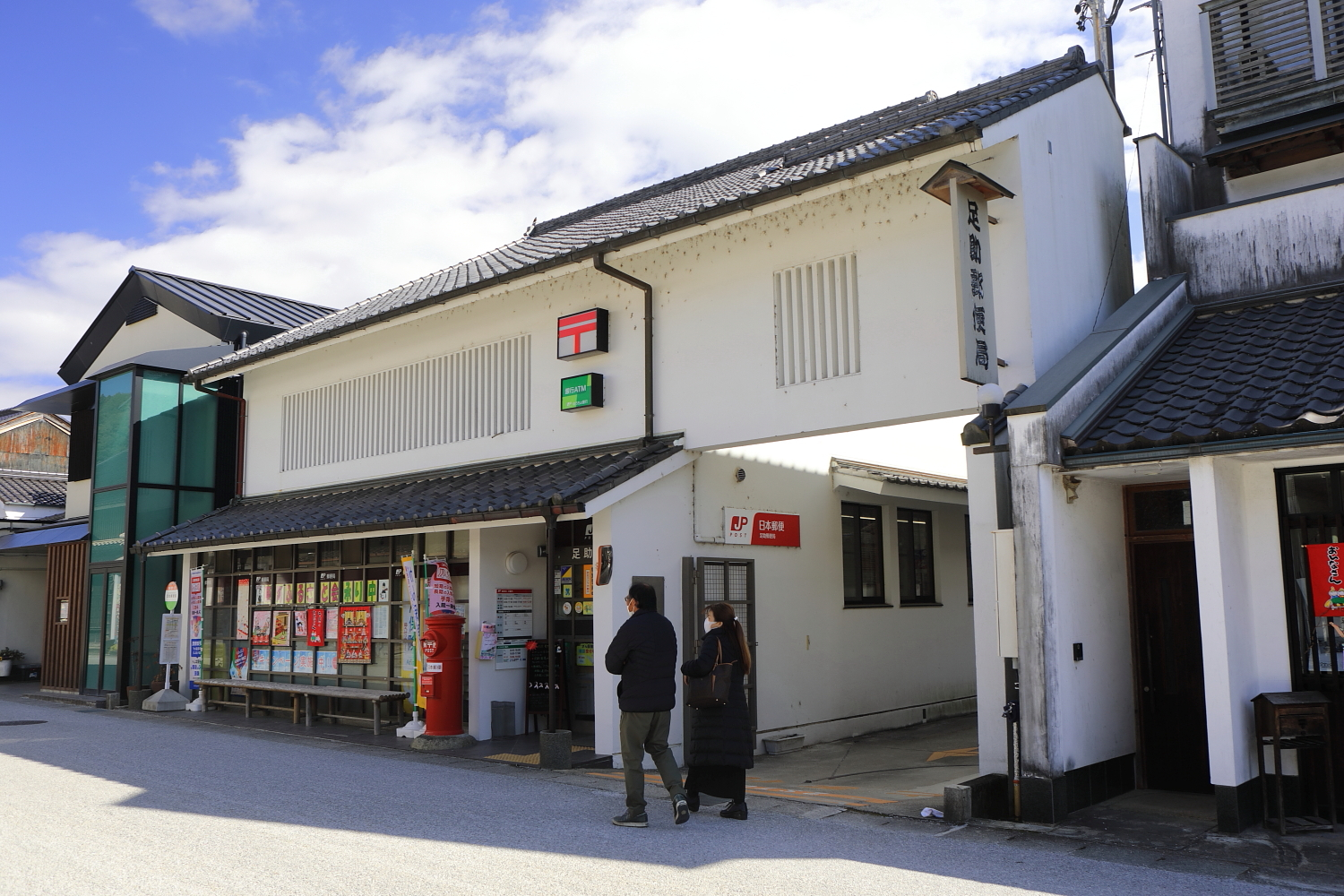
足助郵便局 （2023年（令和5年）2月）
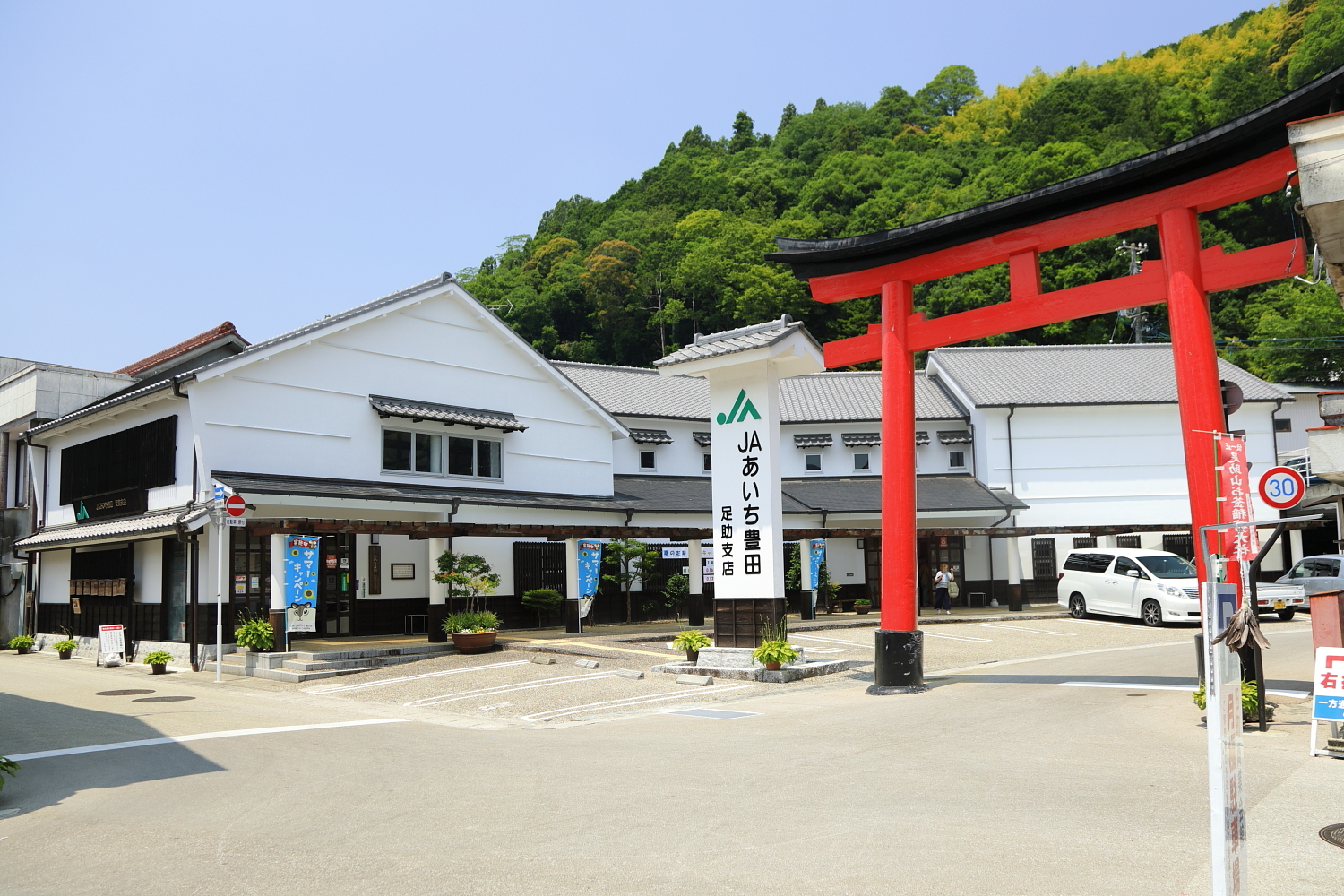
JAあいち豊田足助支店 （2019年（令和元年）6月）
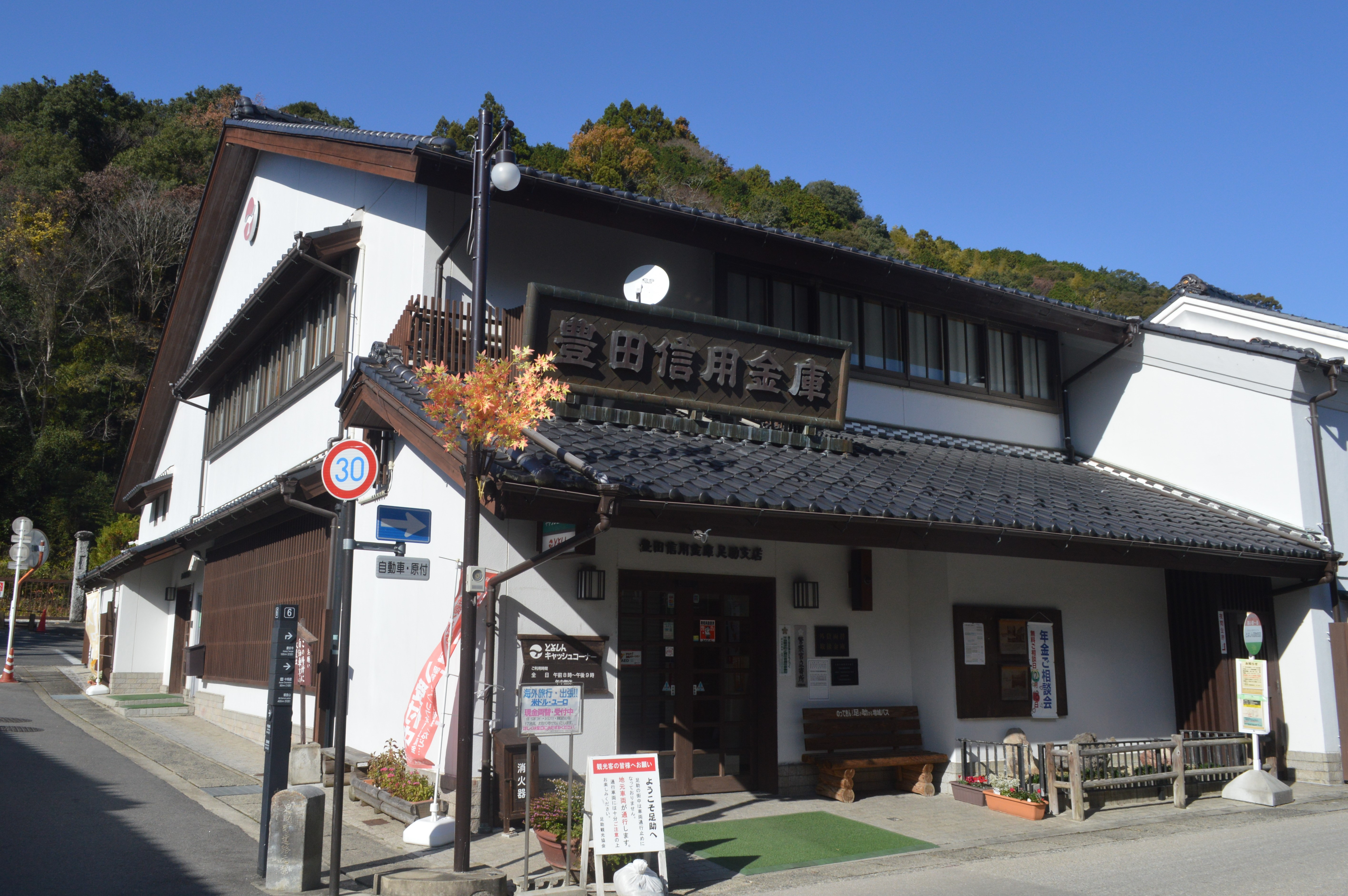
豊田信用金庫足助支店 （2019年（令和元年）11月）

## 寺社
- 足助八幡宮

伝承によれば673年（白鳳2年）、天武天皇治世下の創建とされ、品陀和気命（応神天皇）、帯中日子命（仲哀天皇）、息長帯比売命（神功皇后）、瀬織津比売命、菊理媛命、日本武尊を祭神とする。足助八幡宮縁起によれば、元々は飯盛山山頂に鎮座しており、1868年（明治元年）まで山頂にあった「嶽（たけ）の宮」は古来「奥の院」ないし「上の社」と呼ばれていたとされ、飯盛山への山岳信仰との結びつきも感じられる。1420年（応永27年）には徳阿弥によって「大般若経」1巻が奉納されており、この徳阿弥は松平氏の始祖とされる松平親氏のこととも言われるが、判然としない。また、明治時代初期まで存在した神宮寺の前身と考えられる「光勝庵」と呼ばれる寺もあったという。
- 足助神社

足助八幡宮に隣接して立地する。足助氏7代目惣領足助次郎重範を祀る。1331年（元弘3年）に勃発した元弘の乱において重範は後醍醐天皇に従い、笠置山の籠城軍の総大将として奮戦したが、捕縛され斬首された。後年明治天皇より贈位されたことを受け、1902年（明治35年）に当社が創建された。
- 石清水八幡神社
- 真宗大谷派十王寺

山号は神宮山。本尊は阿弥陀如来。足助八幡宮から見て南方面、国道153号を隔てた向かいにある。前身は寛永年間に鈴木正三が建立した十王堂であるとされる。
- 馬頭観音
- 曹洞宗普光寺

山号は御所山。本尊は聖観世音菩薩。本堂は1727年（享保12年）に建立された。江戸時代後期の俳人で足助味噌だまり商人でもあった板倉塞馬の菩提寺で、境内には「加茂墨炭の祖」としての顕彰碑と辞世の句とされる句碑（「雨ののち　よい月夜かな　桜かな」）がある。
- 真宗大谷派宗恩寺

足助の町並みの北部のやや高台にあり、前身は浄土真宗の新町道場であったという。本堂は1829年（文政12年）に再建されたもので、1911年（明治44年）に建立された鐘楼は足助八景のひとつに数えられ、「宗恩寺の晩鐘」として美しい音色を町中に響き渡らせているという。
- 曹洞宗慶安寺

山号は宝中山。本尊は釈迦如来。境内に弥勒菩薩石像を祀る。
- 地蔵堂

本町にある正式な名称が存在しない地蔵堂で、通称「お地蔵さん」と呼ばれている。
- 長昌寺（現在は廃寺）
- 竜昌寺（現在は廃寺）
- 秋葉神社
- 稲荷神社

新田町に足助稲荷大明社（通称「お釜神社」）があり、約500メートル北部に行ったところに本殿の足助山稲荷社がある。お釜神社は足助陣屋にあった本多家守護の稲荷社が1955年（昭和30年）に移設されたもので、奇妙な伝説を持つ直径2メートルの釜を祀っているという。
- おせん川不動明王

1938年（昭和13年）建立の大日大聖不動明王立像が祀られている。
- 曹洞宗観音寺

山号は圓（円）通山。本尊は十一面観音菩薩。他に木造天部立像は豊田市指定文化財となっている。観音山の南西尾根にあり、寺の境内はかつての足助氏足助七屋敷のひとつである大観音城の跡地とされ、本堂の立地するところに居館があったという。
- 曹洞宗香積寺（こうじゃくじ）

山号は飯盛山。本尊は聖観世音菩薩。1427年（応永34年）、飯盛山南麓の足助氏の居館跡に建立された。開基は二条良基と子の成瀬基久、開山は白峰祥瑞禅士。寛永年間に11世住職として在住した参栄本秀禅士は、般若心経を一巻誦え終えると巴川沿いの参道に一本ずつカエデとスギを植え、現在の香嵐渓の礎を築いたとされる。天保年間に25世住職として在住した風外本高禅士は画に優れ学徳も高く、禅士の周りには多くの雲水が集まり、寺は学林としても大いに栄えたという。続く26世寂潭俊龍禅士も高僧として名高く、両僧の随身者からは数多くの俊英が輩出される。現在境内に残る僧堂（座禅堂）は両僧の活躍した江戸時代後期の様式を伝えている。
- 豊栄（とよさか）稲荷

「勅正一位豊栄稲荷大明神」と称し、寺の鎮守として香積寺本堂横にある。1831年（天保2年）に神号を受けている。
- 古城（こじょう）稲荷

豊栄稲荷の奥院とされ、飯盛山山中にある。
- 國光稲荷大神

真弓山中腹にある。
- 夫恋薬師（つまごいやくし）

縁結びの御利益があるとされる薬師堂。その昔、村のある美しい娘が炭売りの青年に恋をし、伴侶となることを願っていたが、そのことを父親に話してもなかなか相手にしてもらえなかった。そこで娘がこの薬師堂に願をかけたところ、その日のうちに父親の枕元にお薬師さんが現れ、娘の結婚を許してやれば家も必ず栄えるであろうと告げていった。父親は結婚を許し、娘と青年は末永く幸せに暮らし、家名も大いに栄えたという。
- 今朝平八幡神社

今朝平村旧村社。境内には尹良親王が袈裟をかけたとの伝承が残る袈裟掛石があり、今朝平の村名の由来となったとも言われる。
- 浄土宗西山深草派宝珠院

山号は光明山。本尊は阿弥陀如来。元は真弓山円城寺といい、天延年間に源満政の菩提寺として真弓山山麓に創建された天台宗寺院であった。尹良親王が中之御所に逗留したとされる頃、現在の観音堂付近の旧殿の寄付を受けたのを機に、その地に移転したという。その後寺院は荒廃したが、天正年間になると応空慶声上人により諸堂が改修され、浄土宗西山深草派に改宗の上開山、寺号も現在の光明山円城寺宝珠院に改められる。江戸時代に入り、本堂をはじめ諸堂が何度か焼失の憂き目に遭うが、1775年（安永4年）には大給松平家当主であり西尾藩藩主でもあった松平乗完の援助を受けて、現在地に本堂が建てられる。また庫裏は1833年（天保4年）、山門は1852年（嘉永5年）、不動堂は1919年（大正8年）にそれぞれ建立されたものである。
- 観音堂

宝珠院から東に100メートルほどの距離にある。尹良親王の御所があったと言われ、ここに中之御所の村名の由来があるとも言われる。
- 天伯神社

旧中之御所村社。瀬織津姫を祭神とする。相殿として白山神社、八剱神社を祀っている。

### ギャラリー
- 足助八幡宮
（2012年（平成24年）2月）
- 足助神社
（2012年（平成24年）2月）
- 真宗大谷派十王寺本堂
（2012年（平成24年）3月）
- 普光寺本堂
（2019年（令和元年）6月）
- 宗恩寺本堂
（2023年〈令和5年〉6月）
- 慶安寺本堂
（2019年（令和元年）6月）
- 本町地蔵堂
（2012年（平成24年）2月）
- 本町地蔵堂の「だき地蔵」
（2012年（平成24年）3月）
- 秋葉神社
（2012年（平成24年）3月）
- お釜神社
（2012年（平成24年）3月）
- 足助山稲荷社
（2012年（平成24年）3月）
- おせん川不動明王像
（2012年（平成24年）3月）
- 曹洞宗観音寺本堂
（2012年（平成24年）2月）
- 曹洞宗香積寺参道
（2007年（平成19年）12月）
- 曹洞宗香積寺境内
（2012年（平成24年）2月）
- 曹洞宗香積寺僧堂
（2012年（平成24年）2月）
- 古城稲荷
（2012年（平成24年）2月）
- 今朝平八幡神社
（2012年（平成24年）3月）
- 今朝平八幡神社の袈裟掛石
（2012年（平成24年）3月）
- 浄土宗西山深草派宝珠院の山門
（2012年（平成24年）3月）
- 天伯神社
（2012年（平成24年）3月）

## その他の宗教施設
- 御嶽教天王教会

1903年（明治36年）頃、町域北部の池田山山麓に設立されている。
- 宗教法人世界救世教足助布教所
- 足助キリスト教会

## 祭祀・イベント
1月
- 足助八幡宮七草粥

1月7日に足助八幡宮の境内で七草粥が振る舞われる。
2月-3月
- 中馬のおひなさん

4月
- 足助春まつり

足助氏7代目惣領足助次郎重範を讃える足助神社の例祭で、市街地の各町から「花車」と呼ばれる山車が出、若連と呼ばれる若い男性たちによって町内を引き回される。かつては重範の命日である5月3日に執り行われていたものが、最近では4月第2土曜日に試楽祭、翌日の第2日曜日に本楽祭が行われている。戦前までの西町・新町・田町・本町に後年松栄町・宮町・親王町が加わり、現在では7台となった花車はサクラ・ツバキ・フジなどで飾られ、10代の女性たちがお囃子の笛に合わせながら太鼓や歌を奏でる様子と共に可憐かつ華やかであり、秋の足助八幡宮例祭が勇壮で男性的であるのに対し、こちらが「女まつり」と呼ばれるゆえんでもある。
5月
- あすけルネッサンス

ゴールデンウィークに香嵐渓で開催される各種イベントの総称。川魚釣り・つかみ取り、木工教室、新緑茶会など、自然とふれあいながら家族や友人同士で楽しめる企画が設けられている。
6月
- たんころりん

夏至の頃、日暮れと共に足助市街地の道沿いに並べられた「たんころりん」に火が灯され、闇夜にぼんやりと並んで浮かぶ明かりの情緒を楽しむイベントで、2002年（平成14年）から続いている。「たんころりん」とは地元住民による呼び名で、竹籠に乗燭（ひょうそく）を取りつけた上で和紙を貼り付けた行灯のことをいう。竹籠は足助産の竹ひごを編んだもので、乗燭はシルバー人材センターにて作られたもの、和紙は三州足助屋敷で漉いたものを用いる。
8月
- 巴川鮎まつり
- 足助夏まつり
  - たんころりんの夕涼み
  - 足助川万灯まつり
  - 花火大会
  - 地蔵まつり・灯篭流し

9月
- 香嵐渓　月見の会

10月
- 足助まつり

足助八幡宮の氏子によって行われる祭礼。現在では10月第2土曜日に試楽祭（山揃え）、翌日の第2日曜日に本楽祭が行われる。発生時期は不明であるが、18世紀中葉には現在のそれに近い形態であったという。かつては5日間の日程を要し、足助の町方（西町・新町・本町・田町）からは山鉾（やまぼこ）車（山車）が引かれ、周辺の農村（在方）からは飾り馬とそれを警護する鉄砲隊、そして棒の手が奉納されたりした。また放生会や流鏑馬も執り行われていたようである。現在の様子（平成23年）を見てみると、土曜日の試楽祭では、午前中に各町ごとに山車が組み立てられ、14時には各町ごとにそれぞれの山車が引き回され、18時には高張提灯を先頭に町内で御輿の巡幸が行われる。翌日曜日の本楽祭では、午前中に各町ごとにそれぞれの山車が引き回され、11時から奉納囃子と共に各町の山車の宮入が始まり、12時には4台の山車が豊田市役所足助支所の前に出そろう。18時には、日暮れと共に提灯がともされ、18時20分からは足助八幡宮の境内を一周する「引き回し」、ついで、各町の祭りの長である「年行司」がそれぞれの祝詞を唱えながら山車から高くのびた竹竿の先端の梵天と呼ばれる竹筒を神前で放り投げる「梵天投げ」が行われる。19時30分には各町の山車が再び豊田市役所足助支所の前に出そろい、その後各町へと帰っていく。
11月
- 香嵐渓もみじまつり

## 文化財

### 指定文化財

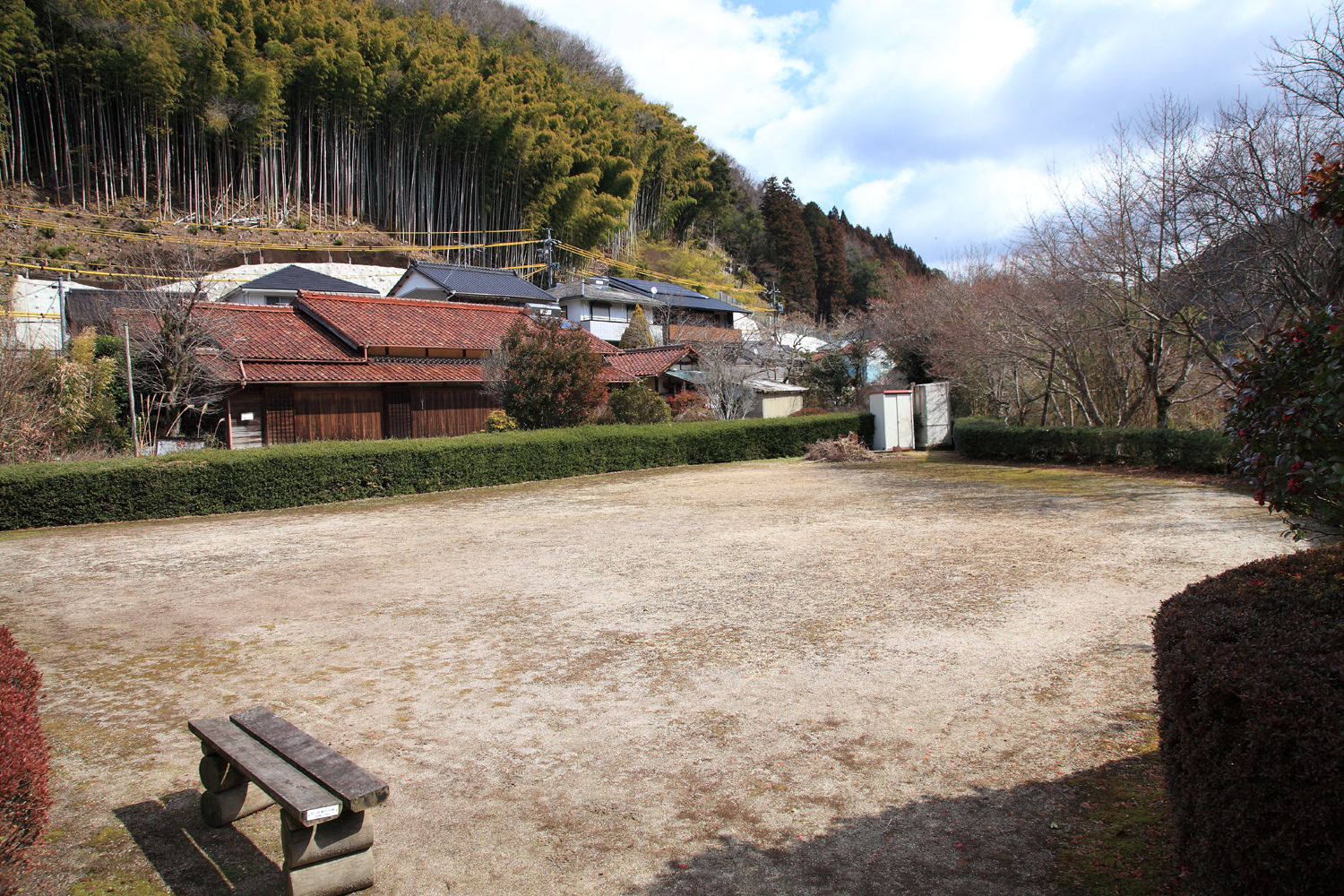
今朝平遺跡（2012年（平成24年）3月）

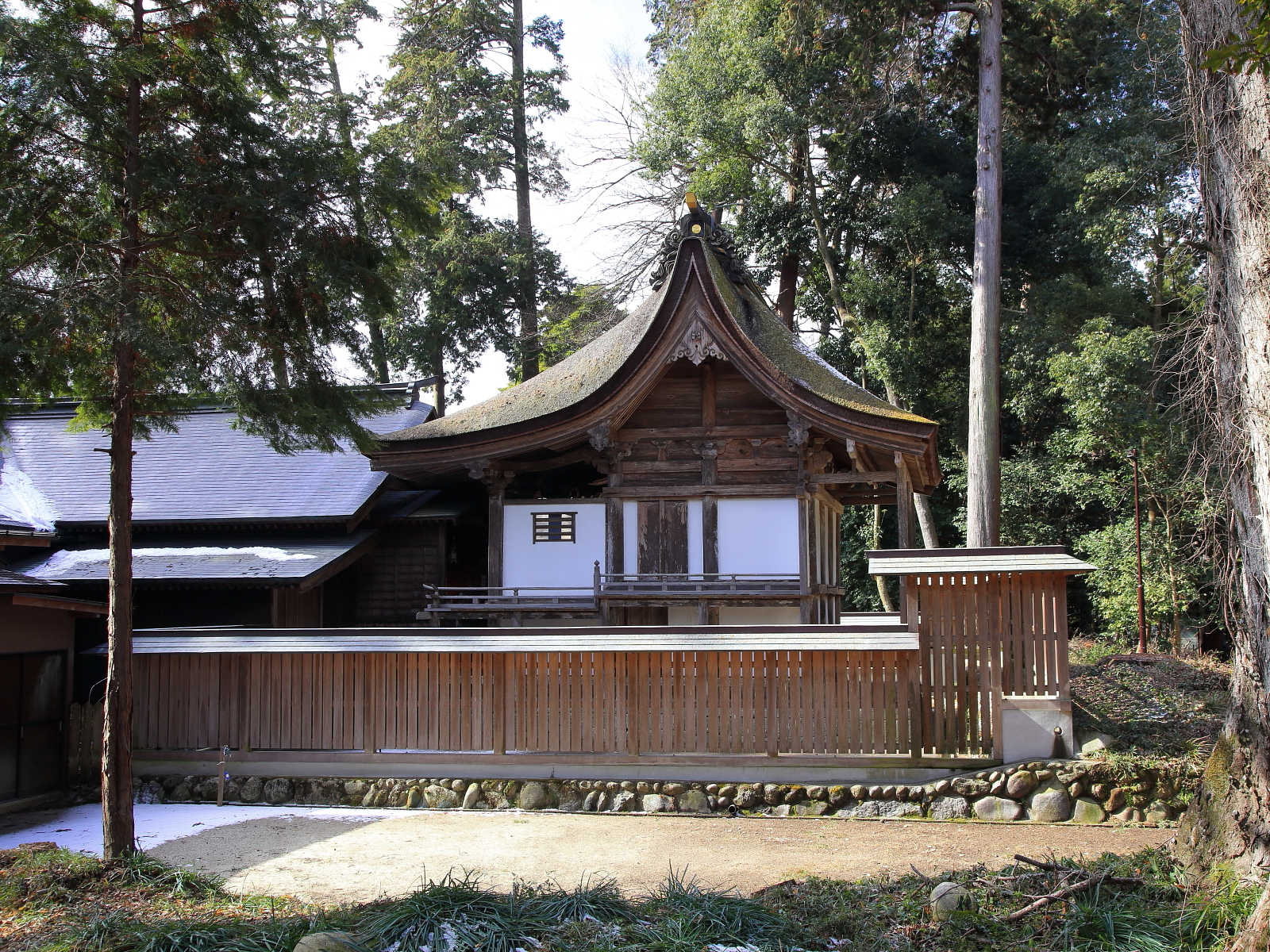
足助八幡宮本殿 （2012年（平成24年）2月）
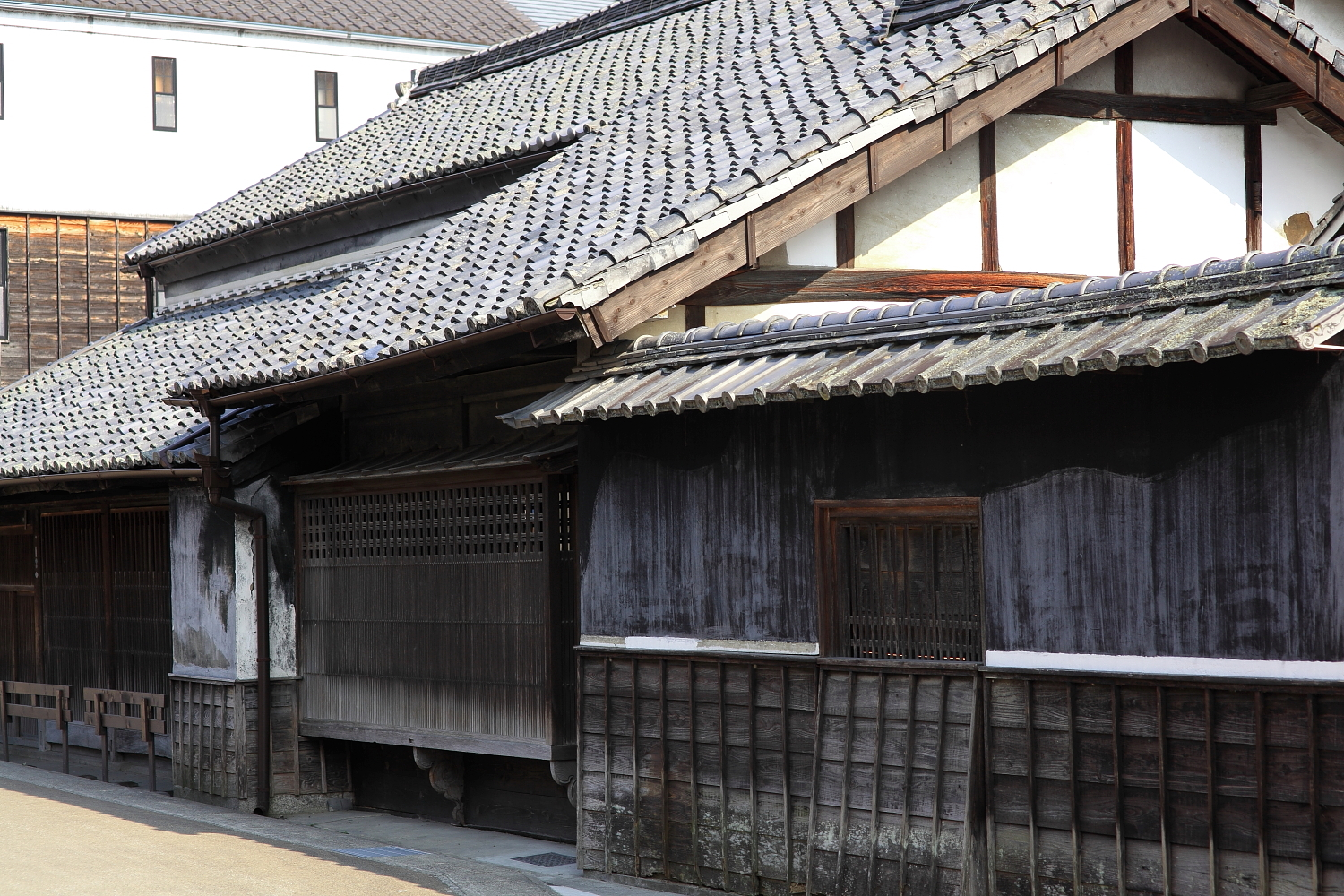
旧鈴木家住宅主屋外観 （2014年（平成26年）3月）
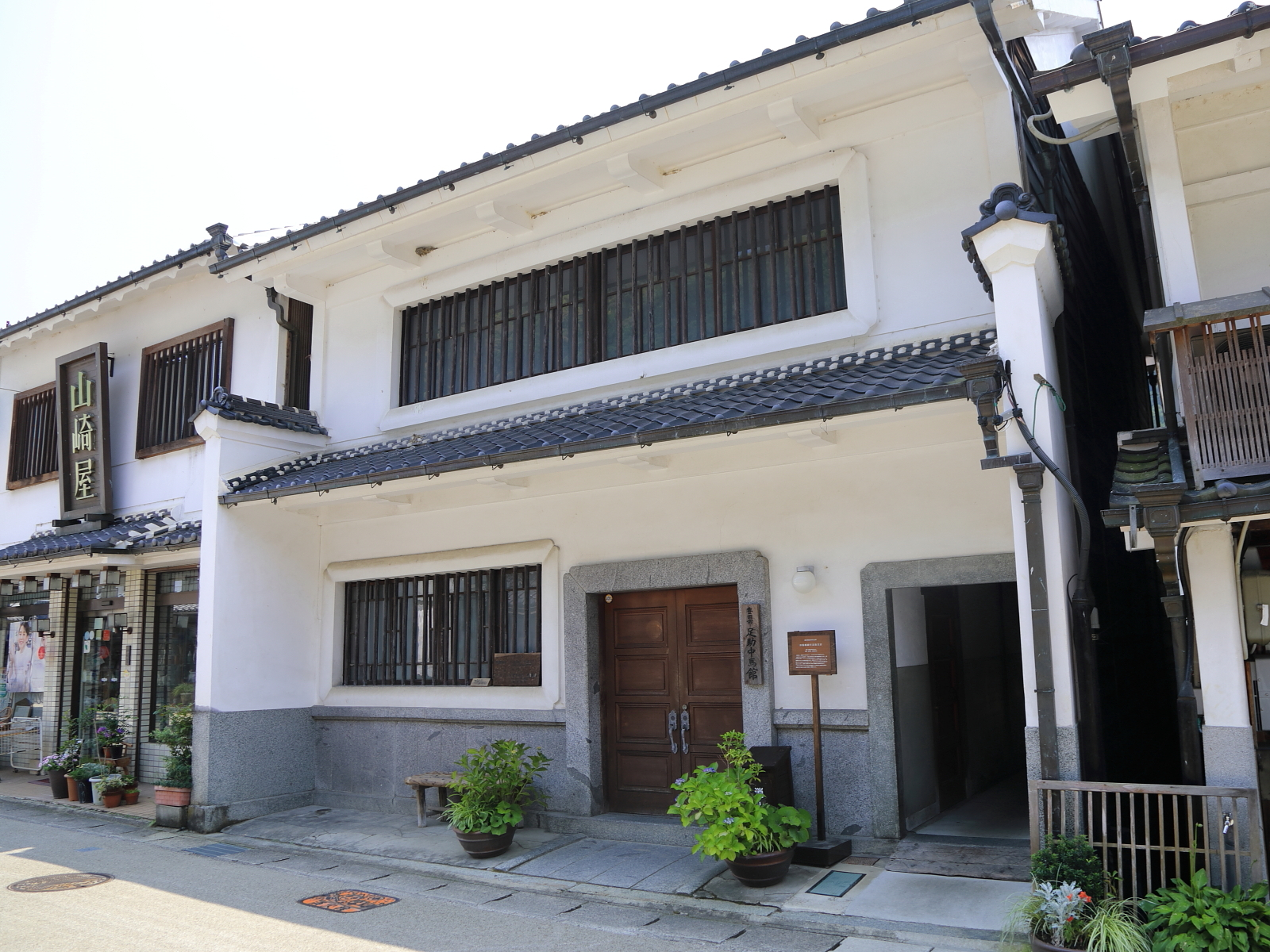
足助中馬館（旧稲橋銀行足助支店社屋） （2019年（令和元年）6月）
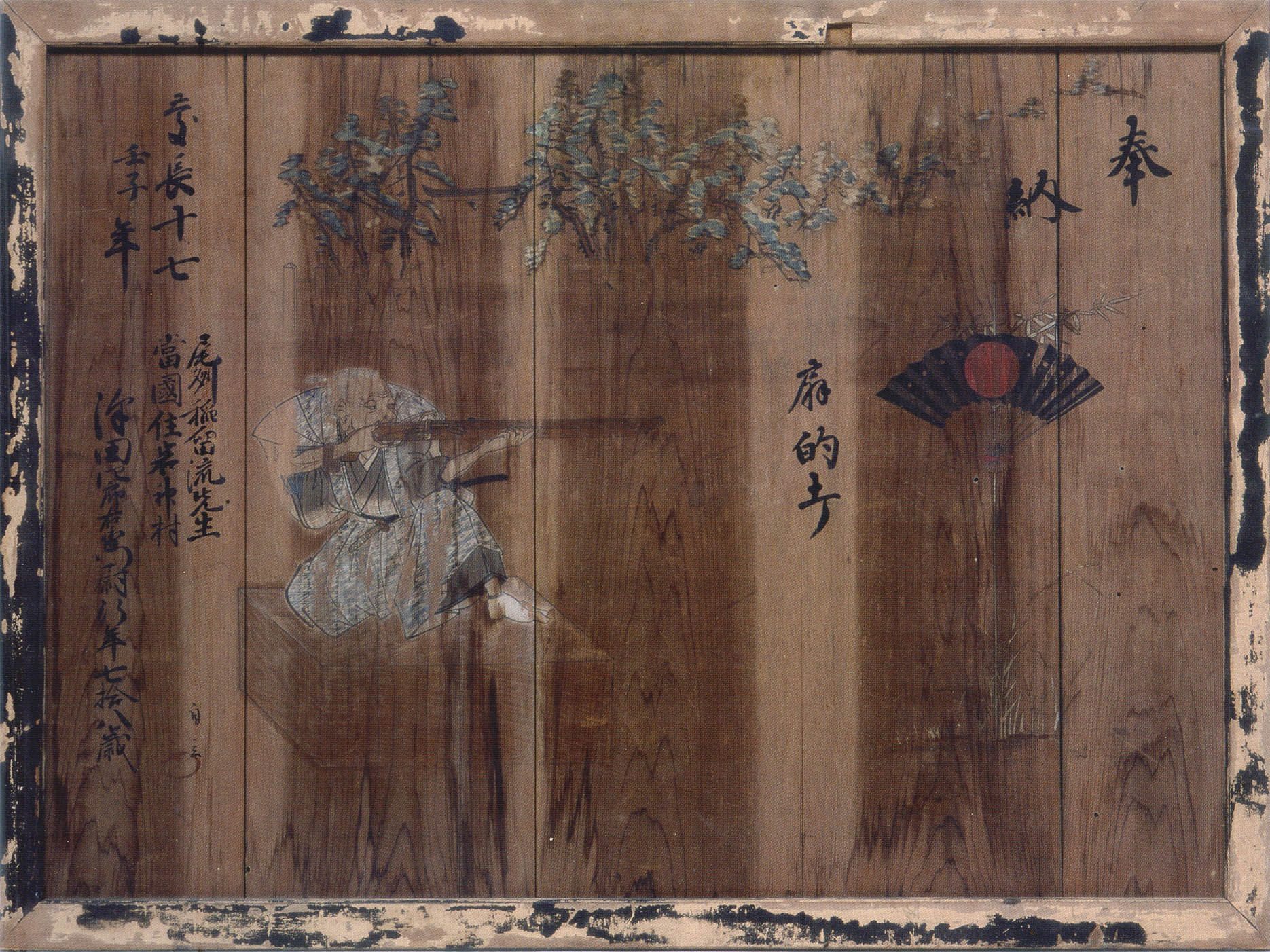
『扁額鉄砲的打図板額』　一面
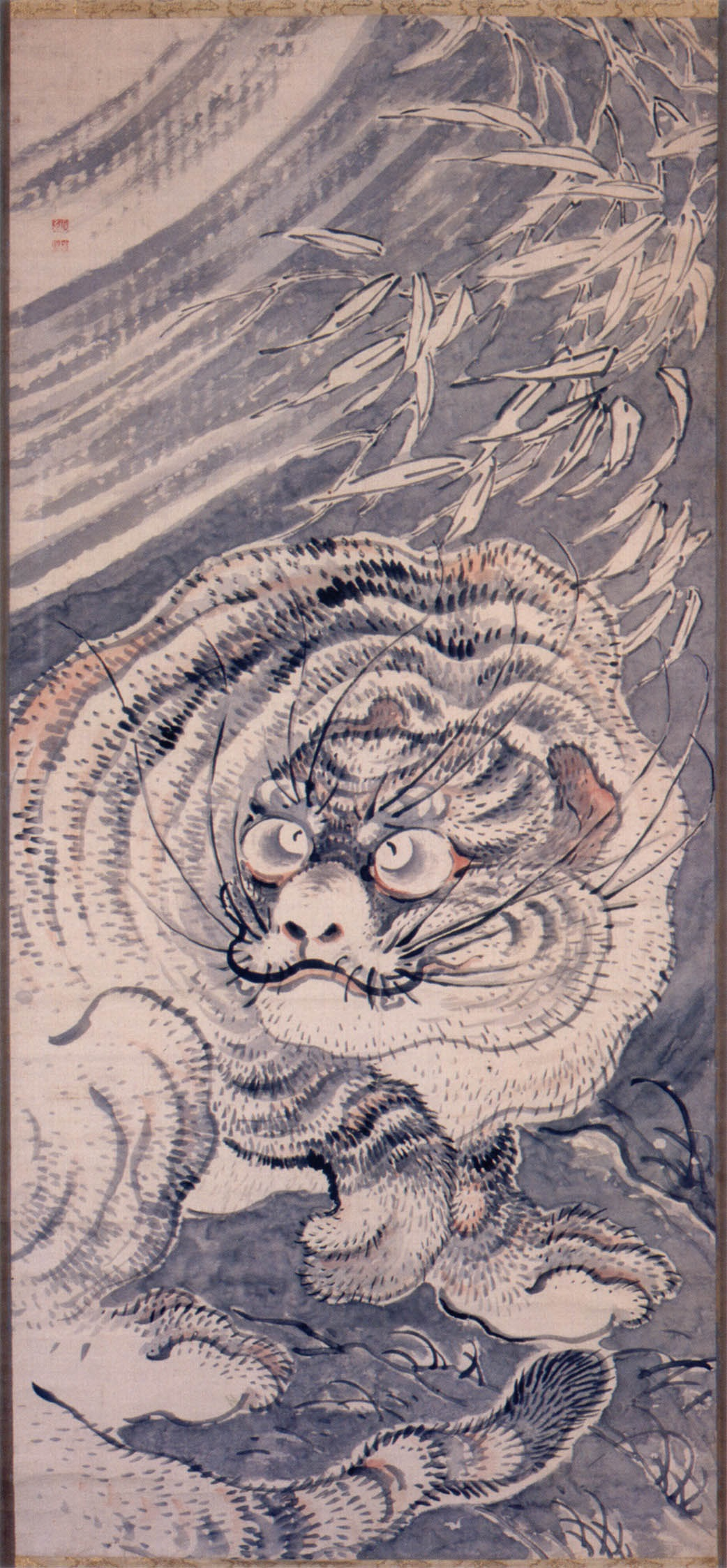
僧風外作品群　『暴風猛虎の図』　一幅
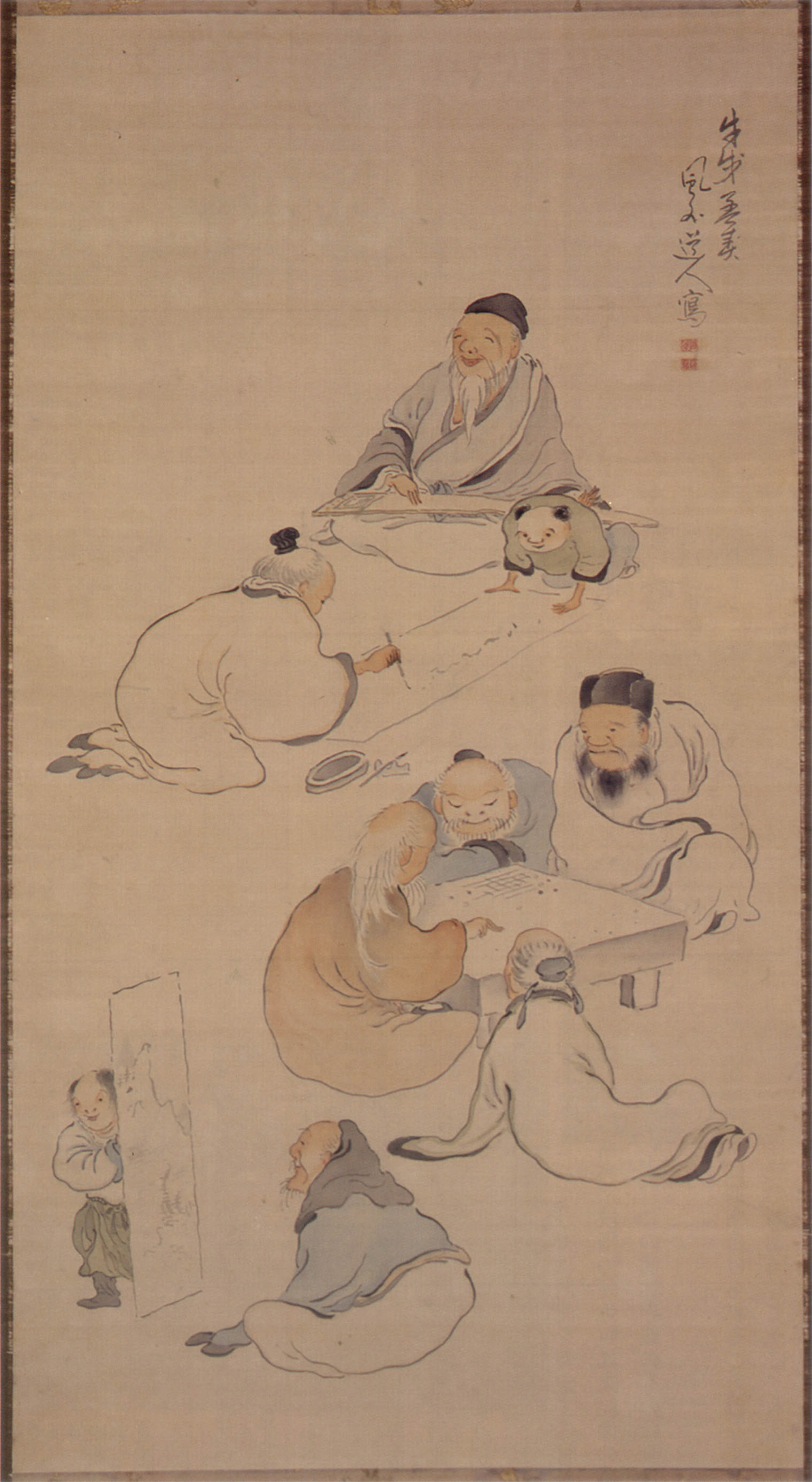
僧風外作品群　『琴棋書画図』　一幅
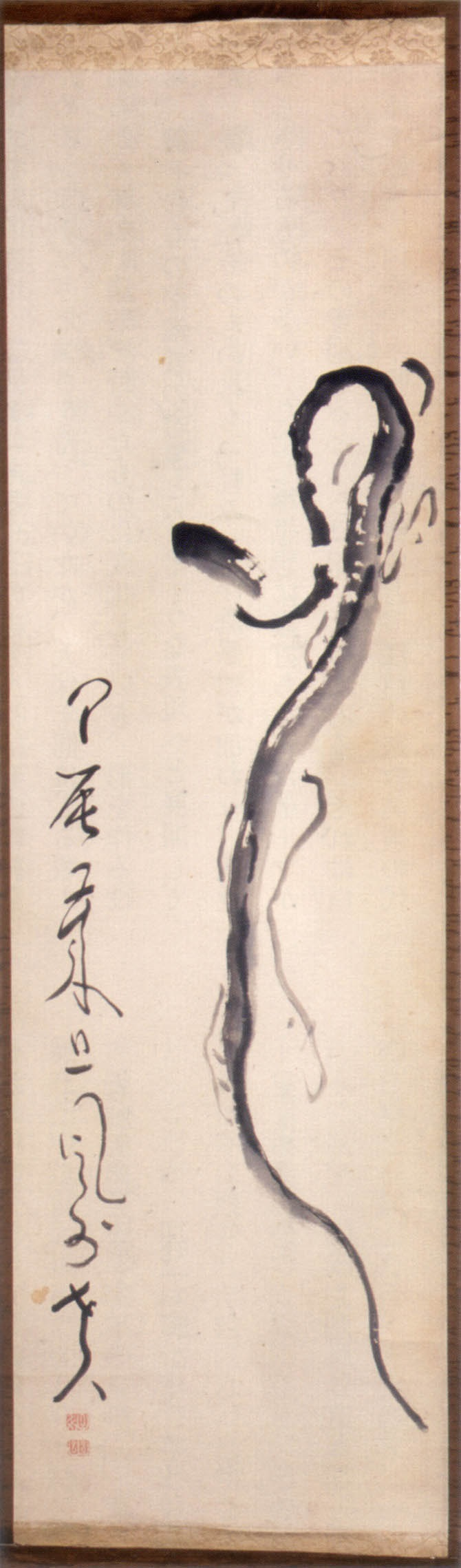
僧風外作品群　『一筆龍図』　一幅

建造物
- 足助八幡宮本殿[73]

国の重要文化財。1907年（明治40年）5月27日指定。足助八幡宮は白鳳年間の創建と伝わるが、現在に残る本殿は1466年（文正元年）に再建されたものである。山間部にあっては珍しい三間社流造・檜皮葺・妻飾の端麗な意匠は室町時代の特色をよく表していると共に、往時の八幡信仰の隆盛ぶりをうかがわせるものでもある
- 旧鈴木家住宅

国の重要文化財。2013年（平成25年）8月7日指定。主屋は大火の直後の安永5年（1776年）の竣工であり、今日の足助市街地で最も古い建築物とされる。2014年度（平成26年度）から2022年度（令和4年度）までの予定で改修工事を行っている。
- 旧稲橋銀行足助支店社屋 付 金庫室及び同前室[73]

愛知県指定有形文化財。1984年（昭和59年）2月27日指定。1912年（大正元年）に築造されている。後に足助町農業協同組合の金融部が入ったが、現在では歴史・民俗資料館「足助中馬館」として一般公開されている。
絵画
- 扁額鉄砲的打図板額[73]

愛知県指定有形文化財。1957年（昭和32年）9月6日指定。足助八幡宮所有。1612年（慶長17年）に岩神村（現岩神町）の沢田四郎右衛門尉が奉納した扁額で、八幡宮の境内にて鉄砲で日の丸の扇を射抜こうとする老翁の姿が大和絵の技法で描かれている。
- 足助八幡宮絵馬[73]

豊田市指定有形文化財。1981年（昭和56年）3月23日指定。足助八幡宮所有。江戸時代。
- 僧風外作品群[73]

豊田市指定有形文化財。1981年（昭和56年）3月23日指定。香積寺所有。江戸時代後期に香積寺25世住職であった風外本高禅士の手による絵画・書など25点。
彫刻
- 木造薬師如来坐像[73]

豊田市指定有形文化財。1978年（昭和53年）3月25日指定。十王寺所有。像高86センチメートル。鎌倉時代末期の作とされ、元は足助八幡宮神宮寺の本尊であったが、明治時代初頭の神仏分離によって十王寺に移されたという。
- 木造阿弥陀如来立像[73]

豊田市指定有形文化財。1978年（昭和53年）3月25日指定。十王寺所有で同寺の本尊。像高92.5センチメートル。「またたき如来」との俗称を持ち、平安時代の僧・源信の作と伝わるが、実際には室町時代のものとされる。
- 木造十王像[73]

豊田市指定有形文化財。1978年（昭和53年）3月25日指定。十王寺所有。十王寺の前身十王堂の本尊であり、現在の十王寺では本堂の左側側面に祀られている。14躯と鏡・秤の2点が指定文化財となっており、閻魔像の胎内には墨書による1638年（寛永15年）の銘がある。
- 木造天部立像[73]

豊田市指定有形文化財。1993年（平成5年）3月22日指定。観音寺所有。本来の像名は不明だが四天王のうち2躯と推定され、平安時代後期の作とされる。
工芸
- 鰐口[73]

豊田市指定有形文化財。1981年（昭和56年）3月23日指定。香積寺所有。1559年（永禄2年）に奉納されたもので、「三川州賀茂郡足助庄飯盛山香積寺鎮守御宝前」との銘文がある。
書跡・典籍・文書
- 足助八幡宮縁起[73]

豊田市指定有形文化財。1982年（昭和57年）3月18日指定。足助八幡宮所有。南北朝時代に成立したとされる、八幡宮の縁起と霊験譚が記された典籍で、続群書類従にも収録されている。天智天皇在位中（7世紀後半）から1337年（延元2年・建武4年）までの記事を載せており、前半では八幡宮の沿革、高貴な人々の行跡などが語られ、後半では地方の郷・村名や領主名などが具体的に語られているが、現在では特に後半の資料的価値が高いとされている。
考古資料
- 大屋敷遺跡出土品[73]

豊田市指定有形文化財。1981年（昭和56年）3月23日指定。豊田市足助資料館所有。縄文時代中期-晩期。
- 今朝平遺跡出土品[73]

豊田市指定有形文化財。1981年（昭和56年）3月23日指定。豊田市足助資料館所有。縄文時代中期-晩期。
- 植田遺跡出土品[73]

豊田市指定有形文化財。1997年（平成9年）9月3日指定。豊田市足助資料館所有。大正期に田畑の耕作中に発見された青磁の皿類で、15-16世紀頃に福建省付近で焼かれたものと思われる。
- 北貝戸遺跡出土品[73]

豊田市指定有形文化財。2000年（平成12年）3月7日指定。豊田市足助資料館所有。縄文時代早期。
- 葛沢の蓮弁文壺（れんべんもんこ）[73]

豊田市指定有形文化財。2000年（平成12年）3月7日指定。豊田市足助資料館所有。平安時代末期に渥美窯で制作された黒色の蓮弁文壺で、昭和30年頃まで葛沢町の民家が所有していたという。
無形文化財
- 矢の製作技法[73]

豊田市指定。2002年（平成14年）2月5日指定。保持者は貴重な技術を保持する全国でも数少ない矢師の一人であったが、2012年（平成24年）2月4日に死去。
有形民俗文化財
- 足助八幡宮の新町の山車
- 足助八幡宮の西町の山車
- 足助八幡宮の田町の山車
- 足助八幡宮の本町の山車[73]

豊田市指定。1997年（平成9年）9月3日指定。
- 莨屋（たばこや）岡本家住宅[73]

豊田市指定。2009年（平成21年）6月9日指定。主屋、塩座、土蔵、離れ座敷の4棟が指定されている。個人住宅。江戸時代後期に建てられたもので、明治時代中葉には足助に13軒あった塩問屋の代表格であり、塩ふみはここでも行われていた。街道に面して切妻造妻入2階建の主屋と平入2階建の塩座が並んでおり、敷地の奥手では土蔵や離れ座敷が足助川岸の石垣の上に建っている。「たばこや」という屋号が示すように、塩のみならず雑貨なども扱い、金物屋を営んだ時期もあった。現在は休眠中であるという。
史跡
- 今朝平遺跡[73]

愛知県指定祭祀遺跡。1980年（昭和55年）3月28日指定。豊田市管理。縄文時代後期-弥生時代初頭。足助川右岸に今朝平川が合流する付近の河岸段丘上に位置している。1978年（昭和53年）から翌年にかけて敷地造成工事に伴い発掘調査が行われた結果、山よりの標高140メートルの地点から2基の環状配石遺構、2基の甕棺墓、石器工作場の遺構、多数の縄文土器片などが検出された。環状配石遺構のうち第1号は半径3.8メートル、円周の南端では径1メートルほどの大型の石が据えられ、その他の円周沿いでは細長い岩礫が配されており、円周の内部では20-30センチメートルほど掘りくぼめられ、その中心部に板状の石で箱型のような囲いが作られた中に土器の破砕物が埋設されていた。第1号から3メートルほど東に楕円形でやや小型の環状配石遺構第2号がある。環状配石遺構の周辺では、多数の縄文土器片のほか、土偶破片、動物形土製品、臼形耳飾、石剣・石刀、石棒、玉類、磨製石斧、打製石斧、石皿、石鏃、石錘（せきすい）、鳥獣類の骨片などが検出されており、この環状配石は何らかの祭祀目的を帯びていたことが推察される。現在の遺構は、永久保存をはかるために土で埋め戻されており、1メートルほどの地下に眠っている。
- 飯盛城址[73]

愛知県指定。1961年（昭和36年）3月30日指定。豊田市・香積寺管理。鎌倉時代-戦国時代。飯盛山にあり、山全体を要塞化した山城で、足助郷を支配した足助氏2代目惣領足助重秀が黍生城からここに居を移し、以後8代目惣領重政の頃まで足助氏の支配拠点となる。
- 真弓山城：城跡公園。

天然記念物
- 足助八幡宮のイチョウ[73]

豊田市指定。1995年（平成7年）3月20日指定。足助八幡宮管理。樹高20.8メートル、幹周4.5メートル。地上1.5メートルのところで幹が2本に分かれており、北側の太い幹は16.5メートルまで伸びているが、南側の細い幹は13メートルのところで先が無くなっている。
- 足助八幡宮のスギ[73]

豊田市指定。1995年（平成7年）3月20日指定。足助八幡宮管理。樹高45.5メートル、幹周6.8メートル、樹齢500年以上。根元部分が太く安定感があり、厚み5センチメートルの樹皮が荒々しいたたずまいを醸し出している。

### 名木
- カエデ科イロハモミジ[82]

豊田市指定名木。樹高15.0メートル、樹齢100年以上。所在地は足助町飯盛。
- イチョウ科イチョウ[82]

豊田市指定名木。樹高30.0メートル、樹齢400年以上。所在地は足助町月ノ入。
- ニレ科ムクノキ[82]

豊田市指定名木。樹高25.0メートル、樹齢300年以上。所在地は足助町落合。
- マツ科モミ[82]

豊田市指定名木。樹高45.0メートル、樹齢200年以上。所在地は足助町飯盛。

### その他の文化財
古墳
- 陣屋跡古墳 - 古墳時代[83]。かつて足助陣屋が置かれ、現在は愛知県足助農林業振興センターが立地している平地の裏手の山林にある横穴式石室古墳。築造形態から7世紀後半から8世紀前半頃、地元の有力人物が家内で築いたと推測される小規模な円墳である[84]。

その他墓
- 成瀬古墓 - 中世時代[83]
- 装束塚 - 中世時代[83]

足助郷に流落していた二条良基との間に男児を儲けた滝野（足助氏7代目惣領足助重範の娘）であったが、良基が京に戻ってからも、形見の装束を抱きながら日夜良基を恋い慕い続けていた。1388年（元中5年）に良基が亡くなったことを耳にした彼女は、装束を飯盛山山中に埋めて、塚にしたという。ここには宝篋印塔・五輪塔が残され、二条良基・足助重範・滝野・成瀬基久・成瀬基直（基久の子）の墓とされている。
- 鈴木五代の墓 - 中世時代[83]

飯盛山中腹にあり、15-16世紀に足助郷を支配した鈴木忠親・重政・重直・信重・康重の墓とされる。
- 月ノ入古墓 - 中世時代[83]
- 平治洞古墓 - 中世時代[83]

城館跡
- 成瀬城 - 時期不詳。近岡町とまたがっている[83]。
- 臼木ヶ峰城 - 時期不詳。岩神町とまたがっている[83]。

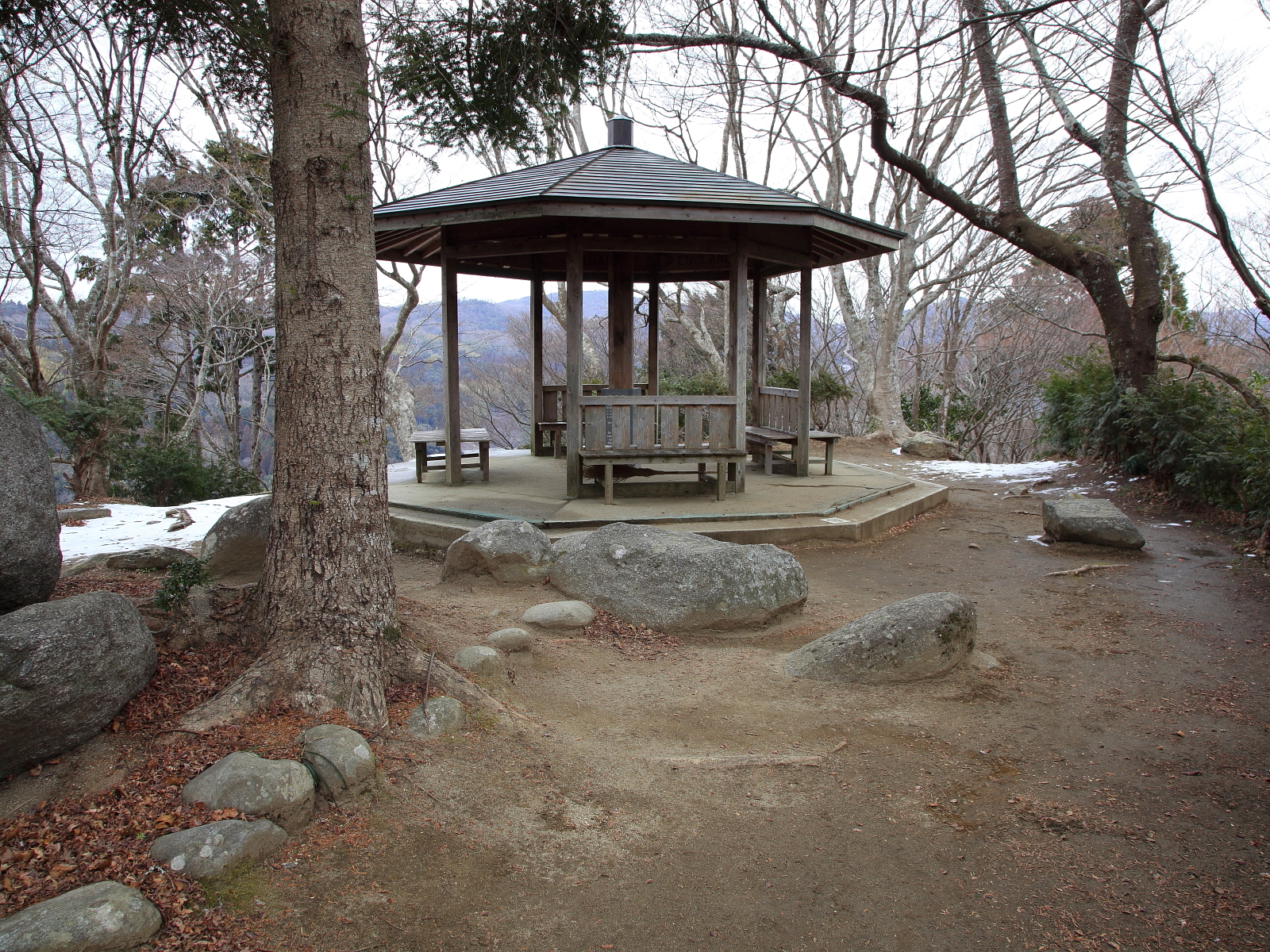
飯盛山山頂付近（2012年（平成24年）2月）

- 真弓山城 - 中世時代[83]。
- 城山城 - 中世時代[83]。
- 大観音城 - 時期不詳[83]。
- 今朝平村古屋敷 - 時期不詳[83]。

祭祀遺跡
- 飯盛山経塚 - 平安時代[83]。

飯盛山山頂にあったとされる経塚。1924年（大正13年）10月、森林公園造成のための整地作業が行われているさなかに古代の遺物が出土、しばらく放っておかれたが、1952年（昭和27年）になってここに経塚の存在を主張する説が登場し、次第にその様子が明らかになってくる。経塚自体は公園造成工事によって破壊されてしまったと考えられるが、後年の調査では経筒と推定されている陶器の破片なども出土している。大正期の最初の出土品は銅鏡一枚と腐食著しい鉄刀一本で、銅鏡は径10.9センチメートルで「秋草遊免双雀鏡（しゅうそうゆうとそうじゃくきょう）」と名付けられ、その形式は平安時代の藤原氏最盛期頃の特色をよく表しているという。この2点は現在、愛知県指定文化財考古資料として豊田市郷土資料館に所蔵されている。
散布地
- 宮ノ後遺跡 - 縄文時代・近世・弥生時代・平安時代・中世[83]

巴川が西に大きく湾曲する付近の左岸、現在の足助支所・足助八幡宮・足助神社の敷地や境内付近に広く分布し、縄文時代から奈良時代-平安時代以降にかけての遺物や集落の痕跡が多く出土している。高坏（たかつき）の破片（6世紀末-7世紀初め）、一部破損した盌（まり、7世紀）などがある。
- 久井度遺跡 - 縄文時代・弥生時代[83]
- 陣屋跡遺跡 - 縄文時代[83]
- 田町遺跡 - 奈良時代[83]

曹洞宗慶安寺の門前付近にある遺跡で、1955年（昭和30年）頃に行われた地下工事の際、地下2メートルの深さから8世紀頃の須恵器、土器破片、用途不明のクリの木材が出土する。須恵器には平瓶（ひらか）・高坏・坏・甕などがあり、このうち高さ19センチメートルの平瓶はほぼ完全な形で出土している。
- 宮平遺跡 - 中世[83]
- 石橋遺跡 - 平安時代[83]

字石橋に所在。奈良時代から平安時代にかけての須恵器が多いが、一部縄文時代、弥生時代の遺物も出土している。須恵器の種類には、盤・盌・坏・坏の蓋・高坏・大甕などがある。
- 飯盛遺跡 - 縄文時代・中世[83]
- 引陣遺跡 - 平安時代・中世時代[83]

9世紀頃の須恵器・土師器、戦国時代の内耳鍋の破片などが出土している。
- 今岡遺跡 - 古墳時代[83]
- 植田遺跡 - 中世[83]

## その他

### 日本郵便
- 郵便番号 : 444-2424[2]（集配局：足助郵便局[90]）。